# Perioada interbelică

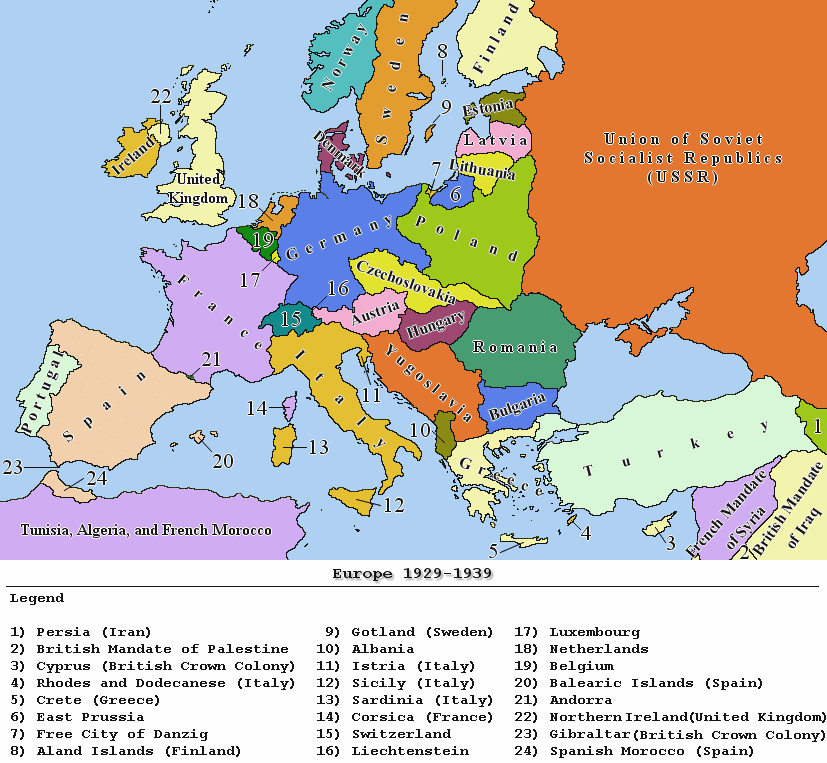
Europa interbelică (1929-1938)

Perioada interbelică desemnează intervalul de 21 de ani între cele două războaie mondiale (1918-1939).
A fost o perioadă zbuciumată în care, în ciuda păcii aparente, conflictele erau în stare latentă. Acum se concretizează cele trei ideologii  care au schimbat fața lumii: fascismul, nazismul (în special) și comunismul. Aceste trei ideologii câștigă tot mai mult teren pe fondul unei apatii generale din partea democrațiilor europene. 
Anii de după război au fost deosebit de grei pentru fostele Puteri Centrale, care pierduseră războiul, în special pentru Austro-Ungaria care se va destrăma și pentru Germania care va suferi din cauza obligației de a plăti daune de război. Rata șomajului va crește, inflația va atinge cote nebănuite, violența stradală va instaura o stare de asediu.
Pentru celelalte state situația nu va fi cu mult mai bună, toate fiind nevoite să se reclădească după război. Statele Unite vor accepta un val de imigranți, Anii '20 vor fi dominați de luptele între bandele de gangsteri, din cauza prohibiției. De asemenea, epoca interbelică a fost una de emancipare culturală, marcându-se o schimbare a moravurilor și a modei. Este epoca jazz-ului și a romanțelor. Acum se dezvoltă arta cinematografică, teatrul de stradă și radioul, care vor juca un important rol propagandistic în Germania nazistă.
Interbelic este un adjectiv cu sensul general care are loc între două războaie sau dintre două războaie. (inter-între, bellum-război)
În vorbirea curentă, termenul s-a specializat spre a desemna perioada cuprinsă între Primul Război Mondial și Al Doilea Război Mondial.

## Primul Război Mondial

### La Belle Époque

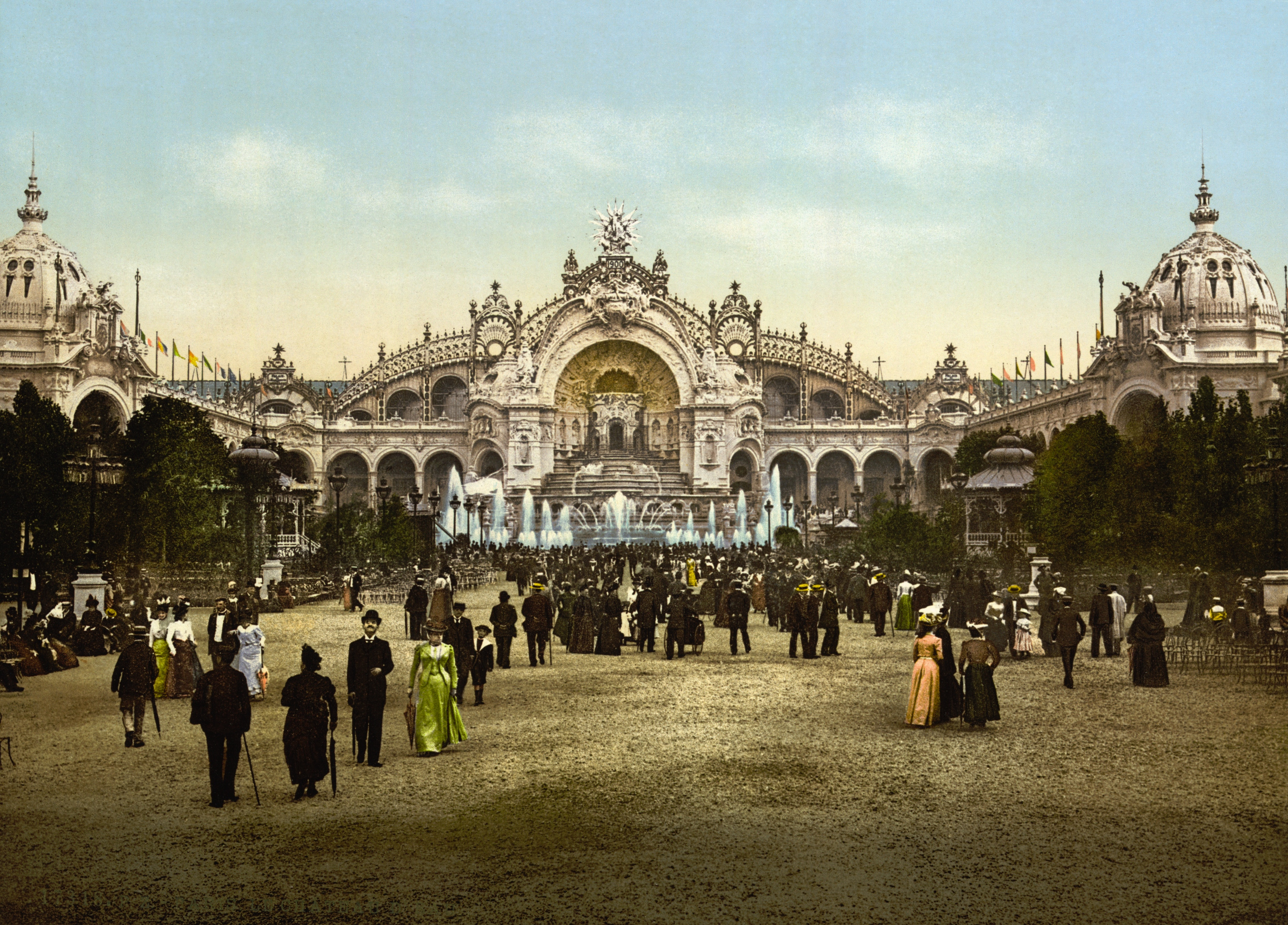
Expoziția universală de la Paris din 1900

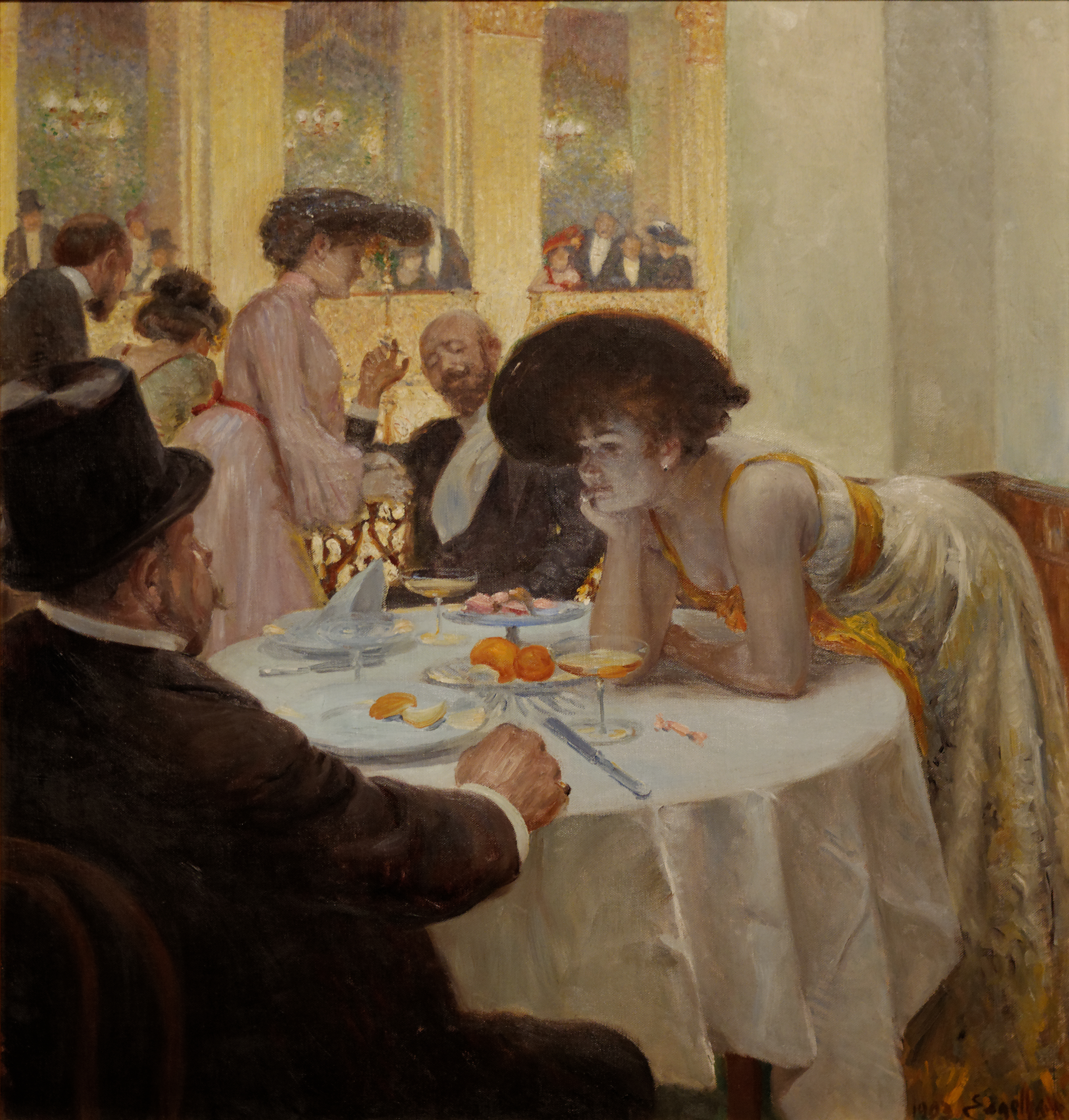
Pictură ce redă atmosfera unui restaurant de Josef Engelhart

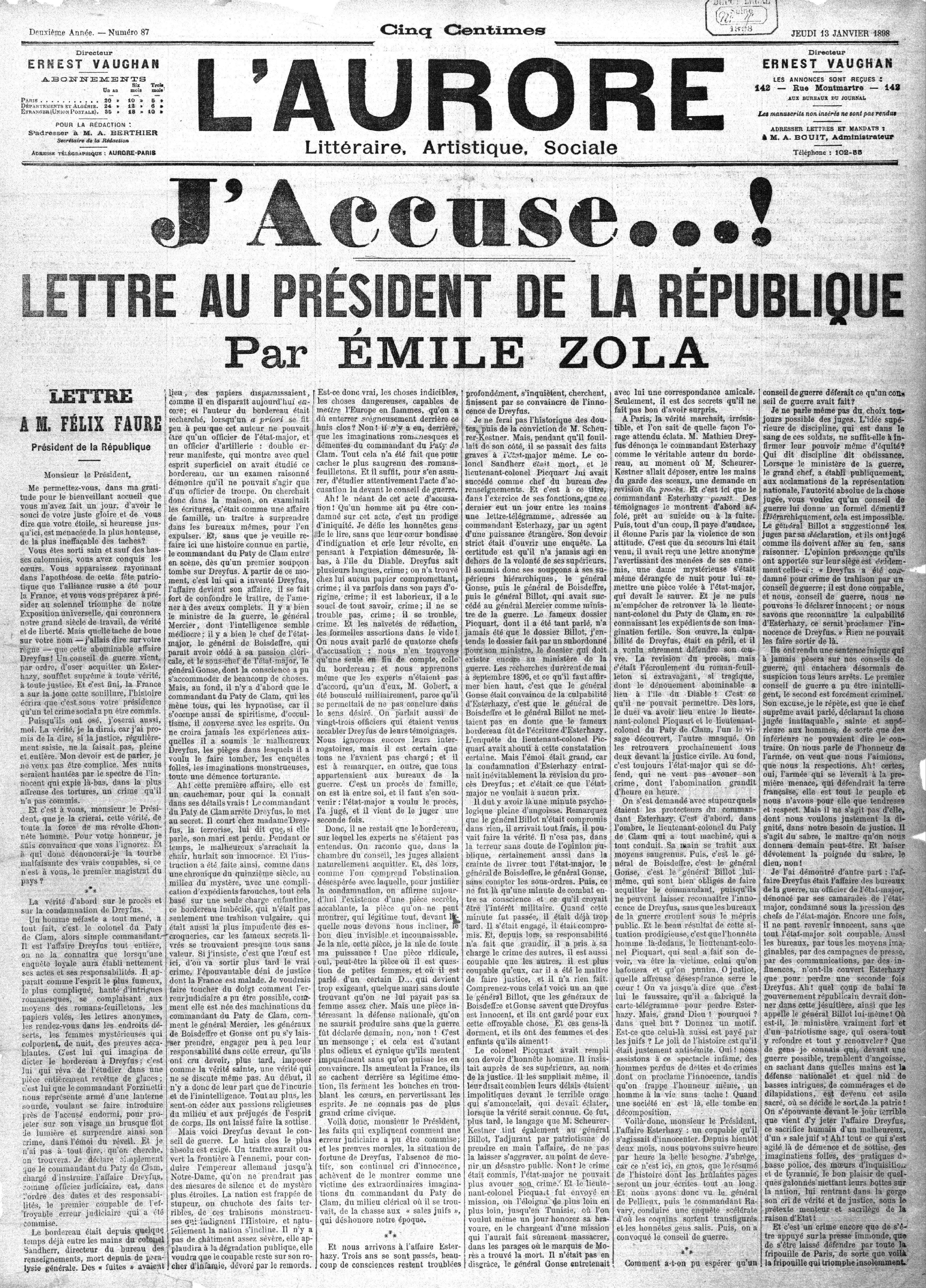
Ziar de epocă

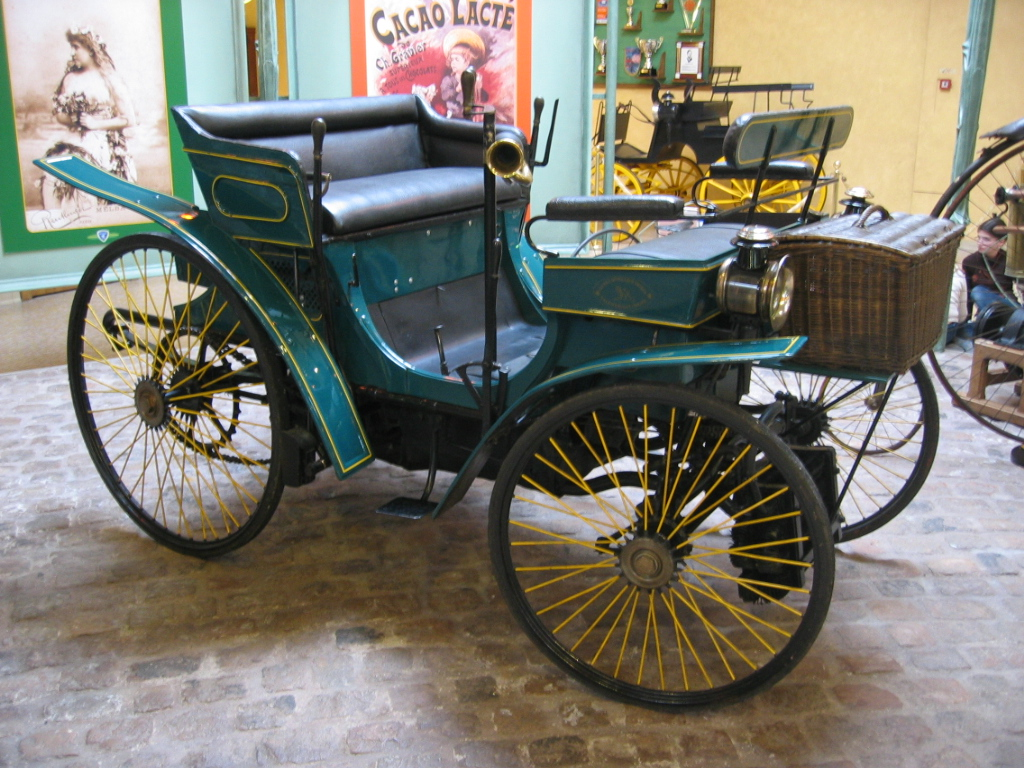
Peugeot de epocă

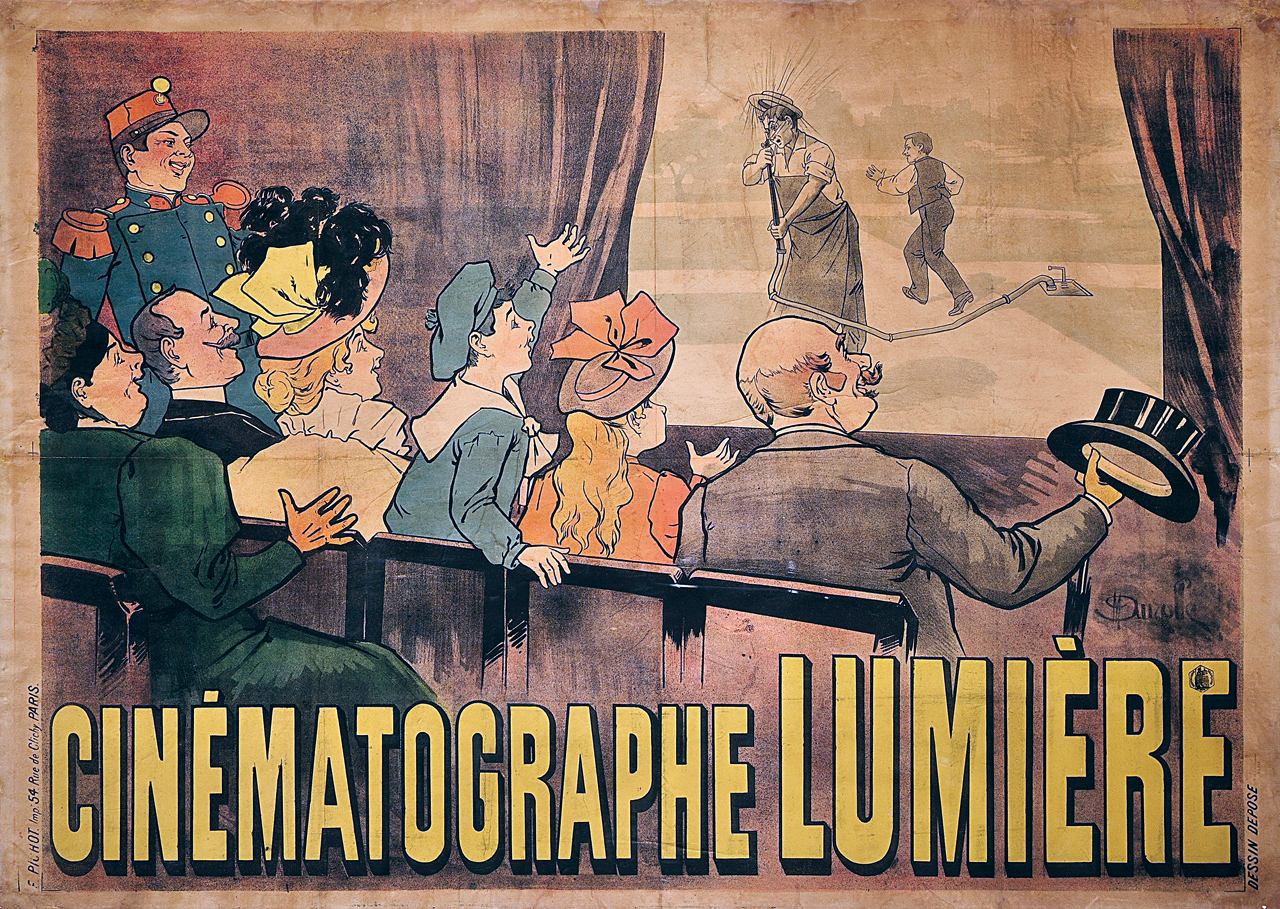
Poster Cinematographe Lumiere

Pierre-Auguste Renoir, Le Moulin de la Galette-atmosfera unui bal

Omenirea a asistat la începutul secolului al XX-lea la inovații, invenții și descoperiri ce au produs modificări la nivelul vieții cotidiene. În Europa Occidentală, care era centrul politic, economic și cultural, trecea printr-o perioada de stabilitate, abundență, în care burghezia domină societatea, economia și politica, perioadă denumită La Belle Époque. 
Chiar dacă politicile liberale dominau continentul, în centrul Europei încă se regăseau monarhii autoritare. Germania devenise una dintre primele mari puteri industriale la nivel mondial, unde Partidul Social Democrat câștiga alegerile legislative, dar tot Kaiserul numea cabinetul. 
Austro-Ungaria era un imperiu multinațional, aflat într-un proces de recuperare economică, iar locuitorii își doreau modernizare, stabilitate lipsită de tulburări ale aristocrației, burgheziei și naționaliștilor, avându-l ca om providențial pe moștenitorul tronului, arhiducele Ferdinand. 
Rusia avea o economie precară, aflată sub presiunea unei burghezii în plină ascensiune, cu un Țar și un guvern depășite de situație, acceptând unele reforme economice și politice. 
Democrațiile occidentale, Anglia și Franța, erau dominate de burghezi, deținând vaste imperii coloniale, economii capitaliste dezvoltate, societăți moderne și inovații și reforme sociale (de la acordarea dreptului de vot pentru femei la îndeplinirea cererilor muncitorilor privind salariile și profesiile) și avangardismul. Omenirea asista la o a două revoluție industrială, fiind introdusă electricitatea, aglomerări industriale făcându-și apariția, fiind dezvoltate sisteme bancare și bursiere ce afectau tot mai mult viața cotidiană. Produsele erau din ce în ce mai variate și mai ieftine, amplificând confortul, iar transporturile micșorau distanțele. Ziarele, revistele și cărțile amplificau cultura de masă, învățământul elementar era gratuit și tot mai accesibil publicului larg. De asemenea, nu numai elitele, ci și celelalte clase își permiteau să-și petreacă timpul liber. 
Africa era împărțită între cele șase mari puteri coloniale: Germania, Franța, Marea Britanie, Italia, Portugalia și Belgia. Majoritatea locuitorilor se aflau în stadiul tribal și primitiv după standardele europene. China era măcinată de conflicte interne, împărțită în zone de influență a puterilor europene, fracturată de o elită locală sofisticată și o masă umană rigidă, conservatoare și supusă. America Latină, pe fondul unei modernizări economice lente, se află sub protecția SUA prin Doctrina Monroe, devenind o zonă polarizată, cu mari latifundiari, imobili economic și mase de țărani lipsiți de pământ și nemulțumiți, și un segment burghez minor. 
Explozia tehnico-științifică era speranța majorității segmentelor și palierelor sociale, iar războiul era privit de o diplomație europeană aristocratică și conservatoare, văzându-l ca pe un instrument util, ca pe o ultima soluție atunci când negocierile eșuau conform realismului politic. 
Primul Război Mondial, ce a durat patru ani, dar s-a desfășurat în Europa, Africa, Orientul Mijlociu și Oceanul Atlantic, a constat în uriașe eforturi umane și materiale depuse de statele combatante și în numărul imens de victime, marcând începutul unui nou secol violent, cu genociduri la scară largă, ideologii combatante, regimuri totalitare, dar și de un progres tehnologic major ce va lua amploare și îmbunătățirea radicală a nivelului de trai, al proiectelor pașnice și preocupărilor pentru drepturile individuale la nivel internațional pentru clădirea unei lumi democratice și libere.

### Marele Război

Aliantele in Europa: Antanta si Puterile Centrale

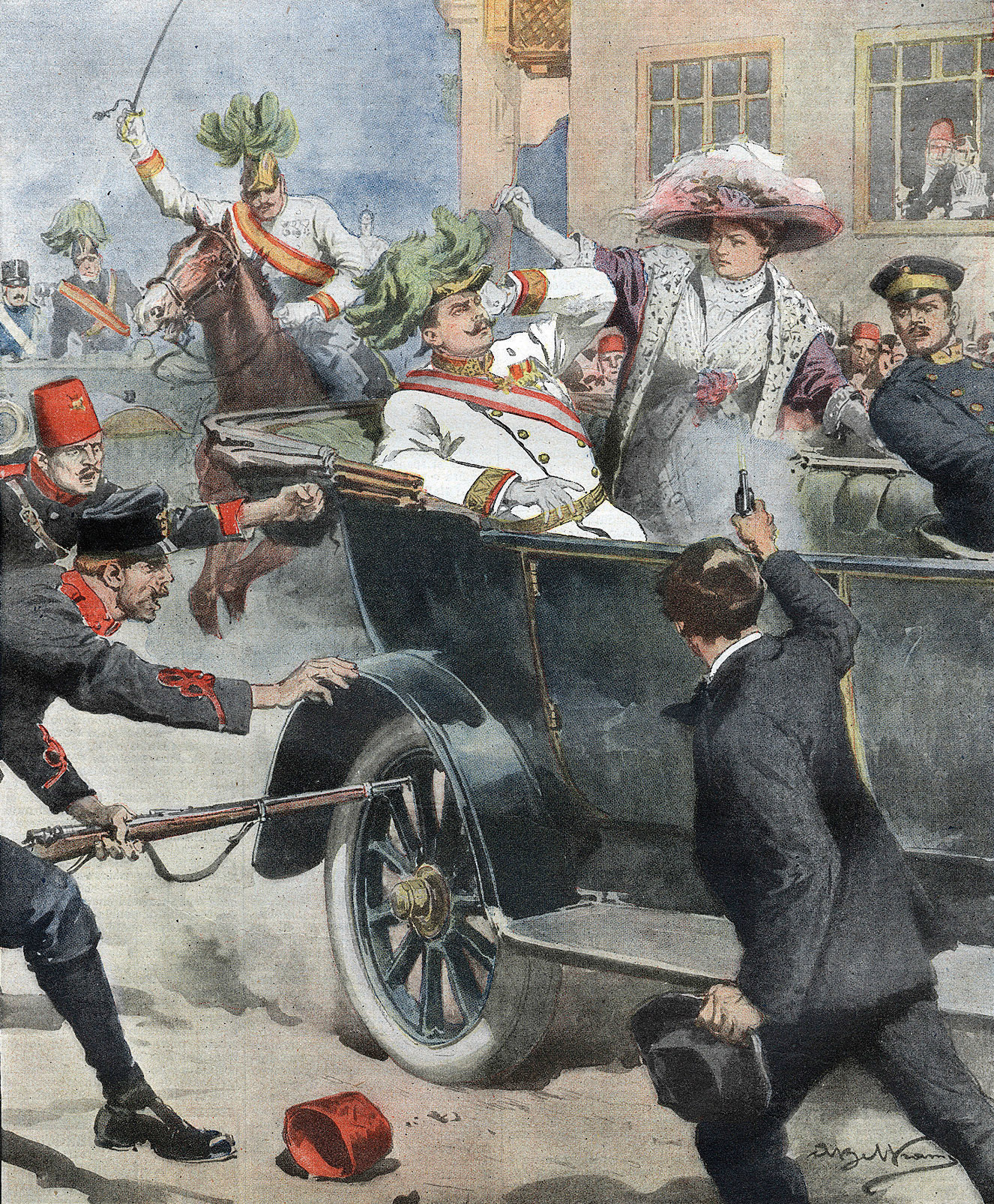
Atentatul de la Sarajevo

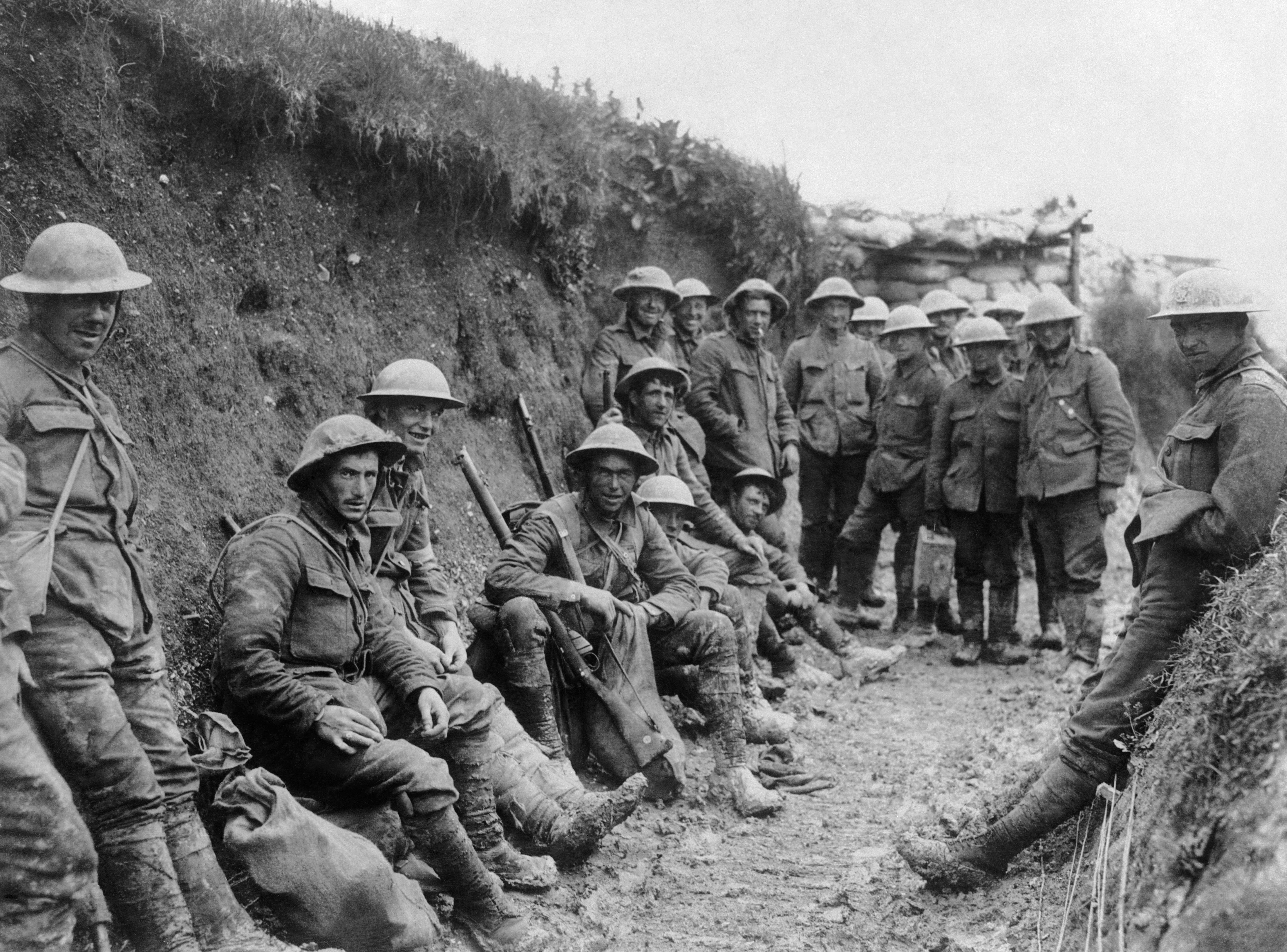
Soldati irlandezi la Somme in iulie 1916

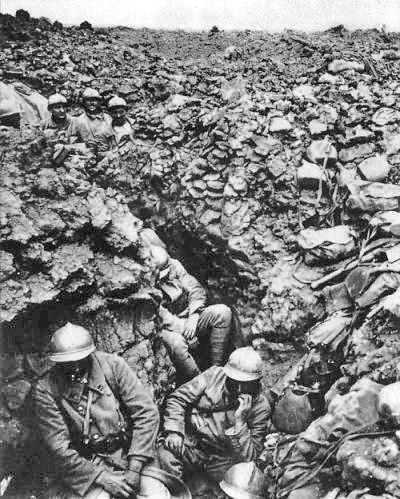
Regimentul 87 francez la Verdun

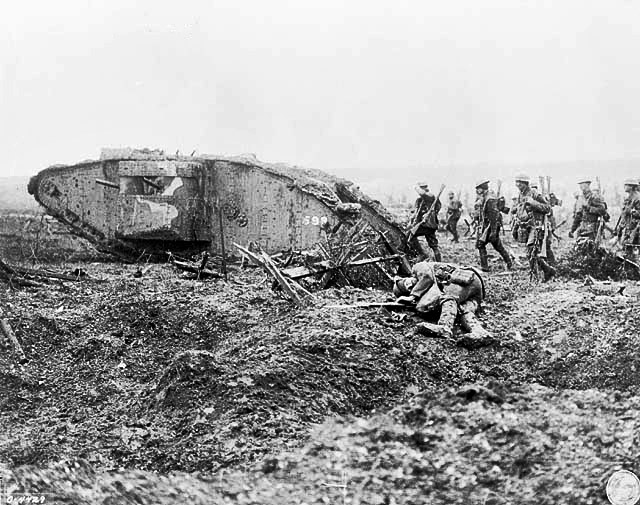
Tanc canadian la Vimy in 1917

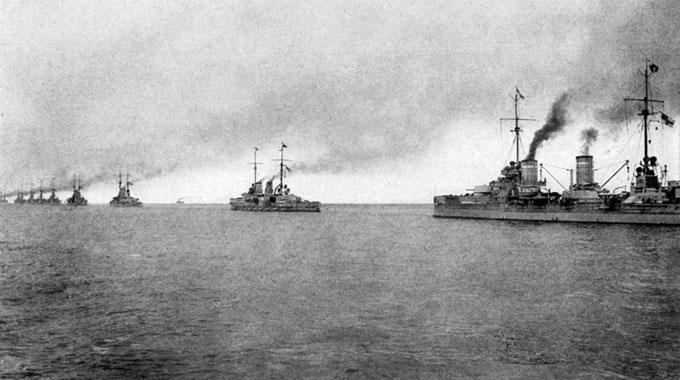
Nave germane

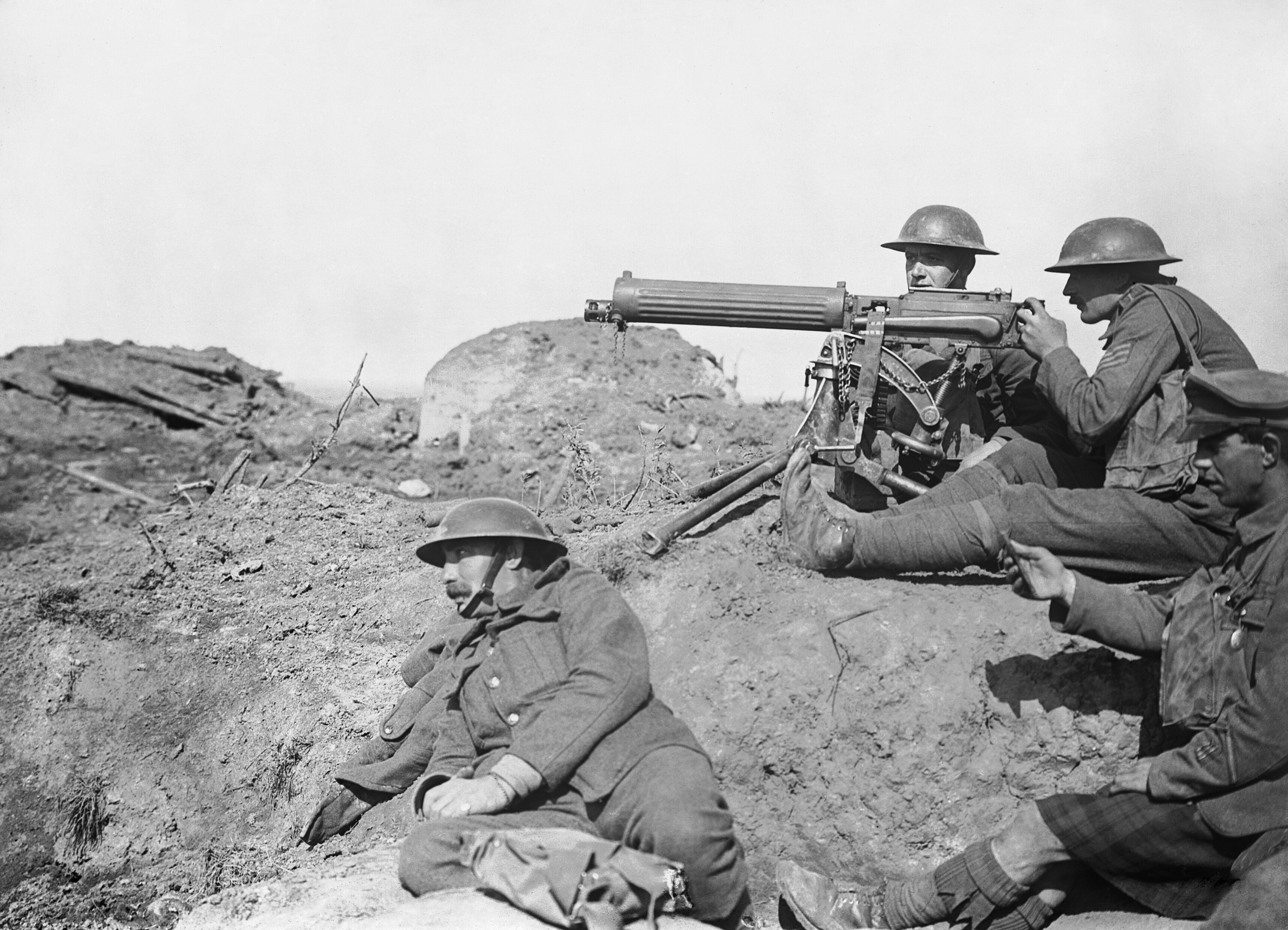
Britanici utilizand o mitraliera in Batalia de la Menin Road Ridge

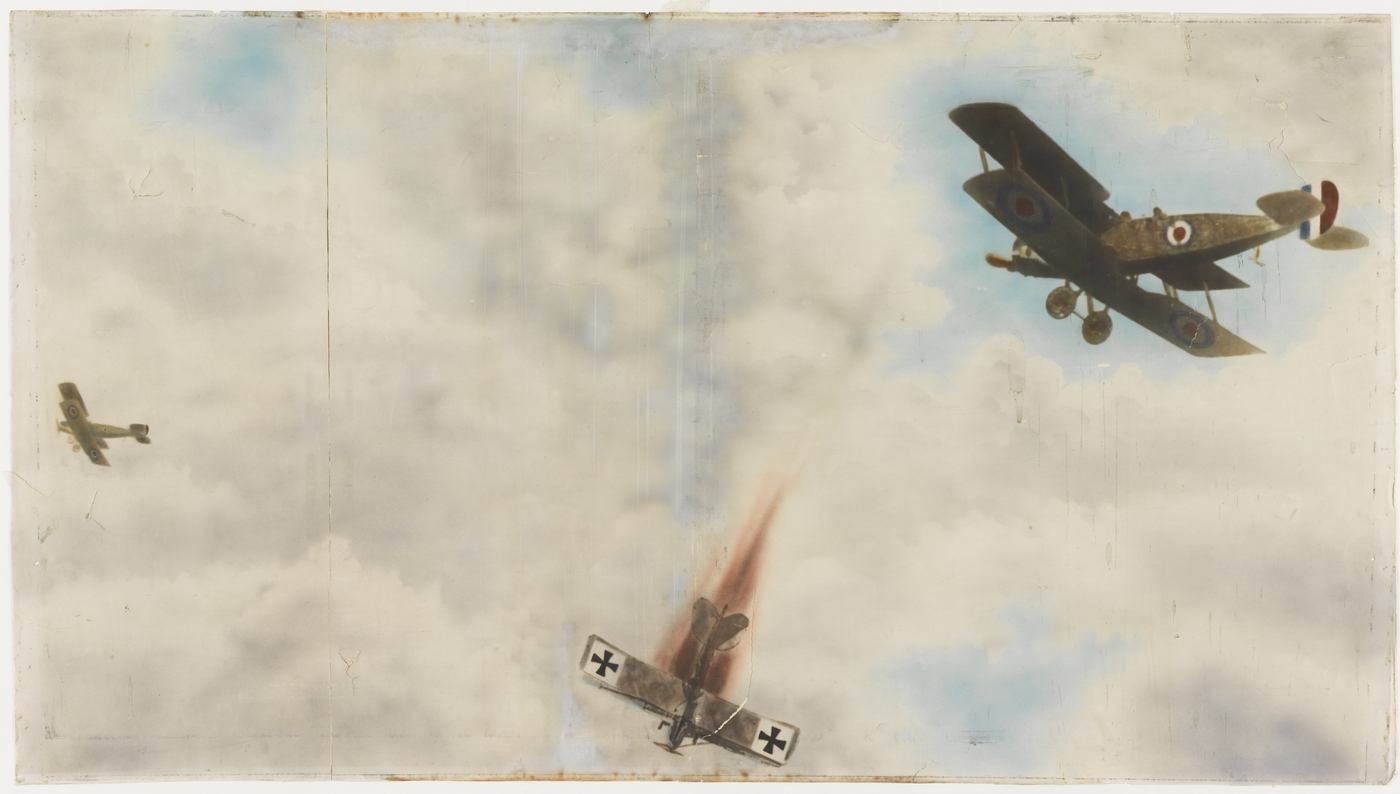
Batalie aeriana

Primul Război Mondial a izbucnit după o perioada de pace de 50 de ani în vestul Europei. La originile acestui război a stat Războiul Franco-Prusac din 1870-1871, Alsacia și Lorena fiind preluate de la francezi și alipite Germaniei. Franța pierduse poziția de putere hegemonică în Europa și a fost nevoită să plătească daunele de război. Germania și întreaga Europă au intrat în perioada diplomatică denumită "bismarkiana" (1870-1895), în timp ce pe plan social și cultural, Europa și Imperiul Britanic traversau Epoca Victoriană. 
Germania era cea mai mare putere europeană din perspectiva demografică, tehnologică și economică, în timp ce Imperiul Britanic era cel mai mare imperiu colonial și deținea supremația navală. 
Germania deținea cea mai mare armată cu cel mai performat echipament conform tradiției prusace ce se manifestă și în alte domenii. Armata domină societatea germană ce era ierarhică și disciplinată. 
Estul Europei fusese marcat de conflicte, ca Războiul Ruso-Turc (1877-1878), în cadrul căruia Rusia își consolida influența în Bulgaria și Serbia și ca urmare, în 1879, Germania și Austro-Ungaria au încheiat o alianță din care au rezultat Puterile Centrale. Italia s-a unificat, Franța a ocupat Tunisia pentru a consolida frontiera de est a Algeriei, iar Italia dorea să capete teritorii în Africa mediteraneană, de aceea, a încheiat alianța cu Puterile Centrale. 
Franța se aliază cu Rusia, încheind o alianța franco-rusă, astfel,  cel mai autocrat stat se aliase cu cel mai liberal stat european. 
Erau numeroase ligi care promovau pangermanismul pentru a justifică expansiunea teritorială, Rusia fiind determinată să se alieze cu Franța. Franța chiar a împrumutat Rusia cu importante sume de bani pentru a se dezvolta.  
Britanicii doreau să construiască o cale ferată de la Cairo la Cape Town, și erau gata să continue rivalitatea cu francezii în lupta pentru colonii. 
De aceea, în 1898, armata franceză și cea britanică erau cât pe ce să se lupte la Fashoda. Însă tensiunile dintre cele două țări s-au atenuat la încoronarea regelui Eduard al VII-lea al Regatului Unit, ce era francofon și francofil. Primit cu ostilitate în Paris, a îmbunătățit relațiile cu Franța. Astfel, s-a format Antanta. 
Împăratul german Wilhelm al II-lea al Germaniei a dus o politică globală-Weltpolitik, o politică colonială, ocupând numeroase teritorii africane și intrând în conflict direct cu Marea Britanie. Economic, Germania depășise Anglia, iar produsele germane concurau puternic cu cele britanice. 
În 1905, în Rusia, a izbucnit o revoluție ce a fost înfrântă, însă pe fondul acesteia a izbucnit războiul cu Japonia, fiind pierdut de ruși, distrugând astfel mitul supremației rasei albe. Flota rusă făcuse ocolul pământului pentru a-i atacă pe japonezi, iar în bătălia de la Tsushima, rușii pierd în fața japonezilor. 
În 1907, Franța, Anglia și Rusia au încheiat o alianță, punând bazele Antantei datorită dezechilibrului cauzat de creșterea puterii și pretențiile teritoriale și economice ale Germaniei. Se considera în mentalitatea epocii că războiul este o metodă de a rezolva conflictele într-o Europa aristocratică. 
Astfel, pe 28 iunie 1914, prințul moștenitor al Austro-Ungariei, Franz Ferdinand al Austriei, a fost asasinat la Sarajevo. Folosind asasinarea ca pretext, Austro-Ungaria a declarat război Serbiei,războiul  luând amploare și escaladandu-se rapid într-un război european. 
Britanicii ezitau să între în război până la ocuparea Belgiei de către germani. Planul de ocupație germană a Europei a fost conceput de Alfred von Schlieffen în 1905. Conform planului, inima Franței era considerată a fi între Sedan și Verdun, astfel, germanii au plănuit să învăluie armata franceză, planul fiind inspirat dintr-o bătălie antică, Bătălia de la Cannae. 
Dar francezii au folosit planul al XVII-lea, ce presupunea un atac vijelios în Alsacia și Lorena. Schlieffen știa că Germania va lupta pe două fronturi și consideră că Rusia nu va reuși să-și mobilizeze armata în timp util. În realitate, rușii s-au mobilizat rapid. 
În urmă Bătăliei de la Marna a început declinul armatei germane. 
Primul Război Mondial a durat patru ani, însă rezultatul a fost decis în primele săptămâni după eșecul germanilor de a cuceri rapid Franța. Serbia s-a dovedit a fi un adversar puternic, eliberându-și teritoriul de trupele austro-ungare. Intrând în război, Imperiul Otoman a purtat succese împotriva rușilor și britanicilor în Caucaz. Britanicii au debarcat în Golful Persic, însă planul a eșuat. Au adus trupe din Nouă Zeelandă care au fost înfrânte la Gallipoli. 
În 1915, după ezitări, Italia a intrat în război, însă s-a dovedit slabă, pe cursul râului Isonzo purtându-se 12 bătălii cu un rezultat nul. Bulgaria a intrat în război de partea Puterilor Centrale după ce a investit sume mari în armata în urmă războiului din 1878, devastând Serbia care nu a putut face față pe două fronturi, liderii sârbi plecând în exil în Corfu. 
În 1916, România intră în război, într-un moment favorabil pe frontul de est, în timp ce armata rusă condusă de Drusilov, înainta puternic. După înfrângerea de la Marna, germanii au aplicat o nouă strategie, aplicând planul de învăluire al lui Schlieffen, încercând să găsească un punct pentru a continuă încercuirea, o goană nebună continuând până în Marea Nordului. 
Frontul de Vest capătă imaginea tipică de "război static de tranșee". 
Pe frontul din est, armata rusă, care suferise înfrângeri în 1914, s-a refăcut repede, însă s-au creat premizele unei revoluții. În 1915, germanii au schimbat strategia și de aceea au etanșeizat frontul de vest și au atacat în est, obținând victorii importante, ocupând Varșovia și o parte din Ucraina, ajungând până în Țările Baltice. 
Dar văzând că nu pot scoate Rusia din război, au atacat în vest, schimbând tactică în cea de război de distrugere. Germanii au plasat un număr impresionant de tunuri, vizând o zona restrânsă, în sudul frontului, în 1916, desfășurându-se lupte devastatoare la Verdun. Francezii au folosit tactici similare, și astfel, în urmă Bătăliei de la Verdun, 600 000 de soldați au murit în ambele tabere. 
În 1916, germanii au început o nouă ofensivă împotriva britanicilor, care aduceau tot mai mulți soldați și au introdus serviciul militar obligatoriu. A urmat Bătălia de pe Somme (1916), soldată cu 600 000 de victime. 
România a fost supusă unui asalt al celor patru puteri centrale, 2/3 din țară fiind ocupate. 
În 1917, Rusia iese din război, marcată de revoluția bolșevică, frontul de est dispărând, moment favorabil pentru germani. Balanță puterii avea să se schimbe însă odată cu intrarea Statelor Unite ale Americii în război. Războiul a escaladat, devenind astfel un război mondial. 
În 1918, efortul principal al germanilor s-a mutat pe frontul de vest. Profitând de pe urmă răgazului de pe frontul de est, austro-ungarii au beneficiat de sprijinul german în ceea ce a urmat să fie cunoscut drept dezastrul de la Caporetto, Austria devastând Italia. Germania era însă sufocată economic, iar în octombrie 1918, germanii au fost complet copleșiți și îndepărtați de pe teritoriile ocupate. 
Puterile Centrale au capitulat succesiv. Pe 29 septembrie, Bulgaria a fost prima care a capitulat. Pe 30 octombrie, a capitulat Imperiul Otoman. Pe 3 noiembrie capitulează Austro-Ungaria în fața italienilor. Pe 11 noiembrie Germania a capitulat. Ultima putere centrală care a capitulat a fost  Ungaria pe 13 noiembrie. 
Primul Război Mondial a implicat țări din toate continentele, însă s-a concentrat cel mai mult în Europa. Era gândit că un război de scurtă durata, însă a durat mai mult. Se consideră că până de Crăciun, soldații aveau să se întoarcă acasă învingători. Erau însă generali care au prevăzut că războiul avea să fie lung. S-a dovedit a fi un război industrializat, fiind utilizate arme noi, ca tunurile care trăgeau la peste 30 de kilometri, prototipurile de avioane de război, tancurile (care nu aveau tunuri, fiind doar infanteriști aflați în acestea ce trăgeau în inamici), armele chimice și submarinele introduse de germani. 
S-a dovedit a fi un Război Total, fiind unul dintre războaiele cu cele mai mari mobilizări: Franța a mobilizat 5 milioane de soldați (1/8 din cetățeni), Rusia-12 milioane de soldați, Germania-7 milioane de soldați, toți aceștia mobilizați prin propagandă de război. 
Au fost comise abuzuri asupra civililor, pentru că nu se mai făceau diferențe dintre militari și civili, orașele fiind astfel bombardate. 
A fost un război al naționalismului, fiindcă , dincolo de mobilizarea societăților, au fost mobilizate statele naționale, făcând uz de valori naționale și a conceptelor naționaliste. În urmă războiului și înfrângerii Germaniei, naționalismul extremist a luat amploare. 
Primul Război Mondial a fost un război de poziții, un război de tranșee.

### Încheierea Războiului

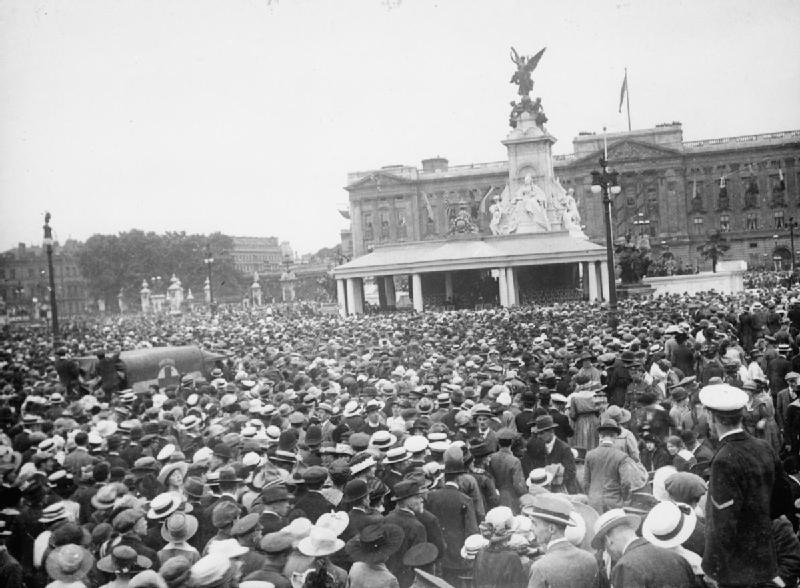
Parada Victoriei de la Londra in iulie 1919

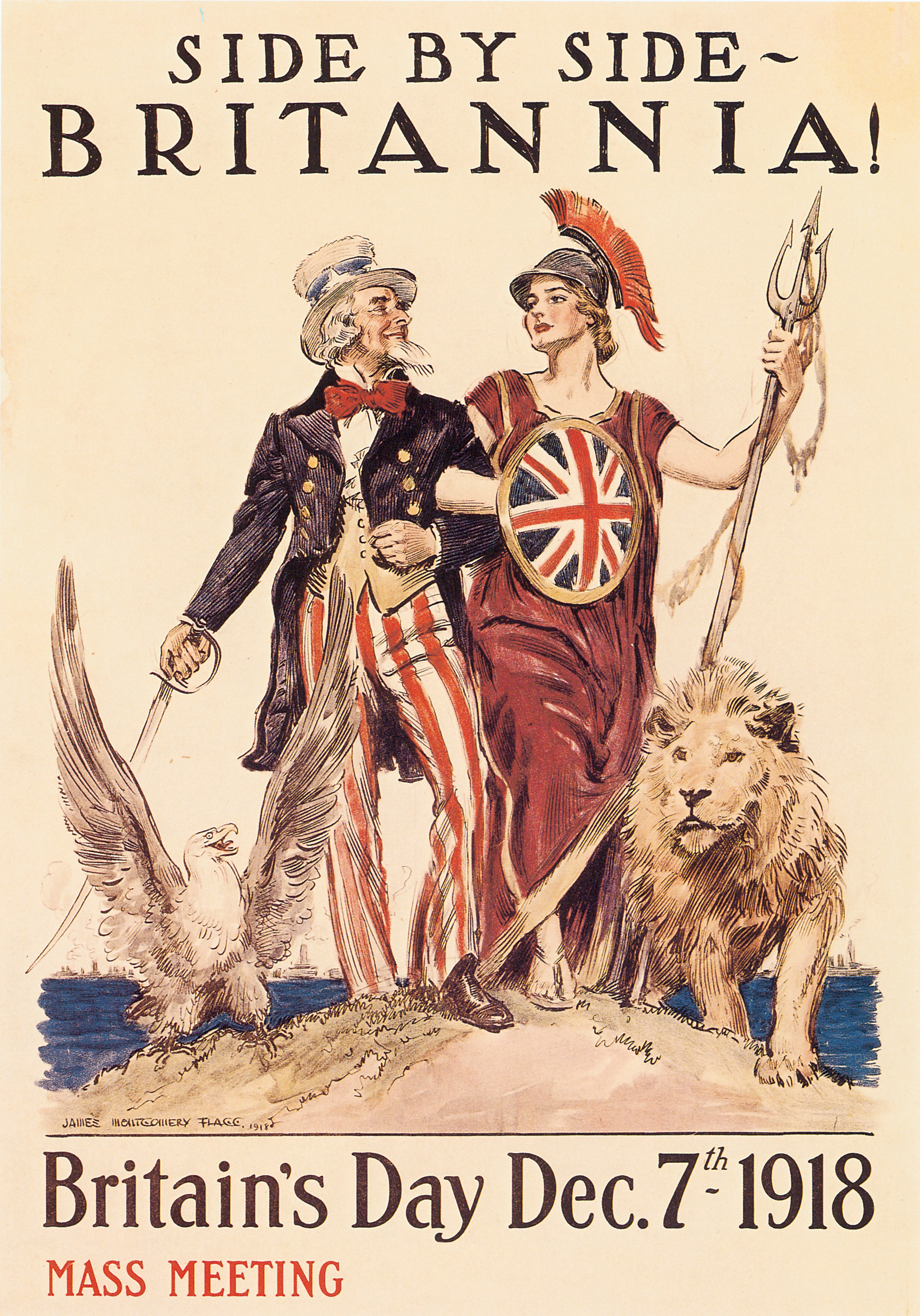
Marea Britanie insotita de leul britanic intalnindu-se cu Unchiul Sam si vulturul american

Primul Război Mondial a lăsat în urma sa pierderi umane și materiale imense, o situație economică dificilă la nivel global, o criză morală de conștiința ce a determinat apariția curentului pacifist ce a dus la aplicarea a unor numeroase programe și proiecte de organizare a noii lumi pe noi baze pentru a asigura pacea, securitatea, dezvoltarea și bunăstarea. 
Pe 8 noiembrie 1917, guvernul bolșevic a lansat Decretul asupra păcii, iar guvernul american a lansat programul de pace cunoscut ca "Cele 14 puncte ale președintelui Wilson". 
Cele două programe cuprindeau principii importante, ca diplomația deschisă, dreptul la autodeterminare (prin care fiecare populație își putea alege formă de guvernare, de a trăi liber, într-un stat liber, independent și suveran), pacea democratică, fără anexiuni. Programul american prevedea egalitatea între state, libertatea navigației pe mare, libertatea comerțului, reducerea înarmărilor, crearea unei Ligi a națiunilor pentru menținerea păcii și cooperării între state.
La 11 noiembrie 1918, Primul Război Mondial s-a încheiat.La 18 ianuarie  a început Conferința de Pace de la Paris din 1919, la care au participat doar statele aliate învingătoare. 
Divergențele dintre participanți erau imense, opiniile și soluțiile propuse nu concordau. Au fost realizate rapoarte și analize întocmite de cele 50 de comitete și comisii de experți și de organele principale ale conferinței-Consiliul celor zece, Consiliul celor cinci, Consiliul celor patru: Marea Britanie, SUA, Franța, Italia. Japonia se implică și ea în problemele ce priveau Extremul Orient și Oceanul Pacific.  
Președintele american Woodrow Wilson i-a declarat președintelui francez, Raymond Poincare, că menținerea păcii va fi mai dificilă decât războiul.
Războiul, miscarile sociale și naționale, precum și obligațiile grele impuse statelor înfrânte au dus la destrămarea a patru mari imperii: rus, austro-ungar, german și otoman. 

### Consecințele Primului Război Mondial
Europa încă juca pe plan politic un rol considerabil la nivel global, statele europene încă își mențineau imperiile coloniale, și de asemena, Europa deținea un primat asupra culturii. Au apărut noi centre de putere, noi state extraeuropene au fost industrializate, țări ca Japonia intrând pe piețele din China, Asia de Sud-Est și India. Relațiile dintre metropole și colonii s-au deteriorate însă. Militarea lui Woodrow Wilson pentru suveranitatea popoarelor și tezele marxiste anti-imperialiste au dus la începutul mișcărilor de emancipare poltica. SUA a avut cel mai de câștigat, dublându-și venitul național și producția de oțel, și crescând flota comercială, împrumutând beligeranților 11-12 miliarde $ și câștigând competiția investițiilor în America Latină, preluând prima poziție ca superputere la nivel global. 
Conform lucrării lui "Hugh Thomas-A History of the World", au fost patru mari consecințe ale Primului Război Mondial: 
- Colaborarea dintre industrie, forța de muncă  și guvern au inspirat ideologia, ideile statului corporatist și dezvoltarea lor în regimurile totalitare și regimurile democratice.
- Amploarea și duritatea propagandei au lăsat urme vizibile
- Ruinarea sistemului de credit antebelic
- Mutarea puterii și influenței democratice ca sistem politic în SUA

Germania nu mai era cea mai puternică țară din Europa. Franța, care avea ambițiile ei, îi sunt limitate de Marea Britanie. 

#### Consecințele demografice

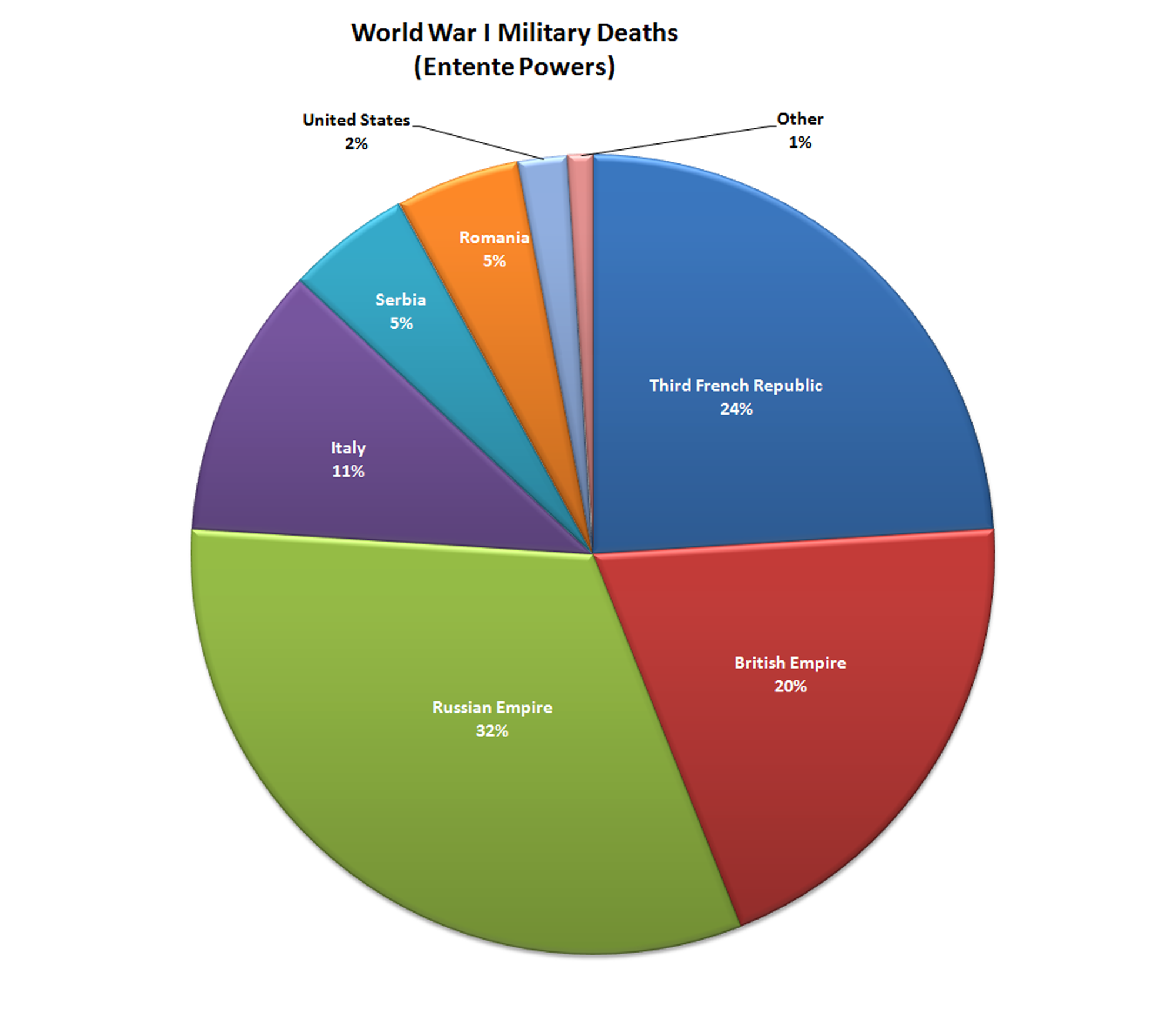

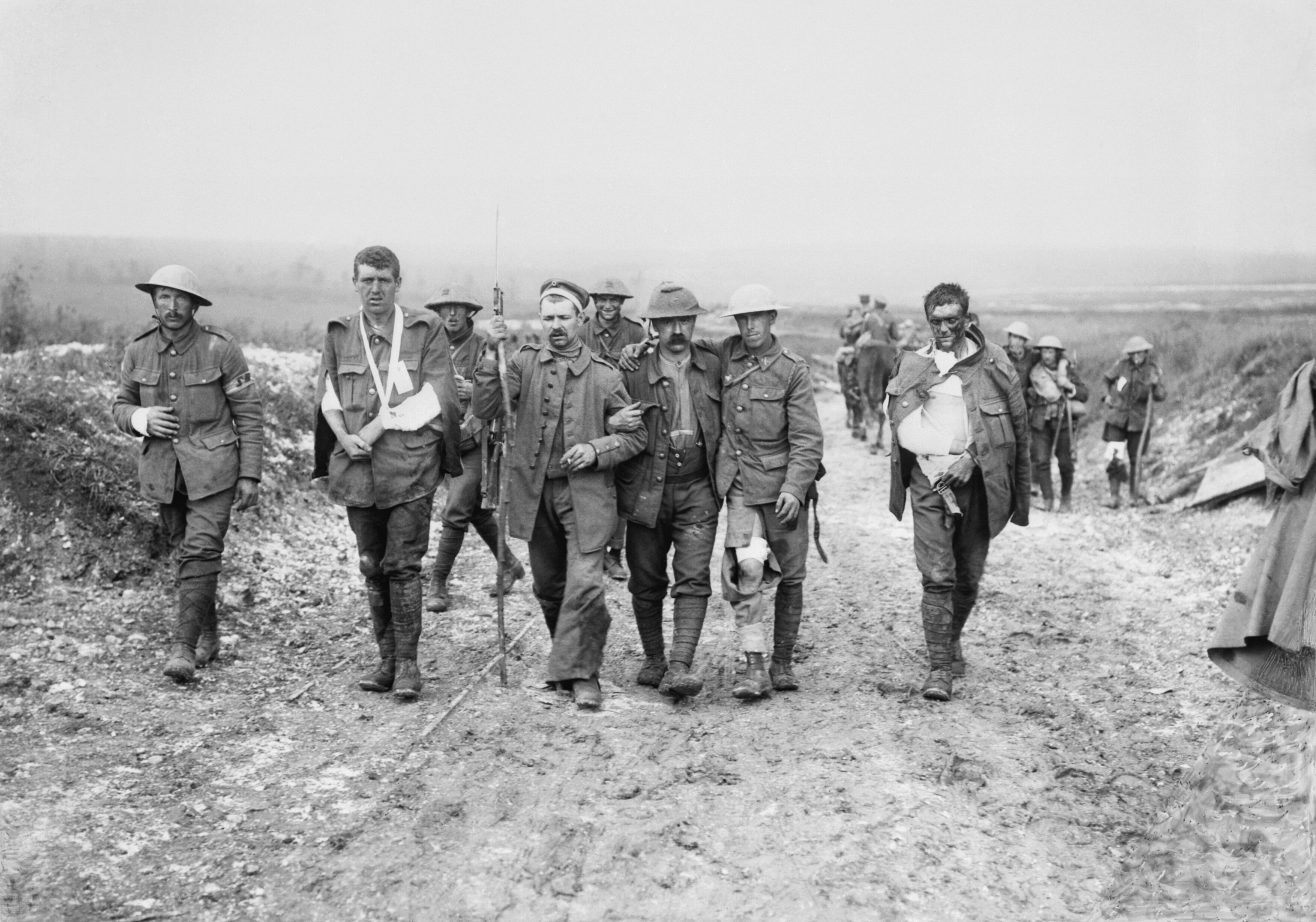
Britanici răniți

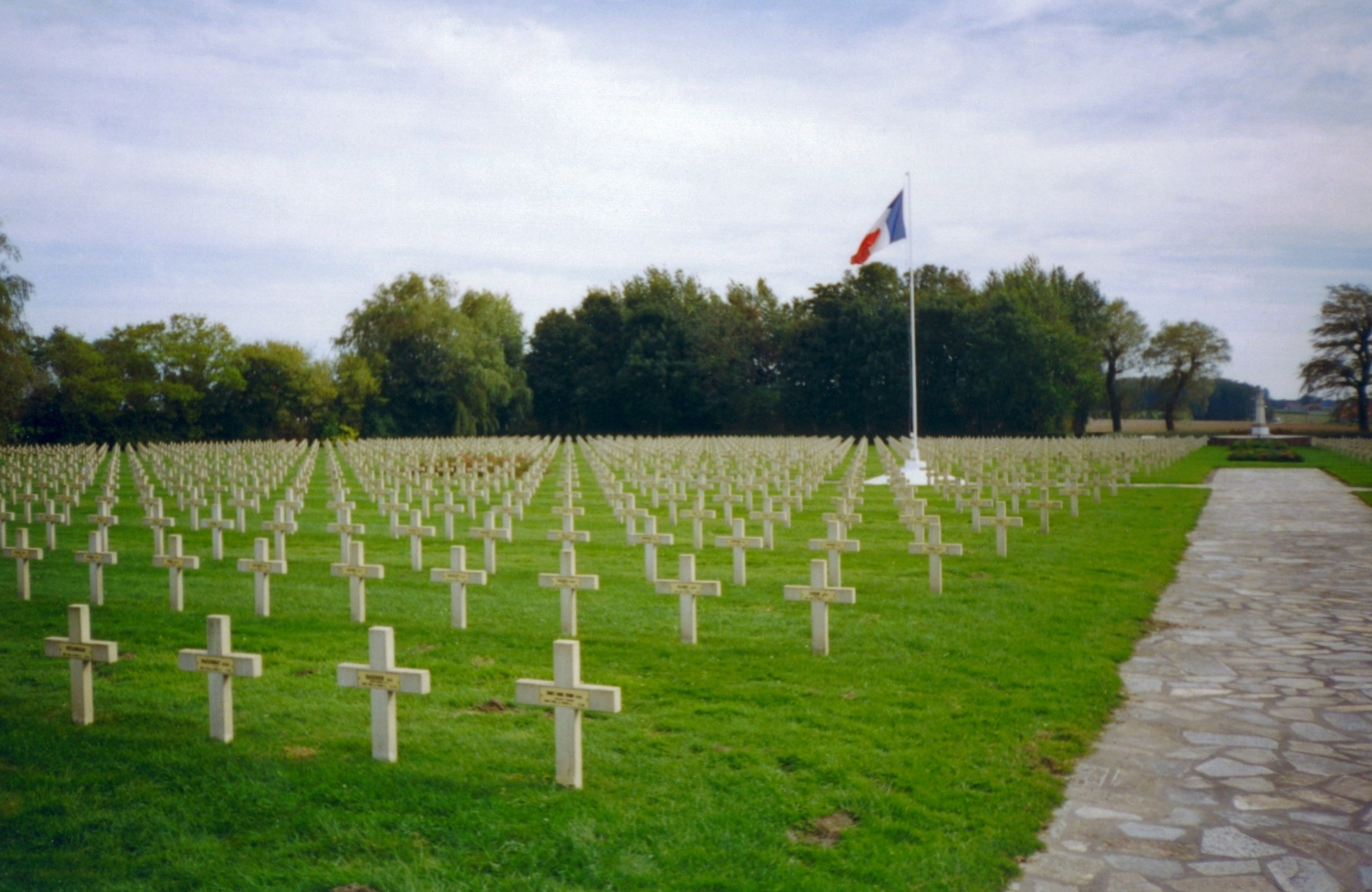
Cimitirul francez de la Ypres

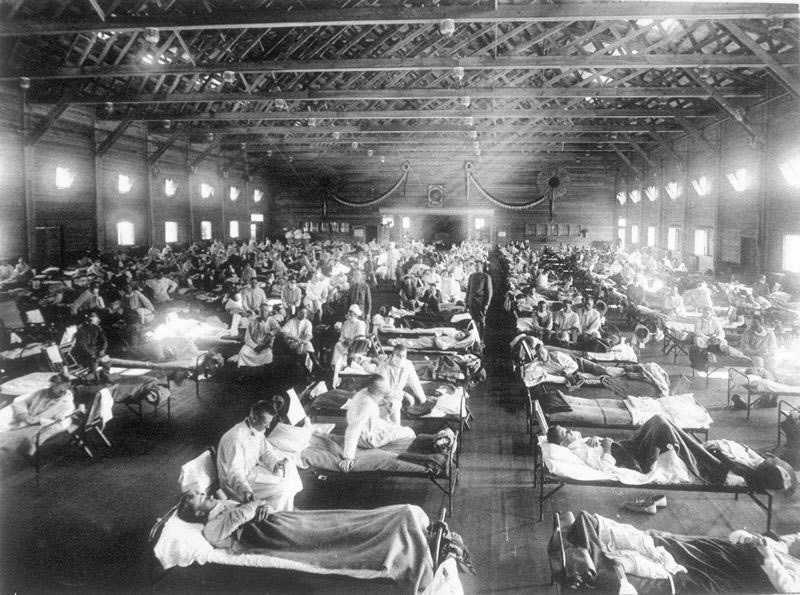
Spital improvizat în Kansas pentru bolnavii de gripă spaniolă

Numărul victimelor a fost enorm, estimat la 16-30 milioane de morți și 22 de milioane de răniți, majoritatea fiind europeni. Franța a înregistrat 1,7 milioane de morți și dispăruți, reprezentând 4-5 % din populație, plus 130 000 de oameni mutilați pe viață. Germania: 2,8 milioane de morți, reprezentând 3-4% din populație. Austro-Ungaria: 2 milioane de morți, Rusia: 2,8-3 milioane de morți (2 % din populație), numărul crescând la 5 milioane după instaurarea regimului bolșevic. Marea Britanie și Italia pierd trei sferturi de milion de oameni, 2-4% din populație. Se mai adaugă un număr neprecizat de civili care au murit datorită operațiunilor militare, datorită condițiilor precare de igiene ce au favorizat epidemiile ca tuberculoza, tifosul, dizenteria și gripa spaniolă care a ucis 50-100 de milioane de oameni, adică 3-5 % din populația globală. Cele mai afectate clase de vârstă au fost cele cuprinse între 15-40 de ani, ceea ce a rezultat o diminuare a natalității. Milioane de oameni au fost nevoiți să se deplaseze de pe teritoriile pierdute, ca germanii ce au fost forțați să părăsească Alsacia și Lorena. În Ungaria, 400 000 de maghiari veniți din Transilvania, Slovacia și Serbia și-au găsit refugiul. 200 000 de bulgari s-au deplasat de pe teritoriile pierdute. 1 milion de greci au emigrat din Turcia. 
Războiul a întrerupt progresul rapid în privința infrastructurii sanitare, ceea ce a dus și la creșterea mortalității infantile, în Franța înregistrându-se o creștere de la 17 % în 1914 la 22 % în 1918. Pierderile umane au afectat economia, ce a fost privată de producători și consumatori. În urma războiului a crescut numărul familiilor dezorganizate, au rămas milioane de văduve și orfani, contribuind la sentmentul de îmbătrânire constant ce a dominat Europa în anii 20’.

#### Consecințele socio-economice

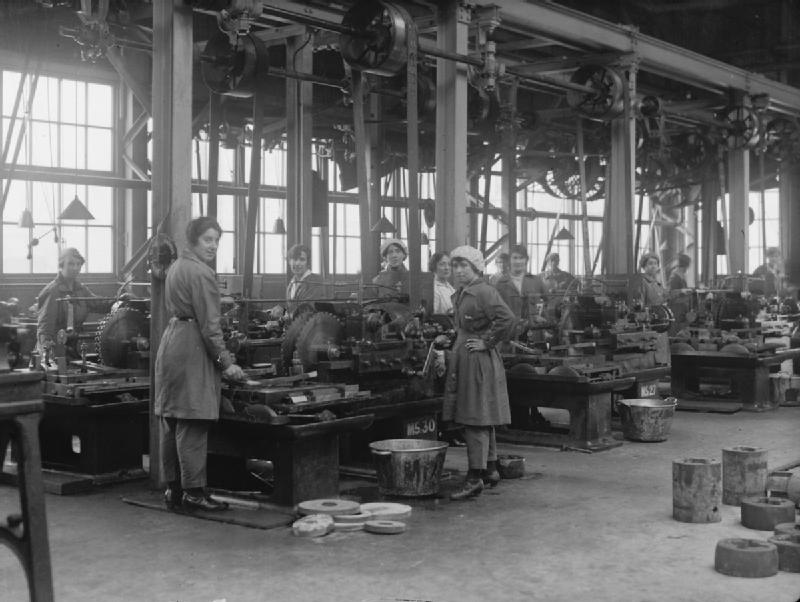
Lucratoare in fabrica de armament

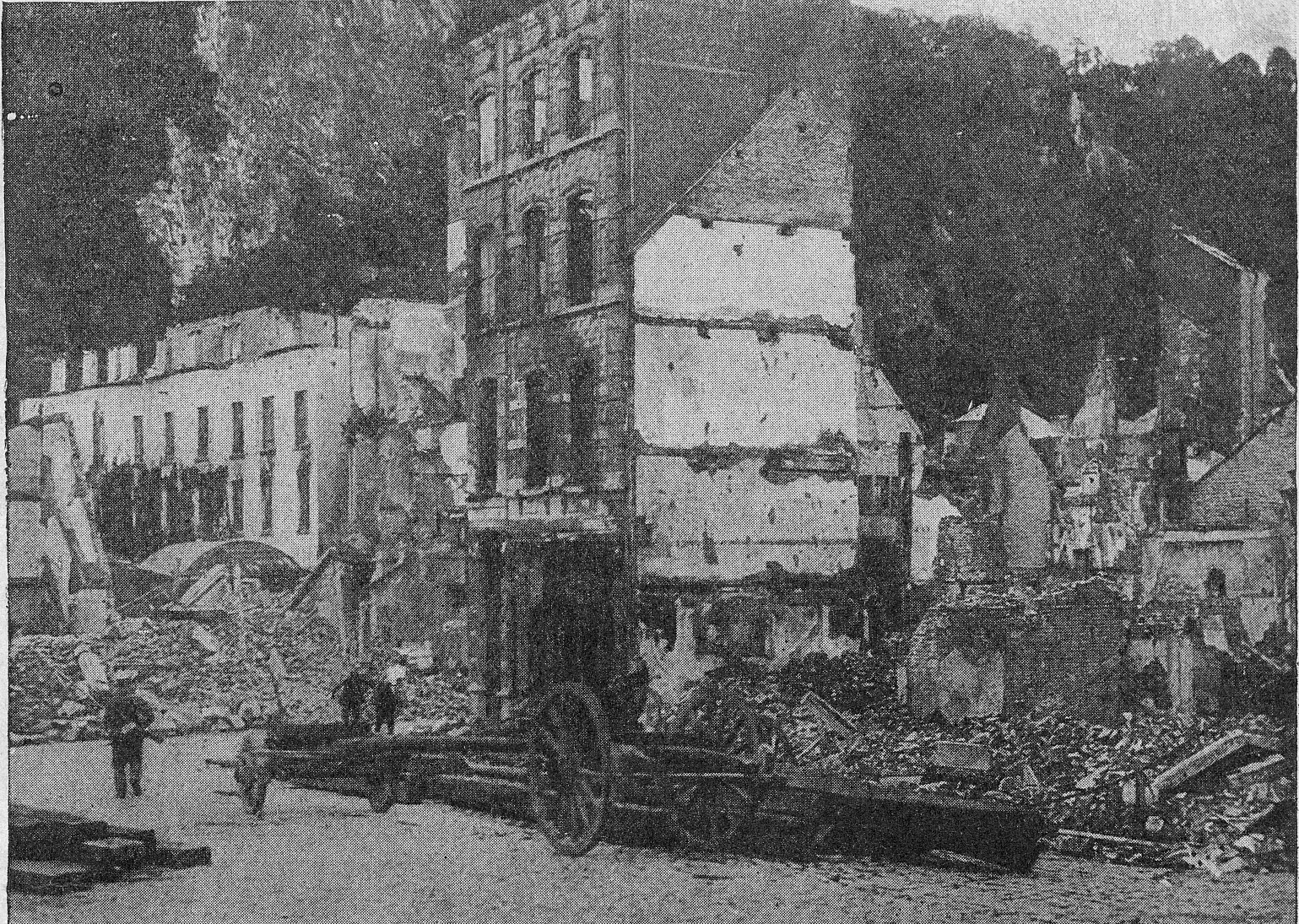
Ruinele din orasul Dinant

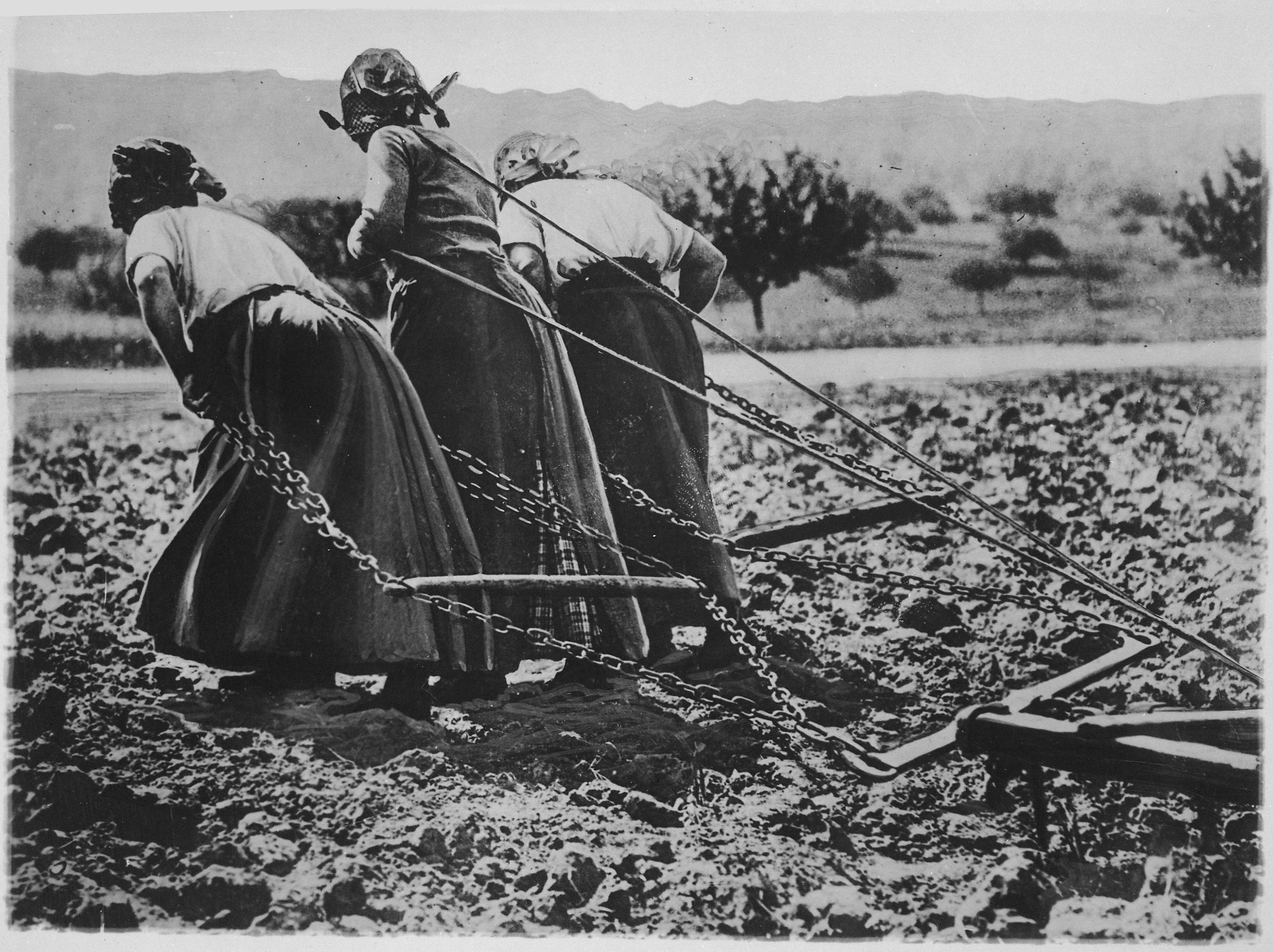
Femei cultivand pamantul in Franta

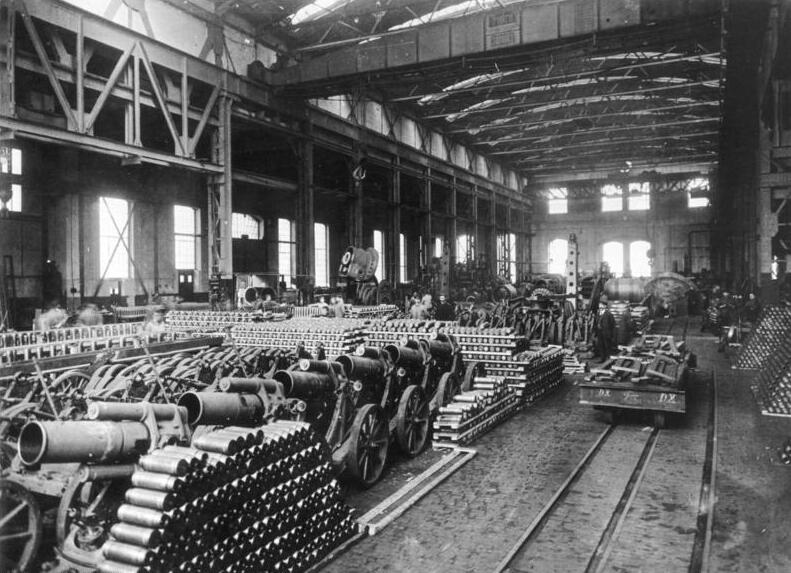
Fabrica de munitie

Numai în Franța au fost distruse 300 000 de case, 3 milioane de hectare de sol fertile, iar producția industrială a înregistrat o scădere de 35%. Germania și-a redus producția de cărbune cu 45%, iar producția agricolă-50%. La scară continentală, potențialul agricol s-a diminuat cu 35%, și cel industrial-39 %. Deficitul bugetar a crescut de 10-20 de ori față de nivelul antebelic. În 1914, Franța și Anglia erau marii creditori ai lumii. În 1918, Franța și Anglia datorau miliarde de dolari SUA. O estimare globală arată că Primul Război Mondial a costat 338 de miliarde de dolari. 
Distrugerile materiale au fost considerabile, mai ales că au fost afectate unele dintre cele mai prospere regiuni din Europa de dinainte de război: Belgia, nordul Italiei, Polonia, vestul Ucrainei. 
Dacă înainte de război, Europei i se datorau milioane de dolari de către SUA, după război ,Europa le datorau 11-12 miliarde $ americanilor, iar cei care s-au împrumutat cel mai mult fiind britanicii. Monedele de aur și argint au dispărut. 
Lipsa monedelor, alimentelor și bunurilor de consum au dus la creșterea inflației și a prețurilor, precum și la deprecierea monedelor europene, francul pierzând 50% din valoarea sa, lira sterlină-10 % , iar marca germană-90%. Prețurile au crescut de 5 ori în Franța și de 12 ori în Germania. Au fost înființate ministere speciale care acordau o mare parte din bugetul național văduvelor, orfanilor de război și veteranilor. S-a pus problema reparațiilor, și s-a considerat că Germania va fi cea care va plăti sume uriașe. A urmat o criză financiară ce a destabilizat monedele europene și a crescut prețurile. 
S-a creat un tip social nou-"veteranul", ce cuprindea milioane de europeni individualiști deveniți solitari, educați sau analfabeți, întorși din război, marcați de traume. Războiul i-a învățat camaraderia, unitatea, ierarhia și ascultarea față de superiori, dezvoltând însă o ostilitate față de clasa politică și instituțiile parlamentare considerate vinovate pentru izbucnirea războiului. Unii, idealizați și transformați în eroi de război, au căutat aceleași valori în viață cotidiană pe care le învățaseră în război , dezvoltând grupări paramilitare ca Crucea de Foc în Franța sau Căștile de Oțel în Germania, iar tinerii alienați  de transformările sociale și politice, au îngroșat rândurile adepților partidelor extremiste ca cel nazist sau fascist. 
S-au creat relații sociale tensionate, iar averile producătorilor și intermediarilor, a fabricanților de arme și marilor comercianți au sporit, devenind noii îmbogățiți. Francezii producători de artilerie și vehicule ca Schneider, Citroen și Renault sau italieni ca Ansaldo sau Fiat ori patronii siderurgiei germane din Ruhr au avut mult de câștigat pe urmă războiului, alături de micii negustori. La polul opus erau sărăciții, victimele războiului și a inflației, având venituri fixe pe care nu le-au putut reevalua, suferind de pe urma deprecierii monetare și îndurând loviturile din exterior. Mici depunători au ajuns ruinați în urmă loviturilor de stat în Rusia sau în urma desființării caselor regale. Clasa de mijloc a fost pauperizată agresiv. Puterea de cumpărare a salariaților s-a depreciate masiv: Franța-15%, Marea Britanie-20%, Germania-25%. Foarte mult de suferit au avut agricultorii în urma inflației . Războiul chiar a accelerat exodul rural provocat de necesitatea forței de muncă în industria de armament, producând o populație dezrădăcinată, îndepărtată de viață tradițională. În Europa de Est au fost aplicate reforme agrare și au apărut partide politice țărănești. 
Războiul a produs disocierea structurilor tradiționale, antrenând extinderea muncii femeilor, care până atunci, erau angajate în sarcini domestice și în sectorul serviciilor, lucrau în uzine, ocupând 35% din locurile de muncă industriale. Din război a rezultat milioane de văduve sau divorțate, doar în Germania și Franța, numărul divorțurilor dublându-se, în Marea Britanie crescând de 4 ori. 
Transformările sociale au dus la amploarea agitațiilor sociale și nemulțumirilor sociale ceea ce au dus la accesiunea și extinderea mișcărilor extremiste, dar și la mișcări sindicale create în urma grevelor ca cea din 1920 din Franța care a  paralizat transportul. Muncitorii puteau să lucreze doar 8 ore pe zi, obținând și alte avantaje, însă pe termen mediu, agitațiile sociale și compromisurile s-au dovedit a fi grave.

#### Consecințele politice

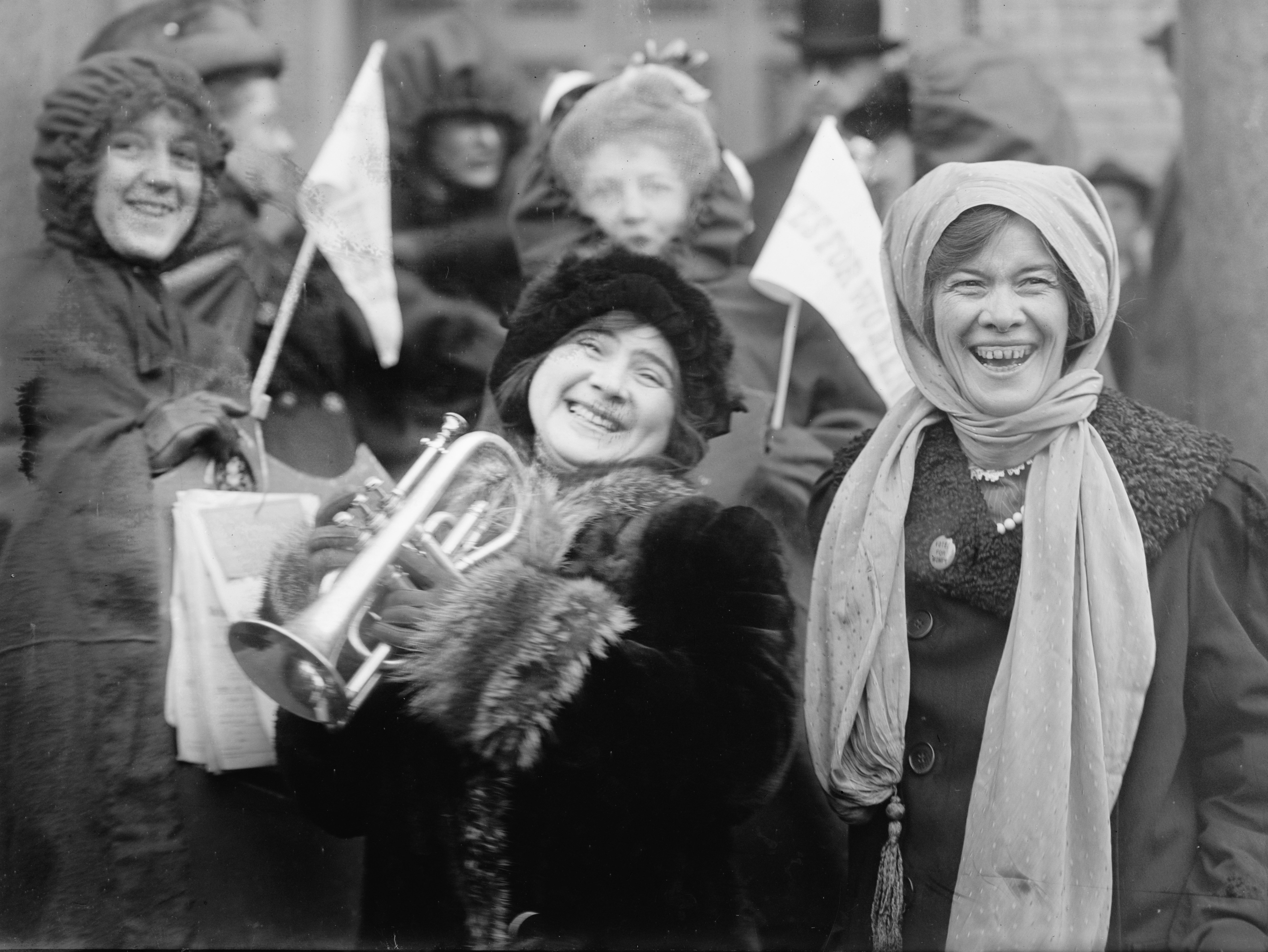
In 1913, in SUA, femeile desfasurau demonstratii pentru dreptul de vot universal in timp ce votul universal fusese introdus deja in Finanlda, pe cand in Rusia, era aleasa prima femeie membru parlamentar in alegerile parlamentare din 1907

În schimb, pe plan politic, democrația a avut de câștigat pe termen mediu în unele state, însă liberalismul classic a avut de suferit. Se introduce votul universal, Finlanda fiind prima țară din Europa în care au votat femeile. S-au modificat relațiile dintre individ și stat. Principile liberale nu mai erau respectate și recunoscute. S-a ajuns la mobilizarea la scară largă a resurselor umane și materiale, a coeziunii morale a națiunii, justiției și echității sociale. Statul nu mai administra într-un domeniu restrâns, nu mai menținea doar ordinea publică, exercita justiția, gestiona relațiile externe și sistemul defensive. Stabilea prioritățile economice, construind uzine, intervenea în cercetare și în relațiile dintre grupurile sociale și reglementa salariile și durata muncii la cererea sindicatelor și a menținut raționalizarea și controlul asupra produselor mulți ani. Relațiile dintre puterile publice s-au modificat, guvernele fiind mai eficiente și capabile în luarea unor decizii rapide în timp ce parlamentele se dovedeau a fi lente, lipsite de unitate. Parlamentul pierdea tot mai mult controlul asupra puterii executive. Parlamentele erau considerate vinovate pentru izbucnirea războiului, iar guvernele erau cele care au adus victoria și încheierea războiului,dar nimeni nu putea aduce inapoi victimele razboiului. 

#### Consecințele culturale

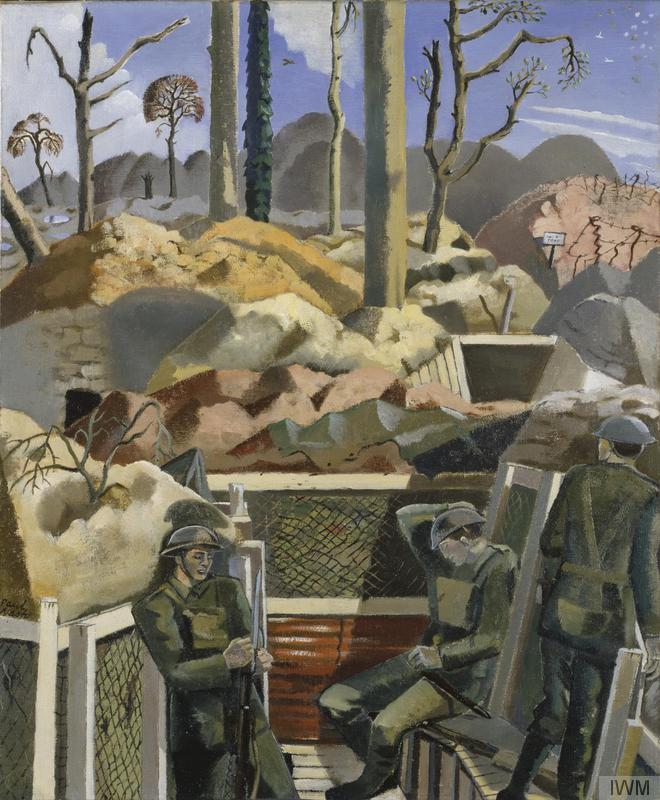
Primavara in transee

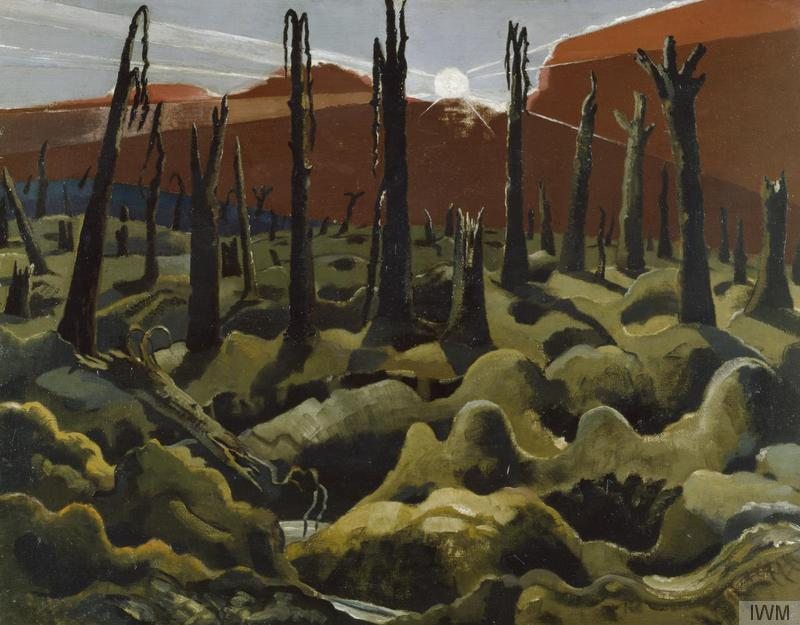
We are making a new World (1918)

Pe plan cultural și spiritual, valorile tradiționale au fost zdruncinate în Europa. Războiul a eclipsat optimismul secolului XIX, distrugând încrederea generațiilor precedente în clădirea unei societăți ideale. 
Jerfele, tensiunile, efortul de război au provocat o reactive de compensare pentru a recupera cei patru ani pierduți, rezultând apetitul pentru bucurie, însă regasit doar în mediul urban. Diferențele dintre mediul rural și  cel urban au crescut. Sentimentul religios și disputele mistice asupra destinului au renăscut. Războiul a dus la contestarea credinței și bisericii. Dar a stimulat pacifismul în rândul intelectualilor ce s-a manifestat prin negocieri, dezarmare, crearea unor instituții internaționale că Liga Națiunilor, pacte pentru scoaterea războiului în afară legii. Însă dezamăgirile învinșilor și învingătorilor au dus la exasperarea orgoliului național, democrația fiind considerată vinovată pentru sacrificarea onoarei și interesului național. Elită britanică (Oxford, Cambridge) a pierit în război.
Generația Primului Război Mondial este considerată o „generație pierdută” („lost generation”). Gertrude Stein folosește termenul de „generație dezorientată”. 
Dadaismul a fost primul curent de avangardă care s-a manifestat în timpul primului război mondial, punând întreaga cultură sub semnul întrebării. 
Schnitzler, medic de profesie, scriitor și reprezentant al culturii austriece, susține că austriecii simțeau că imperiul lor multinațional avea să se destrame și că numai un război avea să le salveze viitorul. 
În Germania, numai în primul an de război, au fost publicate 1,5 milioane de poeme de război. 
Sunt publicate capodopere numeroase în literatură franceză, engleză, germană și în cea americană. 
Exemple: 
Literatura despre Primul Război Mondial a continuat și în perioada interbelică. În literatură britanică au apărut vaste opere de război: poeme și articole că: 
- Edmund Blunder-Ecouri de război
- Scherrif- Sfârșitul Călătoriei
- Richard Aldington-Moartea unui erou
- Robert Graves-Adio tuturor
- Frederic Manning-Soldații
- Sasson-Amintirile unui ofițer

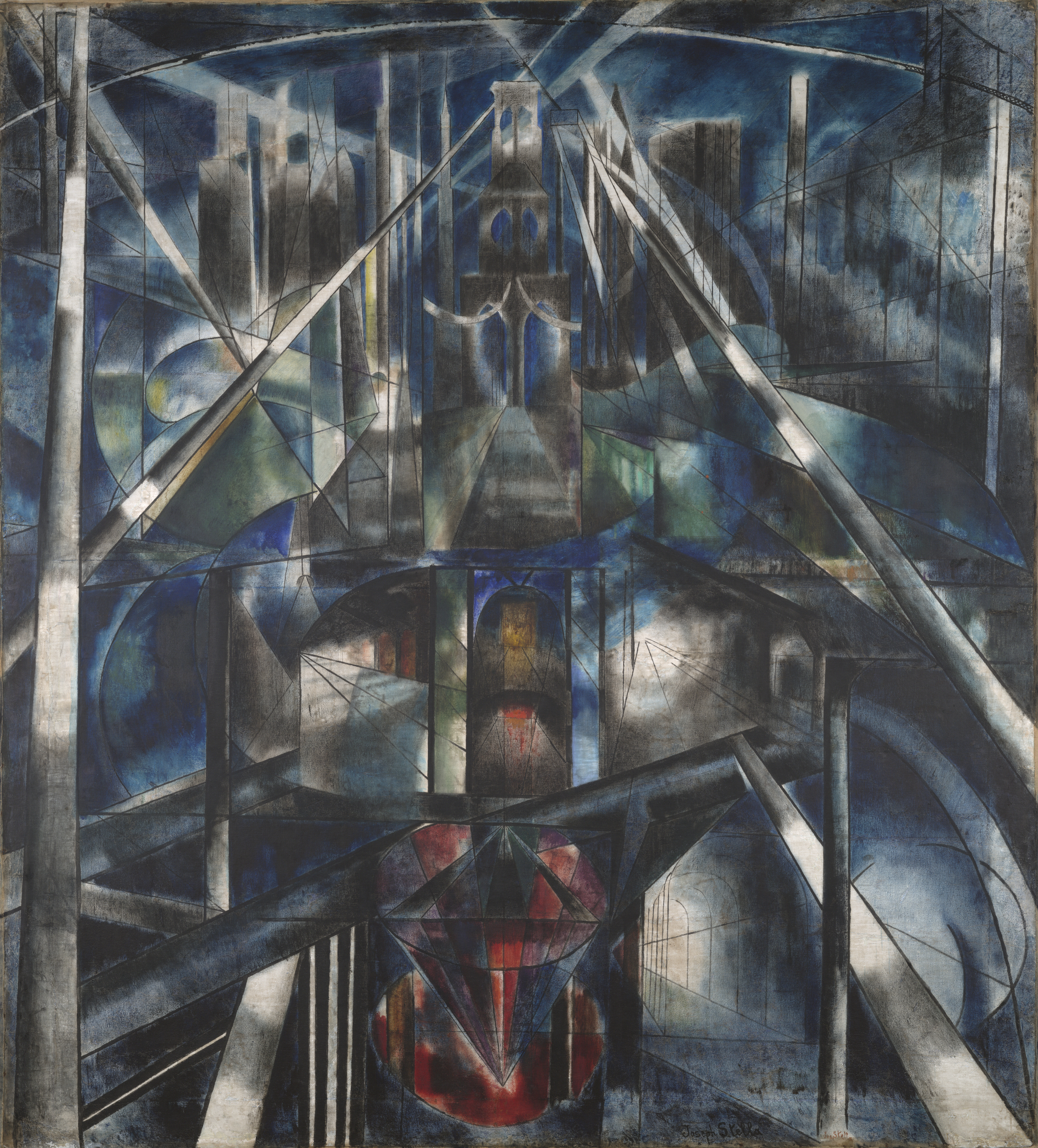
Joseph Stella, 1919-20, Brooklyn Bridge, oil on canvas, 215.3 x 194.6 cm, Yale University Art Gallery

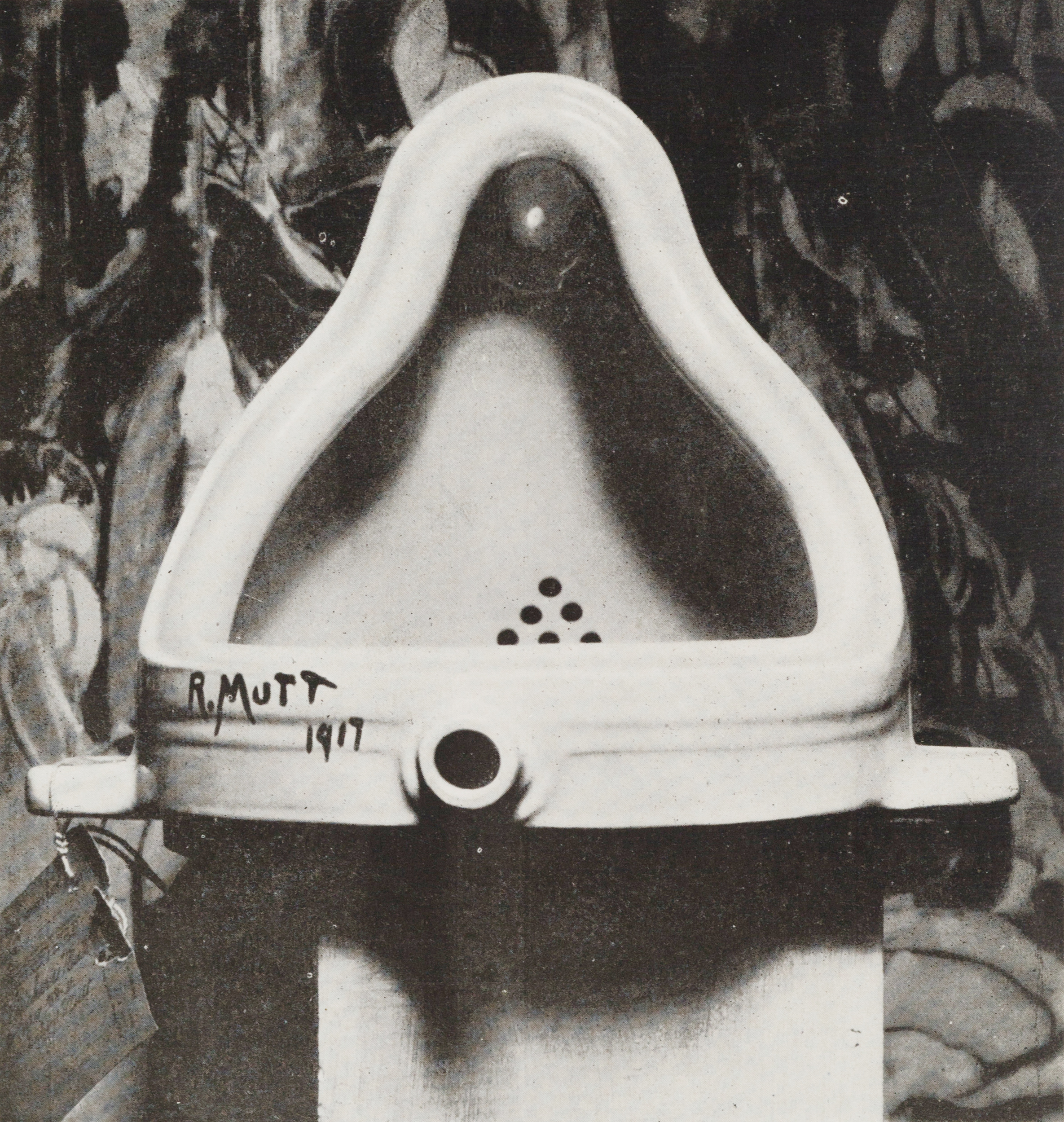
Duchamp Fountaine

În literatură germană  s-au afirmat  Ernst Junger-Prin furtuni de oțel sau Erich Maria Remarque-Pe frontul de vest din nou ori romanul autobiografic Nimic nou pe frontul de vest. 
Romanul lui Hemingway-„Lost generation”, prezintă fenomenul generației de oameni pierduți și derutați. Câteva romane emanau un aer pacifist. Există mulți artiști care au avut de suferit datorită războiului și care au fost uciși, 80% înclinând spre această viziune. Există scriitori că Junger sau Kessel care glorificau războiul, scoțând în evidență valorile anacronice ale războiului, în special eroismul. Ernst von Salomon s-a remarcat cu „Proscrișii”. 
Decepțiile au venit repede, iar iluziile s-au spulberat. În fața dezastrului și morții, majoritatea oamenilor au adoptat curentul pacifist. 
Au fost realizate picturi celebre ce evidentiau războiul. Paul Nash a realizat o pictură expresionistă, un peisaj lunar, cu trunchiuri de copaci retezati, numindu-se „Construim o lume nouă”. 
John Singer Sargent a pictat „Gazații”. Otto Dix a realizat 50 de gravuri intitulate „Război”. 
În Germania a apărut expresionismul. Nu avea un grup solitar, un program, dar avea o stare de spirit, raspandindu-se în țările de limba germană. Era un curent al accentuării și al deformării, nefiind respectată anatomia. Expresioniștii respingeau armonia anatomică. Curentul a apărut în 1905, iar din 1910 se manifestă în literatură. 
Georg Heym a fost cel mai important poet expresionist german, prevestind Primul Război Mondial. 
Expresionismul și Dadaismul sunt cunoscute ca fiind curente de avangardă. 
Tristan Tzara , o personalitate a dadaismului, a scris „Cântecul unui ascensor”. Curentul se caracteriza prin infantilism. 

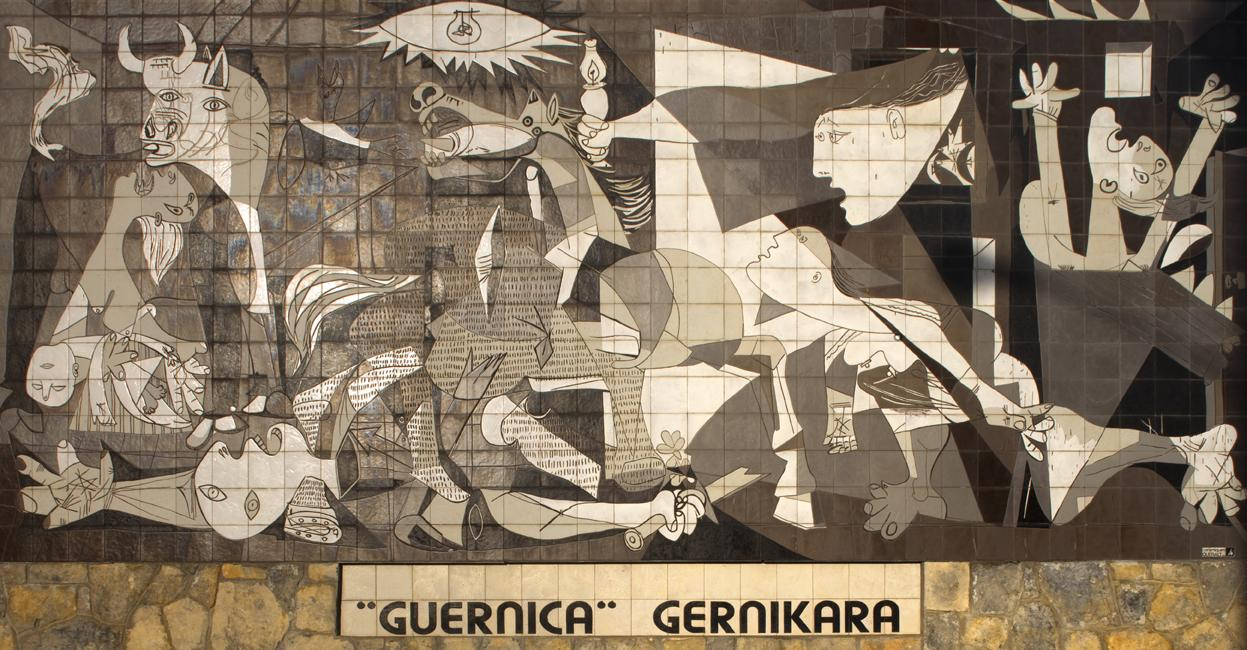
Gernica

Una dintre consecințele culturale ale războiului a fost distrugerea restricțiilor culturale de dinaintea să. În urmă derutei sociale a apărut jazz-ul apreciat în SUA și Europa. Epoca Jazz-ului era marcată printr-o evidență frenezie de a trăi, valorile trecutului precum familia, caracterul sau educația fiind puse în plan secund. Invidualismul a luat amploare. 
Romanul lui Andre Gide-Fructele Pământului, publicat în 1897, a marcat începutul unui puternic individualism. Marcel Proust s-a remarcat datorită trăirilor profund personale. Aldous Huxley s-a remarcat cu „Surâsul Giocondei, Punct contra punct”, iar Luigi Pirandello cu „Șase personaje în căutarea unui autor”. James Joyce s-a remarcat cu Ulisses. 
Survin modificări în alimentație și vestimentație. Berlinul devenise o adevărată capitală culturală a Europei, alături de Viena și Paris. Elementele americane sunt adoptate de către europeni. Criză raționalismului ia amploare și popularitatea absurdului crește. Suprarealismul se desprinde fizic de dadaism. Pătrund elemente de ocultism și ezoterism în ideologii.
http://en.wikipedia.org/wiki/File:Les_Demoiselles_d%27Avignon.jpg

## Tratatele de pace

### Conferința de Pace de la Paris

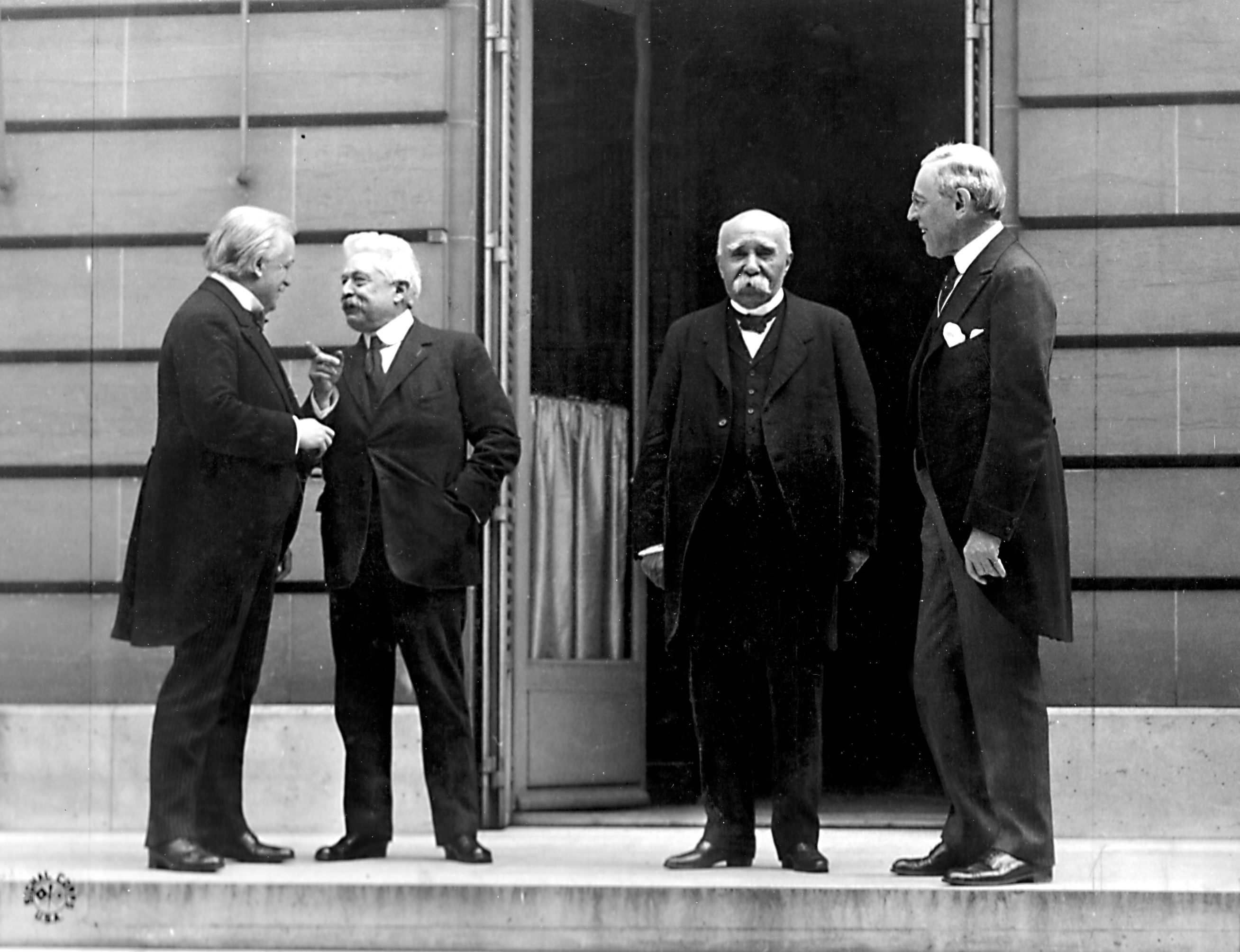
Cei patru Mari: Premierul britanic David Lloyd George, Premierul italian Vittorio Orlando, Premierul francez Georges Clemenceau si Presedintele american Woodrow Wilson

- 28 iunie 1919-Tratatul de la Versailles cu Germania
- 10 septembrie 1919-Tratatul de la Saint-Germain-en-Laye cu Austria
- 27 noiembrie 1919- Tratatul de pace de la Neuilly sur Seine cu Bulgaria
- 4 iunie 1920-Tratatul de la Trianon cu Ungaria
- 10 august 1920-Tratatul de la Sèvres cu  Imperiul Otoman
- 24 iulie 1923-Tratatul de la Lausanne cu Turcia

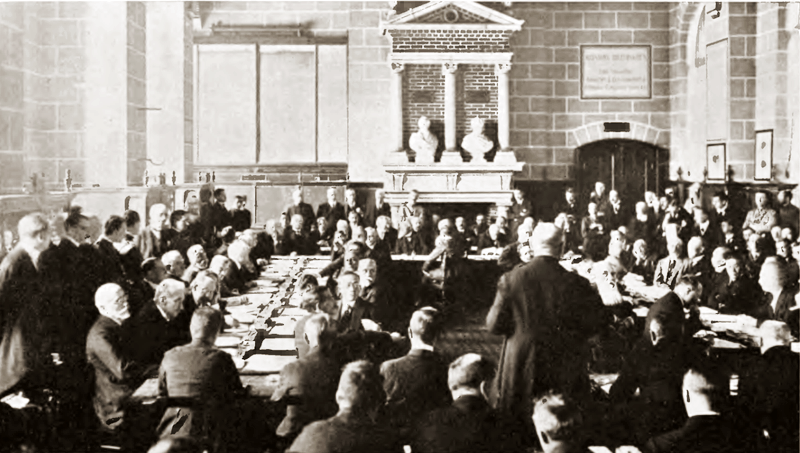
Tratatul de la Saint Germain

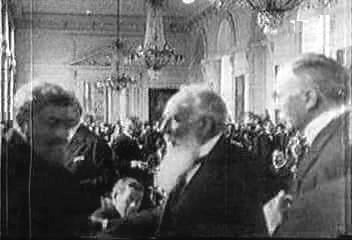
Tratatul de la Trianon

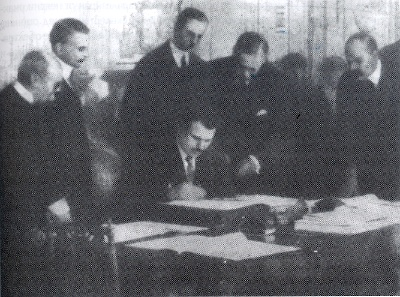
Tratatul de la Neuilly-sur-Seine

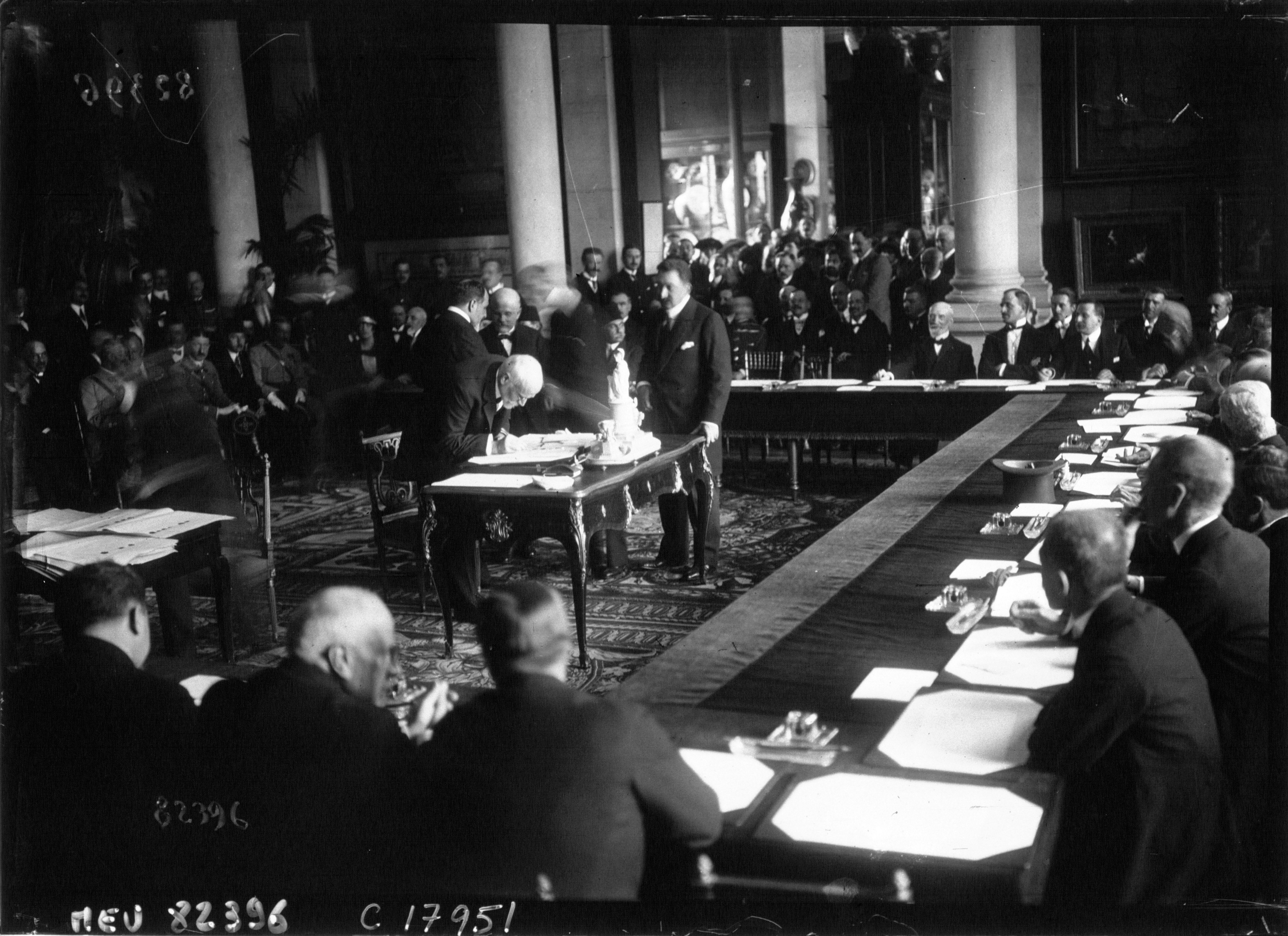
Tratatul de la Sevres

Conferința de pace a aplicat principiul naționalităților. Harta politică a Europei a fost modificată prin trasarea unor noi frontiere și reconstituirea unor state independente ca Polonia, Austria și Ungaria, precum și apariția unor state noi ca Cehoslovacia, Regatul Iugoslaviei, statele baltice și încheierea unității teritoriale a altor state ca România și Italia. 
Austria independentă era o țară predominant agrară, cu o situație economică și financiară precară, iar populația nemulțumită dorea unirea cu Germania industrială. 
Ungaria a fost redusă la teritoriile ei cu o populație majoritar maghiară. 
Polonia a fost reconstituită, iar din fosta Austro-Ungarie a luat naștere Cehoslovacia. În jurul Serbiei s-au unit croații, slovenii, bosniacii, formându-se Regatul Sârbo-Croato-Sloven. Regatul Român s-a unit cu Basarabia, Bucovina și Transilvania. Din fostul Imperiu Rus s-au constituit Finlanda, Lituania, Letonia și Estonia. 
În unele state au luat naștere grupuri etnice minoritare, care au întreținut starea de agitație și contestare, iar dispută teritorială dintre Rusia Sovietică și Polonia s-a transformat într-un conflict câștigat de polonezi ce și-au împins frontieră spre est. 
La 28 octombrie 1920, la Paris, a fost semnat tratatul între Anglia, Franța, Italia și Japonia, pe de o parte, și România, pe de altă parte, fiind recunoscută suveranitatea României asupra teritoriului dintre Prut și Nistru, iar statul român se angaja să respecte drepturile și libertățile tuturor locuitorilor. 
Pe noua hartă politică europeană, unele state erau mai avansate economic, cultural și democratic. Altele erau mai sărace, mai slăbite, unde democrația, ideile liberale, legalitatea, toleranță erau incipiente sau necunoscute. Au fost introduse noi constituții, făcându-se salturi importante spre democrație, prin sistemul parlamentar. S-au adoptat legi noi care să asigure progresul economic, social și cultural. În altele s-a produs fenomenul opus, valorile democratice și spiritul tolerant fiind negate, iar manifestările xenofobe, revizioniste sau revanșarde  s-au accentuat. 

### Modificări teritoriale

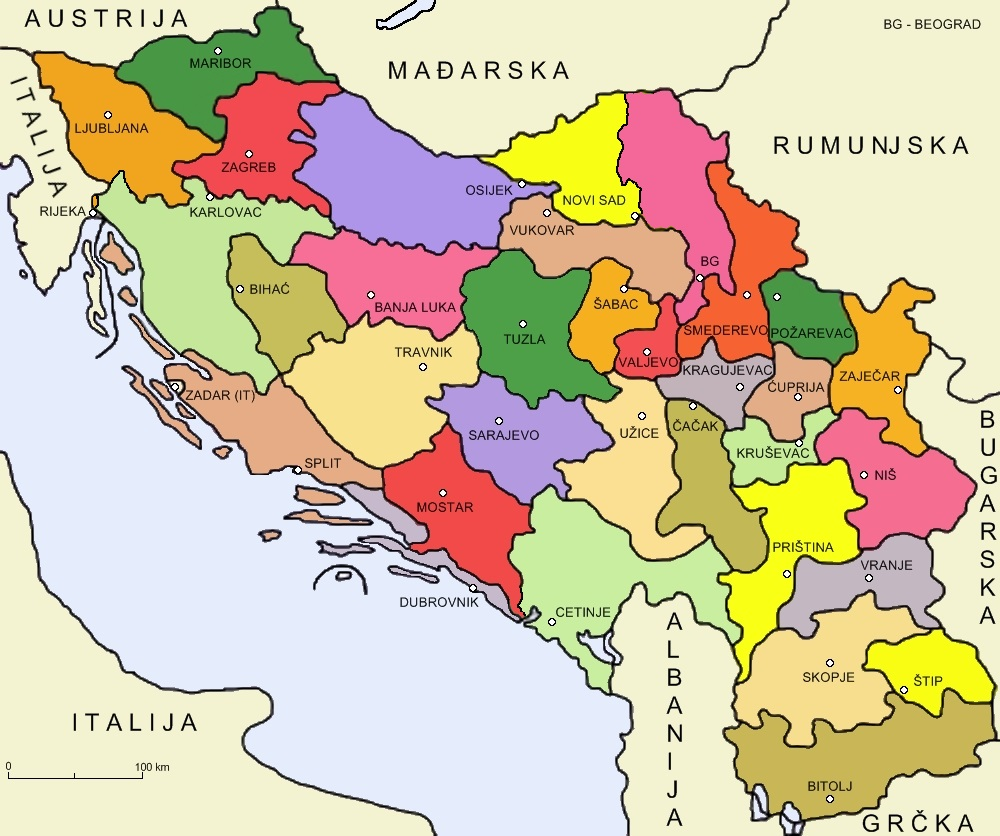
Regatul Iugoslaviei

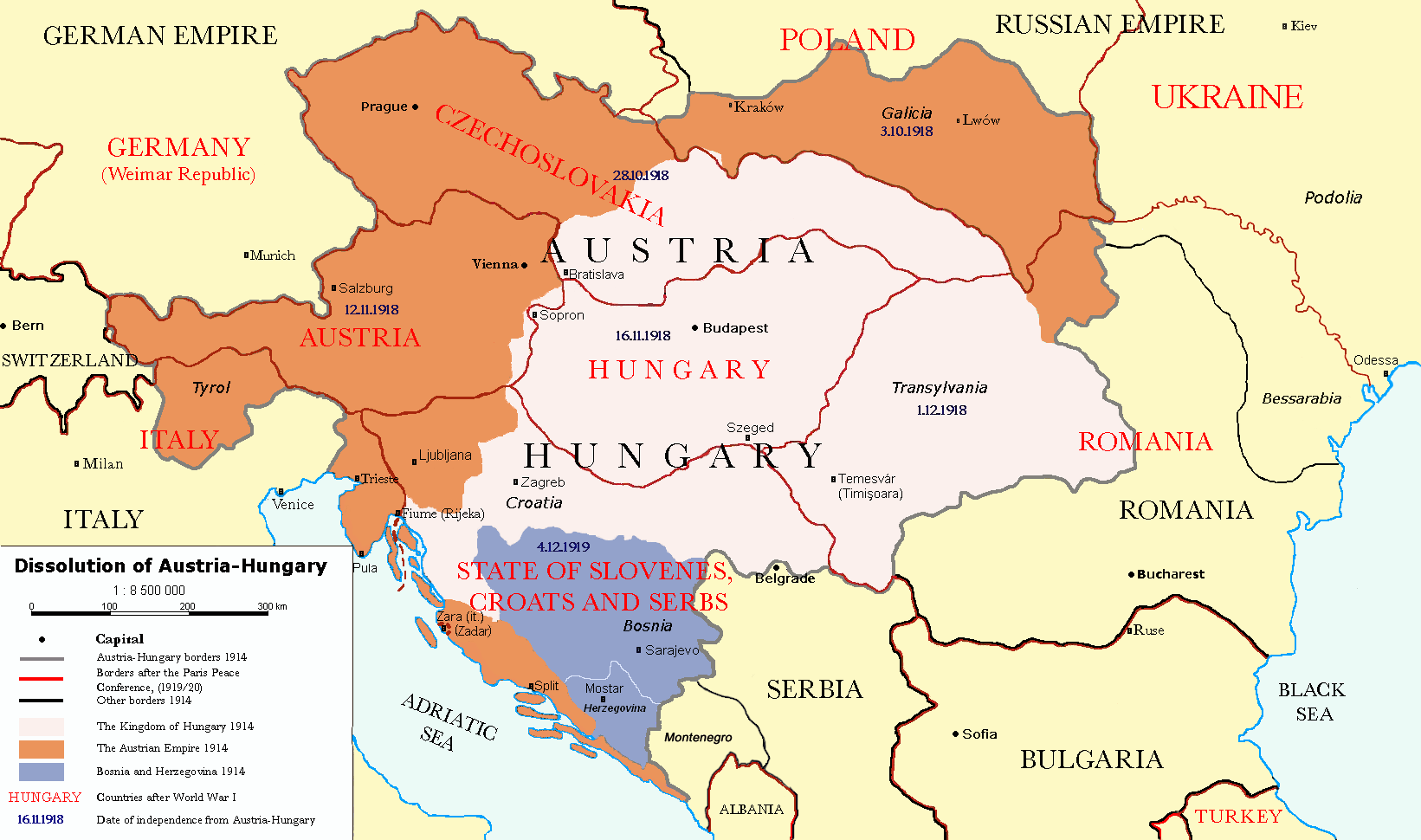
Disolutia Austro-Ungariei

Polonia

Bulgaria dupa tratatul de la Neuilly-sur-Seinе-en

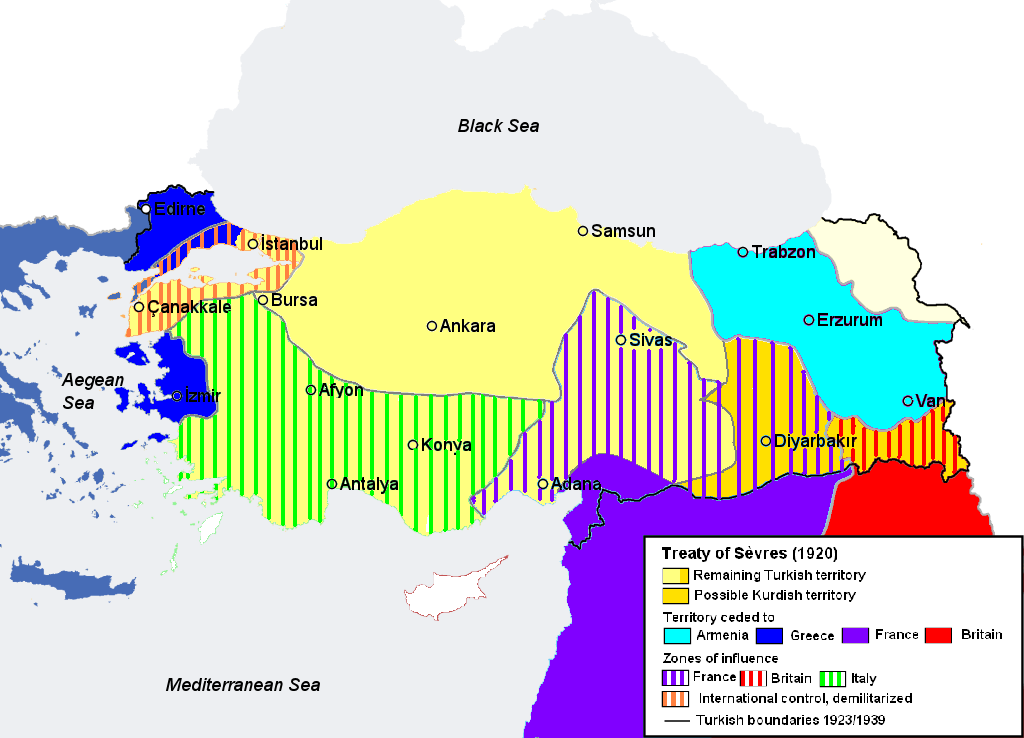
Turcia dupa Tratatul de la Sevres

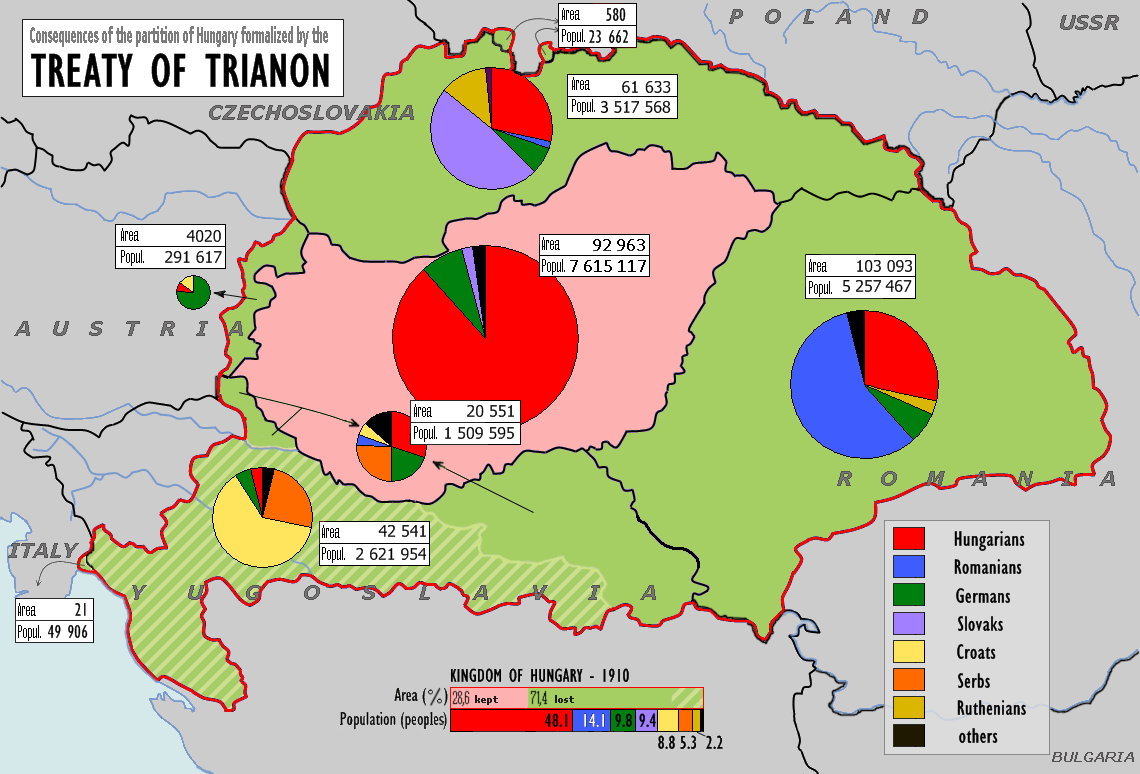
Ungaria dupa tratatul de la Trianon

- Stabilirea Republicii germane Austria și a Republicii Democratice Ungaria, familia de Habsburg  este exilată
- Granițele Ungariei independente nu includeau 2/3 din teritoriile deținute de fostul regat maghiar, inclusiv multe zone în care era majoritate maghiară.Austria menținea controlul asupra multor zone germane, pierzând însă zone germane variate din ce deținuse fostul Imperiu Austriac
- Bohemia, Moravia, Opava Silezia și partea vestică a Cieszyn, Slovacia și Ruthenia Carpatică formau Cehoslovacia
- Galicia, partea estică a Cieszyn, nordul Oravei și nordul Spisz erau transferare Poloniei
- Sudul Tyrolului și Trieste erau cedate Italiei.
- Bosnia și Herțegovina, Croația-Slavonia, Dalmația, Slovenia și Vojvodina erau unite cu Serbia formând Regatul Iugoslaviei
- Transilvania, Basarabia și Bucovina erau cedate României

### Lista statelor ce au primit teritorii după Primul Război Mondial
- Iugoslavia (Serbia, Croația, Slovenia, Bosnia și Herțegovina etc.)
- România (Transilvania, Bucovina și Basarabia)
- Austria (Burgenland)
- Grecia
- Franța (Alsacia și Lorena)
- Italia (sudul Tyrolului și Trieste)
- Danemarca (regiuni din Germania)
- Belgia (Eupen și Malmedy)
- Cehoslovacia (Bohemia, Moravia, Opava Silezia și partea vestică a Cieszyn, Slovacia și Ruthenia Carpatica)
- Polonia (Coridorul Dantzig-ului)
- Estonia
- Letonia
- Lituania (Memel)
- Marea Britanie-Mandatele Ligii Națiunilor în Africa și Orientul Mijlociu
- Japonia-teritorii din China
- Noua Zeelandă-Samoa
- Australia-Nouă Guinee, Arhipeleagul Bismark și Nauru
- Portugalia
- Africa de Sud: sud-vestul Africii

### Lista statelor ce au pierdut teritorii
- Germania-teritorii cedate Austriei, Poloniei, Franței, Danemarcei și Belgiei în cadrul Tratatului de la Versailles
- China-Jiaozhou și Shandong din nordul Chinei cedate Japoniei
- Austria-teritoriile deținute de când era imperiu; stat succesor al Cisleithaniei și al Imperiului Austro-Ungar
- Ungaria-stat succesor al Transleithaniei și al Imperiului Austro-Ungar
- Turcia-teritoriile deținute când era Imperiul Otoman
- Bulgaria
- Marea Britanie-Irlanda și Egiptul

### Tratatul de la Versailles

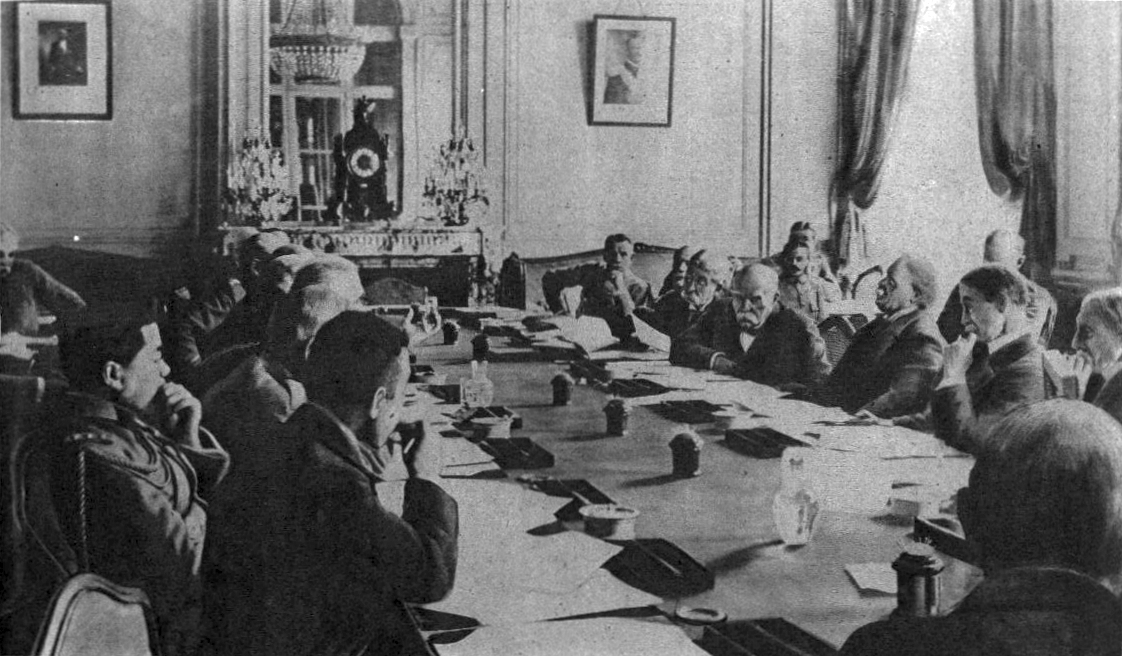
Conferinta la Versailles

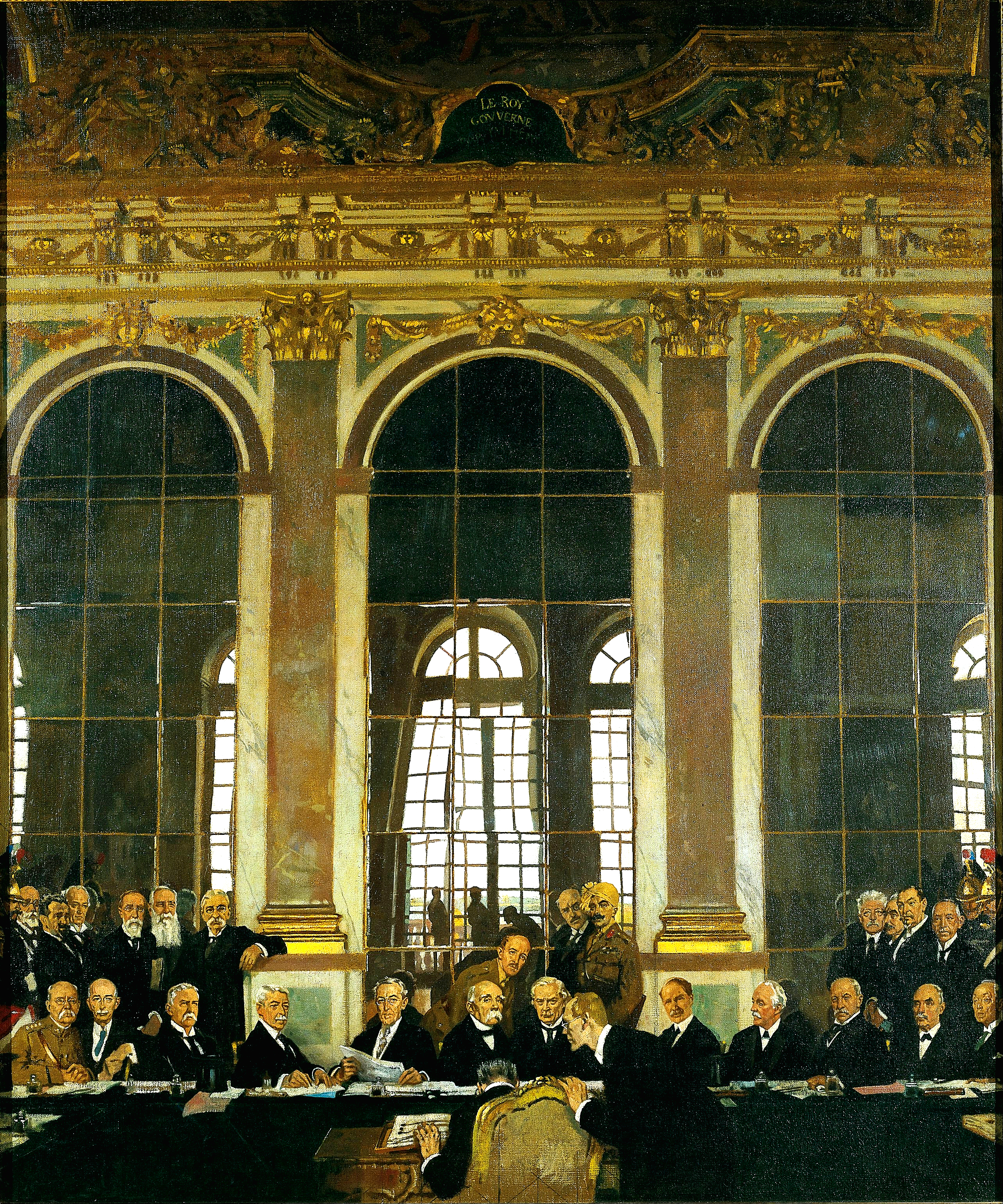
Semnarea pacii in Sala Oglinzilor, Versailles, 28 iunie 1919

Germania era socotită ca fiind principalul vinovat de declanșarea războiului. Tratatul de la Versailles cuprindea condiții severe teritoriale, demografice, economice și militare pentru Germania.

Pierderile germane

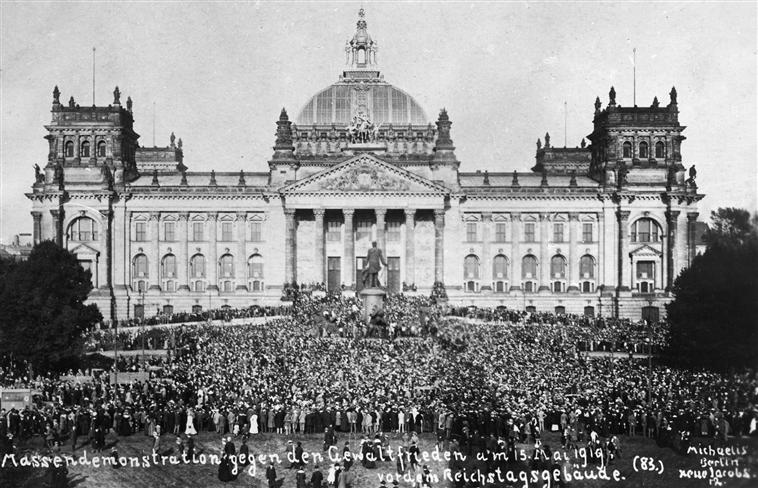
Demonstratii impotriva tratatului de la Versailles

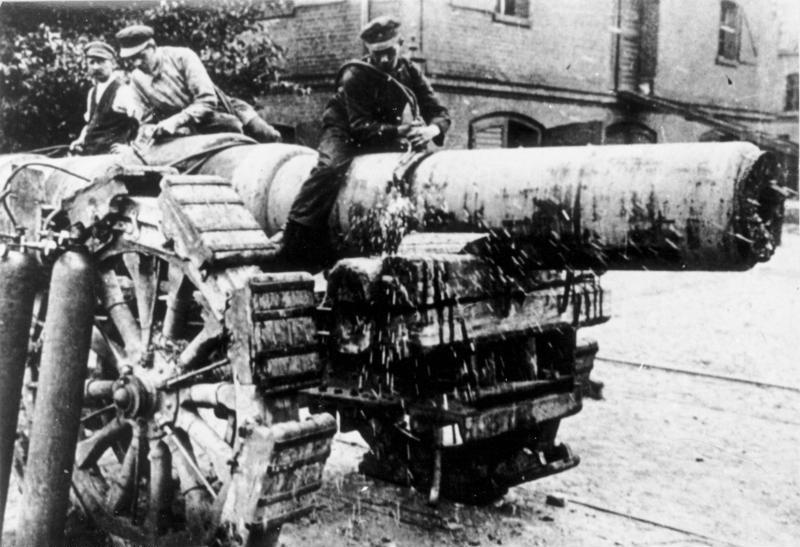
Dezasamblarea unui tun

Germania ceda teritorii Franței, Belgiei , Danemarcei și Poloniei, locuite de 8 milioane de oameni. Germania pierdea 1/7 din teritoriu și a zecea parte din populație. A cedat Alsacia și Lorena Franței, a cedat Eupen și Malmedy Belgiei și teritorii nordice Danemarcei. 
Coridorul Dantzig-ului care separă Prusia estică de restul Germaniei revenea Poloniei. 
Între 1920-1921, au loc plebiscite; în sudul Prusiei, Germania câștigă 90% din voturi, iar în Silezia Superioară, Germania menținea 2/3 din teritoriu, restul teritoriului revenind Poloniei. Regiunea Cieszyn va reveni Cehoslovaciei, unde cehii reprezentau sub o treime din populație. Regiunea Memel din estul Prusiei Orientale e plasată sub o administrație internațională până în 1923, care va fi anexată de Lituania. Germania pierde toate teritoriile de peste mări în favoarea Marii Britanii, Franței, Japoniei, Belgiei și Portugaliei, sub formă de mandat sau prin preluare directă. 
Serviciul militar obligatoriu este interzis, armata este redusă la 100 000 de soldați și 5000 de ofițeri, nu mai mult de șapte divizii de infanterie și trei divizii de cavalerie, recrutați pe baza de voluntariat. Nu se mai putea fabrica armamant , se interzicea deținerea de blindate, artilerie grea, submarine și aviație militară. Zona din stânga Rinului și o fâșie de 50 km de-a lungul malului drept erau demilitarizate, fortificațiile și locurile întărite fiind dărâmate. Marele stat major german și formațiunile militare au fost dizolvate. 
Drept compensație pentru distrugerea minelor de cărbuni din nordul Franței, Germania a cedat Franței proprietatea asupra minelor de cărbuni din bazinul Saar, iar Saar era pus sub administrația Societății Națiunilor. 
Orașul Liber Danzig și teritoriul adiacent lui constituiau orașul liber plasat sub protecția Societății Națiunilor. Germania se angaja să acorde dreptul de tranzit pe teritoriul sau persoanelor, mărfurilor, navelor, vagoanelor și serviciilor poștale. Germania era obligată să recunoască independența Austriei, Cehoslovaciei și Poloniei și își pierdea coloniile, să plătească reparațiile învingătorilor și să acorde acestora clauză națiunii celei mai favorizate. Germania avea să plătească în cursul primelor patru luni din 1921 echivalentul a 20 de miliarde mărci de aur. 
Tratatul de pace a slăbit puterea Germaniei, transformând-o într-un stat de rangul doi. Orice încălcare a unei prevederi însemna act de ostilitate.Germanii au socotit că au fost înșelați din interior și nedreptățiți și umiliți din exterior, situație de care vor profită ultranaționaliștii, militaristii și naziștii care nu vor recunoaște prevederile Tratatului de la Versailles și contestând noile frontiere. Vor recurge la diverse modalități pentru a reface Germania Mare de dinainte de război. 
În Austria, efectivele militare nu puteau să depășească 30 000 de militari, în Bulgaria-20 000, în Ungaria-30 000, iar în Turcia-50 000. 

## Societatea Națiunilor

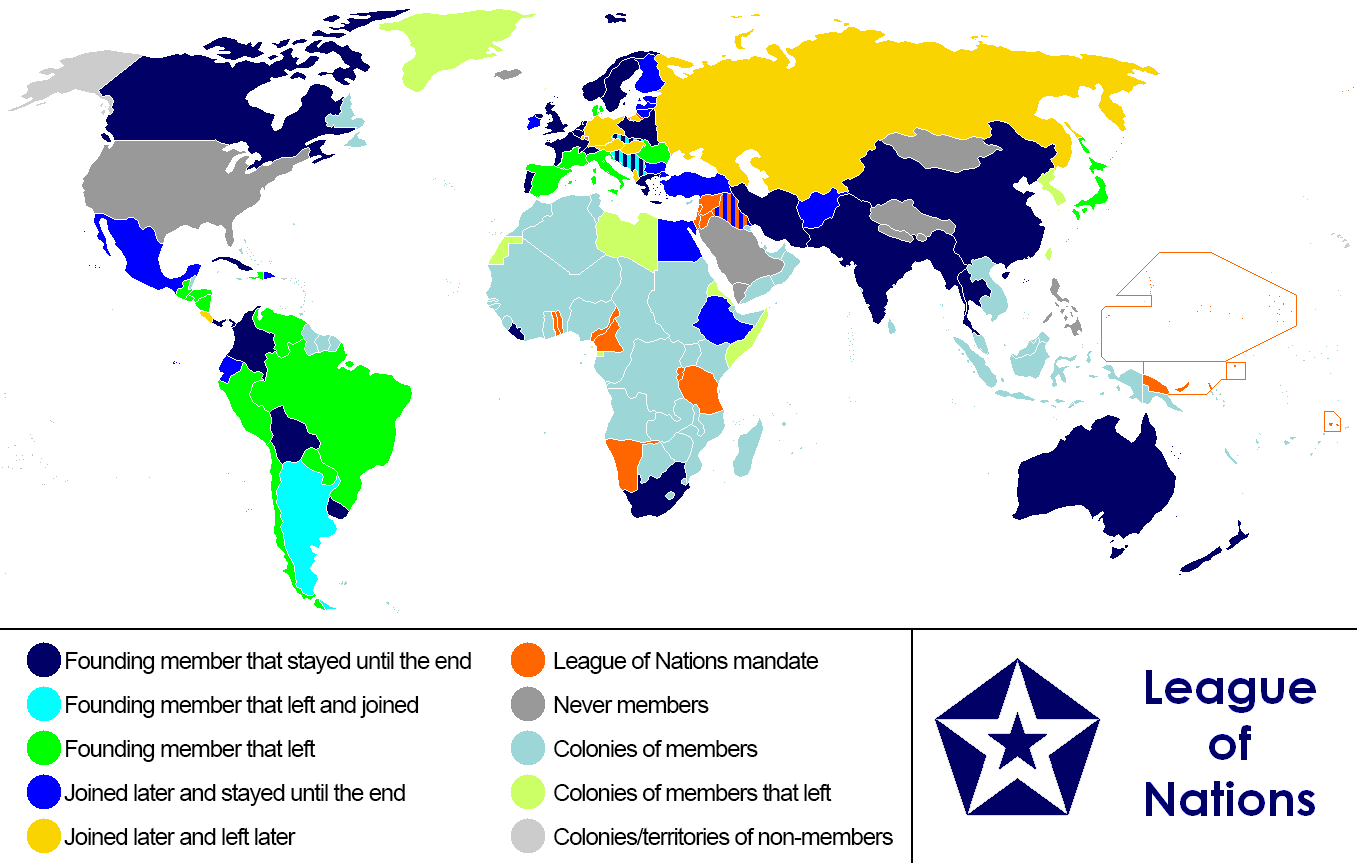
Harta membrilor Ligii Natiunilor

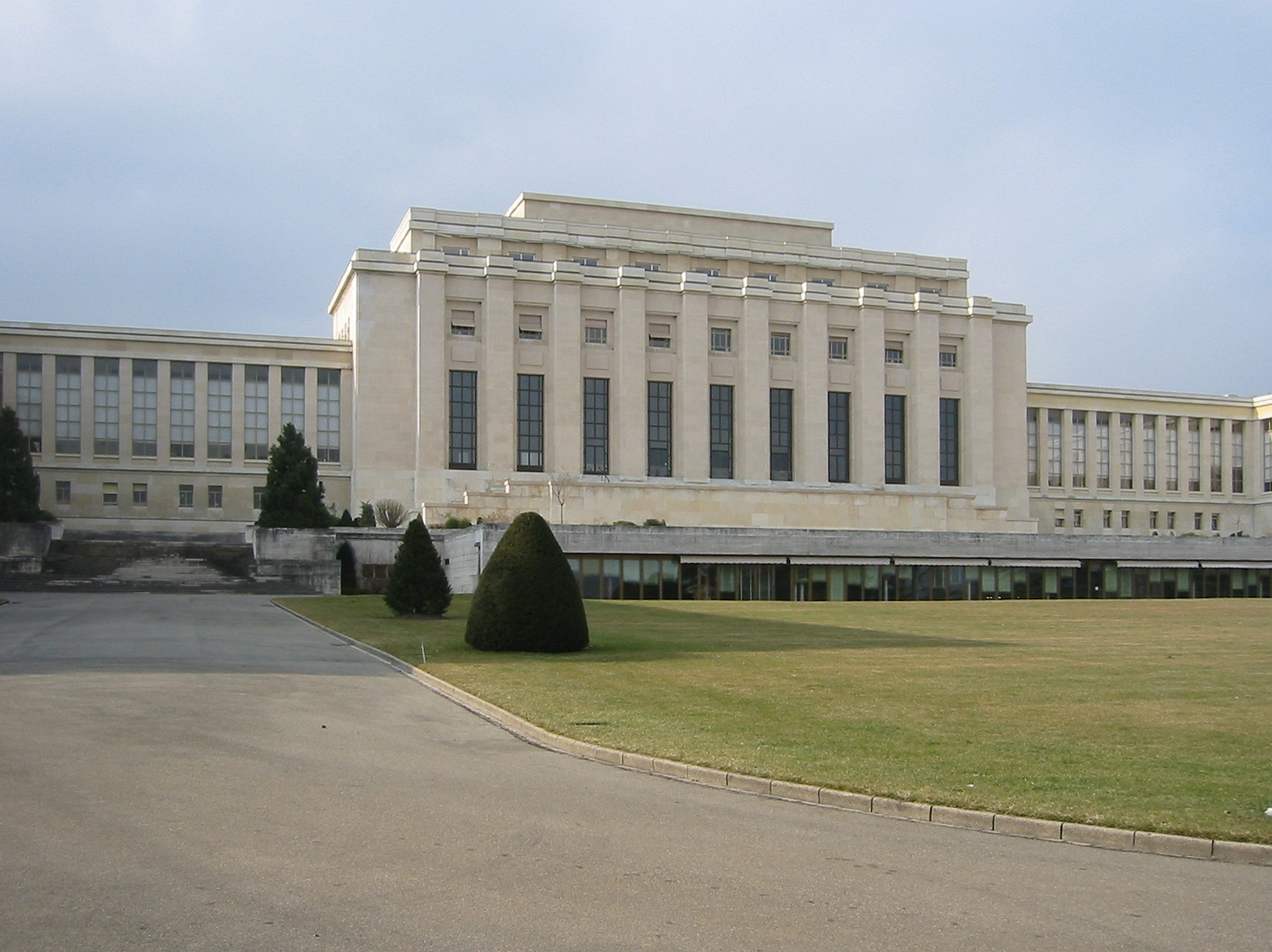
Palatul Natiunilor-sediul Ligii Natiunilor

Palatul Pacii de la Haga, Olanda, sediul Curtii Permanente de Justitie Internationala

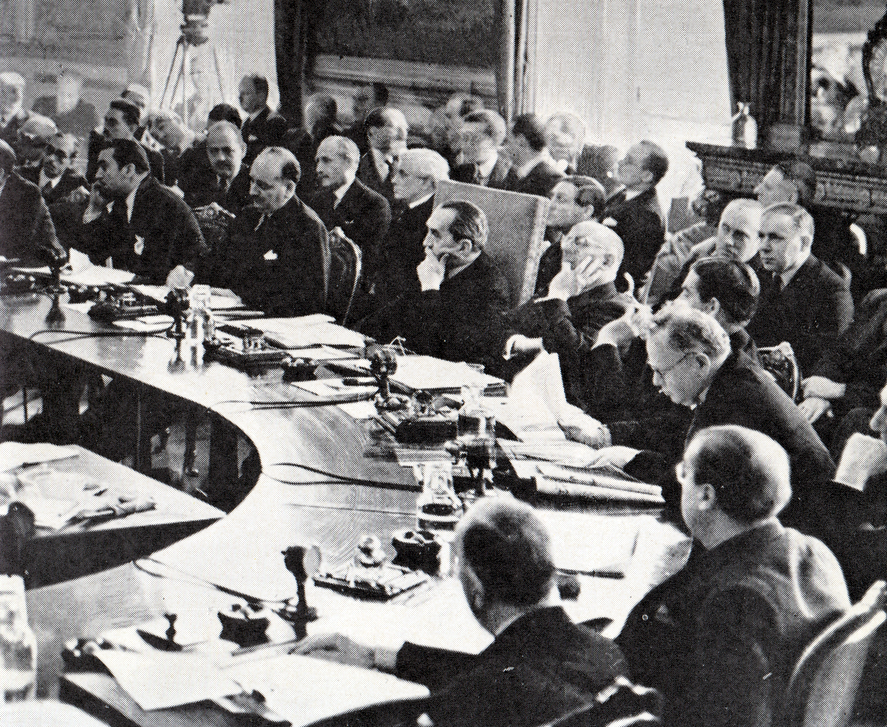
Bruce prezideaza Conciliul Ligii Natiunilor

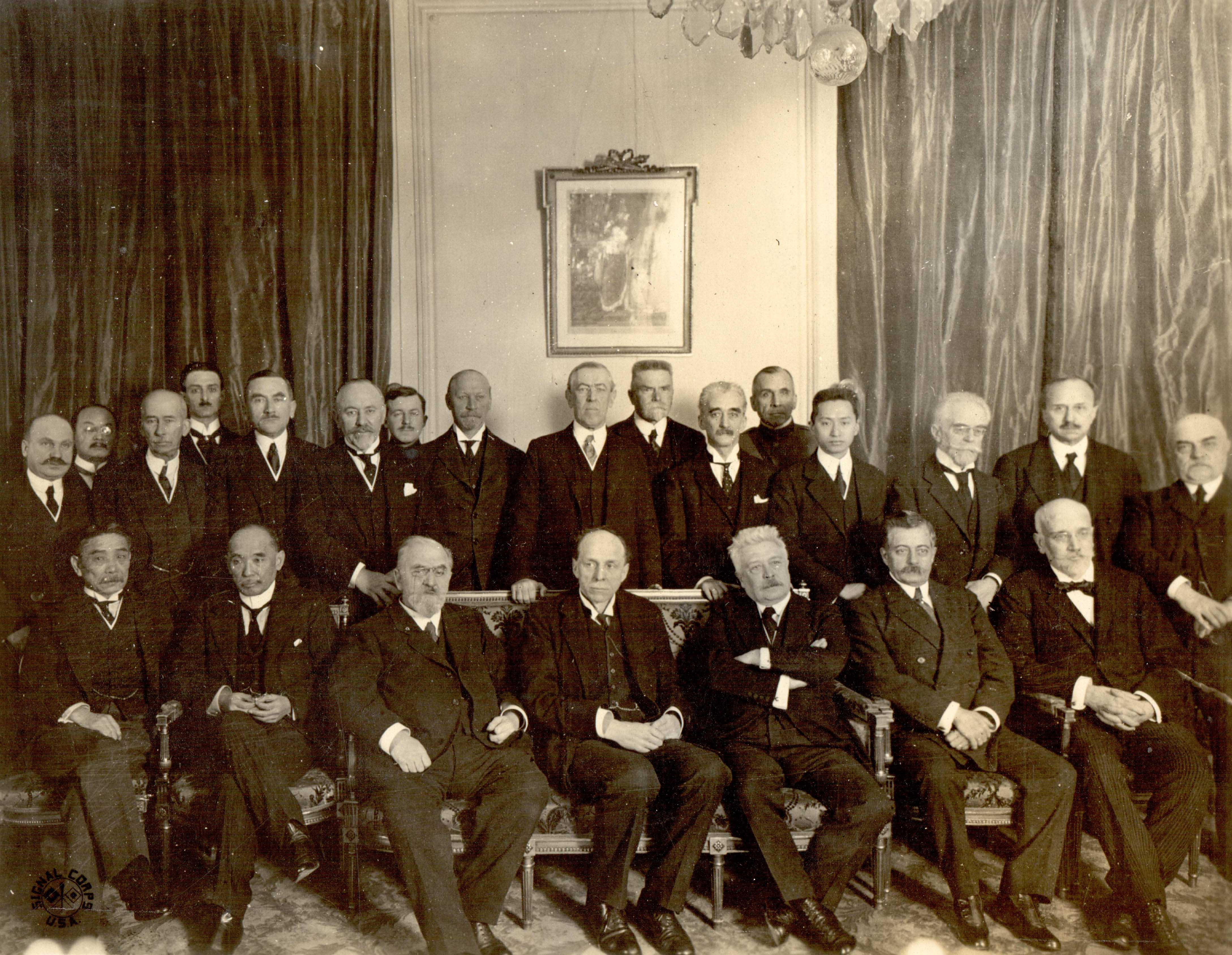
Comisia Ligii Natiunilor

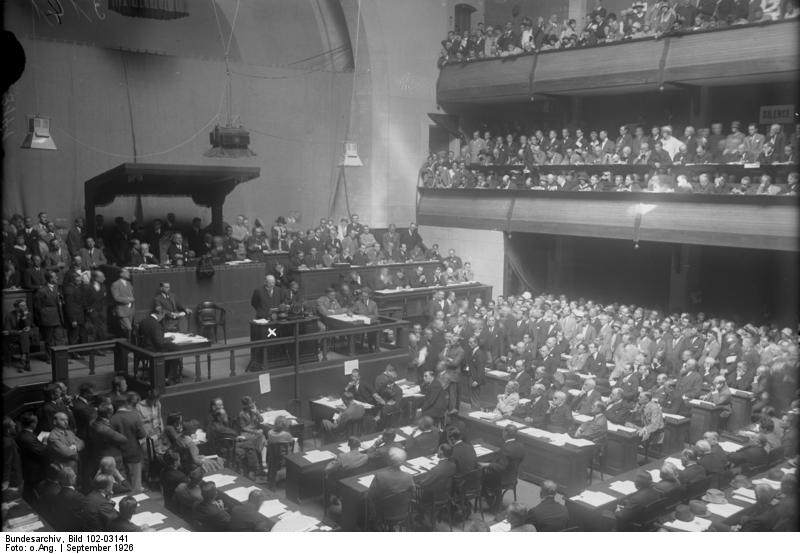
Aderarea Germaniei la Liga Natiunilor

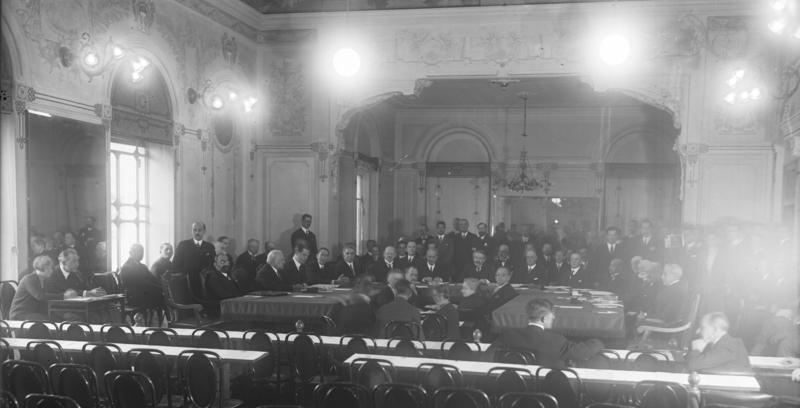
Conciliul din 1928

Atrocitățile războiului și dorința de menținere permanentă a păcii a determinat amploarea curentului pacifist ce a contribuit la crearea în cadrul Conferinței de pace, a Societății Națiunilor, pe baza Pactului întocmit de comisia specială, condusă de președintele american.
Pactul Societății Națiunilor era inclus în tratatele de pace și cuprindea 26 de articole, în care erau definite obiectivele Societății, componentă și structura sa, modul de funcționare, drepturile și obligațiile acestora. Principalele structuri ale Ligii au fost Consiliul, alcătuit din 5 membri permanenți (ulterior 4 după ce SUA nu a participat) și unul de 4 membri nepermanenti (6 membri după 1922-1926), Adunarea Generală la care participau 42 de membri, un Secretariat la Geneva și Curtea permanentă de Justiție Internațională stabilită la Haga. 
Erau o serie de organisme subsidiare politice: Comisia Permanentă pentru mandate, Înaltul Comisariat pentru refugiați și organisme tehnice de cooperare intelectuală și probleme sociale. 
Articolul de baza al Pactului era articolul 16 care prevedea sancțiuni economice și militare împotriva statelor agresoare care nu respectau procedurile de rezolvare a disputelor prevăzute în actul fondator al Ligii. Obligativitatea arbitrajului era necesar completă cu detalierea metodelor de mediere și cu decizia de a crea o Curte permanentă de justiție internațională. Articolul 19 prevedea modificarea tratatelor în condițiile existenței votului unanim la nivelul structurilor decizionale ale Ligii.  
Sediul Societății era stabilit la Geneva, iar pactul prelua unele din principiile de baza ale programului american de pace, stabilind că scopurile principale erau garantarea păcii și securității națiunilor, cooperarea egală dintre acestea, reducerea înarmărilor, rezolvarea diferendelor și litigiilor dintre state pe cale pașnică, sancționarea celor care încălcau tratatele și obligațiile internaționale. 
În coloniile stăpânite de Germania sau teritoriile stăpânite de Imperiul Otoman, Societatea Națiunilor a recurs la sistemul mandatelor, încredințând administrarea teritoriilor Angliei, Franței sau Japoniei, în vederea pregătirii lor pentru a deveni autonome sau independente. Durata mandatului varia, iar beneficiari ai mandatelor au fost Japonia în China și zona Pacificului, Anglia și Franța în Africa și în lumea arabă a Imperiului Otoman, Siria și Libanul revenind Franței, Palestina și Irakul revenind Angliei. Unele orașe disputate au fost declarate libere și trecute sub autoritatea Societății Națiunilor, ca Orașul Liber Danzig disputat de Germania și Polonia, și Orașul Fiume și împrejurimile, revendicat de Italia și de Iugoslavia. 
20 000 km de noi granițe au fost trasate, vechile unități economice au fost desființate, noi sisteme monetare au fost create  , iar integrarea economică, juridică a noilor regiuni a pus dificultăți statelor est-europene, ca Iugoslavia care nu avea un sistem de căi ferate, ci patru sisteme de cai ferate, fiecare cu ecartament și orientări diferite, fără să alcătuiască un sistem integrat. 
Procesul de modernizare s-a dovedit a fi foarte dificil în contextul tensiunilor dintre învingători, revizionismului, amenințării comunismului, contestării fiecărei granițe din centrul și estul Europei, capitalurilor insuficiente. 
Cauzele eșecului Societății Națiunilor sunt disputate, diferențele dintre așteptările opiniei publice la nivel mondial și capacitățile reale ale Ligii fiind imense. Lipsa de încredere a marilor puteri în sistemul Societății Națiunilor a făcut că o mare parte a problemelor lumii post-Versailles să fie rezolvate prin intermediul unor organisme paralele: Consiliul Suprem al Puterilor Aliate și Asociate, Conferință Ambasadorilor, Comisia Reparațiilor. 
Puterile europene predominau Consiliul, iar SUA și URSS lipseau. Liga nu reflectă nouă distribuție la nivel global. Funcționarea instituțiilor pe baza unanimității a transformat Liga într-un instrument al prezervării statu-quo-ului. 
Era necesar un nou sistem de vot și crearea de metode efective pentru Liga de a-și impune deciziile, iar condițiile aduceau severe limitări suveranității naționale. Aplicarea prevederilor Pactului și realizarea obiectivelor s-au dovedit a fi dificile din cauza nemulțumirii învinșilor și absența Rusiei și SUA. 
Societatea Națiunilor nu era un organism universal așa cum se dorea inițial. A eșuat datorită menținerii și instaurării unor guverne totalitare, contestarea ordinii instaurate după război a Societății Națiunilor, disputelor dintre marile puteri membre, interesele și acțiunile divergente amplificând slăbiciunile acesteia. URSS nu a fost admisă la Conferință de pace și nu a semnat tratatele, iar statul sovietic nu a recunoscut tratatele și nouă ordine a Societății Națiunilor. Puterile victorioase au sprijinit forțele politice și militare antisovietice în războiul civil rus, fără succes. S-a recurs la blocada economică, politică și diplomatică împotriva Rusiei și la consolidarea puterii statelor vecine acesteia. 
Congresul American a refuzat să ratifice tratatele de pace semnate sau acceptate de președintele Wilson. Americanii respingeau Societatea Națiunilor. SUA, din debitor al Europei, au devenit creditor al Europei, fiind capabile să-și impună punctul de vedere, deși revenise la politică tradițională de izolare. 
În ciuda dificultăților și neajunsurilor, Societatea Națiunilor a întreprins numeroase acțiuni pentru menținerea păcii și securității, pentru respectarea tratatelor și aplicării principiilor Pactului. A pus în practică reconstrucția economică și financiară a Austriei, Ungariei, Bulgariei ,Albaniei, Greciei și Portugaliei. Conferință economică mondială din 1927, organizată sub egida acesteia,a urmărit aplicarea unui vast program de cooperare economică între state. 
Desfășurate în afară cadrului Societății, Conferință și Acordurile de la Locarno din octombrie 1925 au stat sub semnul și în spiritul Pactului.Pactul Kellogg-Briand   semnat în august 1928, elimina războiul din raporturile internaționale,toate conflictele trebuind să fie rezolvate prin negocieri pașnice. 
Societatea Națiunilor s-a angajat să reducă înarmările până la minimul necesar menținerii ordinii interne și apărării frontierelor. 
Au fost create alianțe regionale defensive ca Mica Antantă (Cehoslovacia , Iugoslavia și România) și Înțelegerea Balcanică (Grecia, Iugoslavia, România și Turcia). 

## Relațiile internaționale în 1919-1929: pacte, tratate și destindere

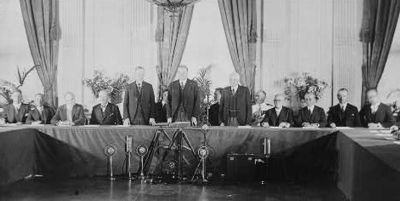
Pactul Kellogg Briand

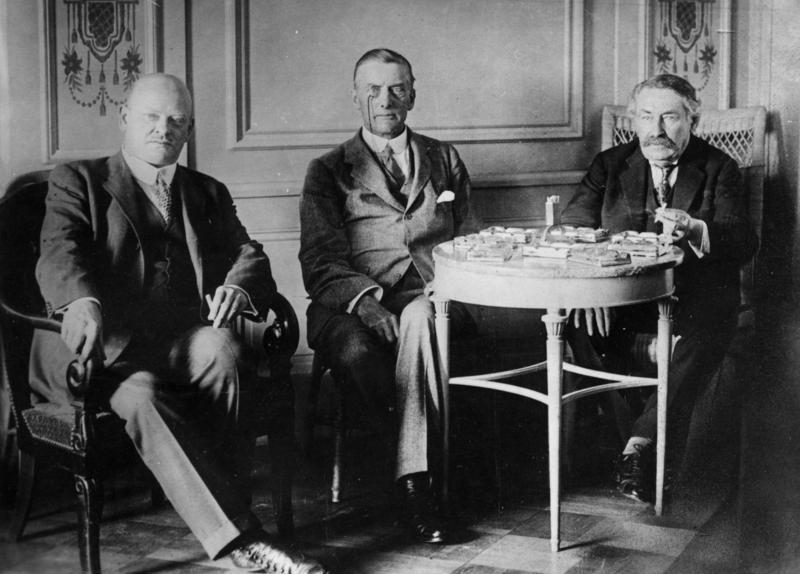
Tratatele de la Locarno, Gustav Stresemann, Chamberlain, Briand

Principala problemă pe plan mondial era cea germană. Erau diferite modele de soluții căutate de marile puteri victorioase, în special de englezi și francezi. 
Problema germană nu era văzută în izolare, ci era pusă în legătură cu problema rusă și dificultățile economice europene. Franța oscila între o politică de fermitate și una de reconciliere față de Germania , iar Marea Britanie se orienta de timpuriu spre o apropiere, Germania fiind cheia prosperității europene. Cu o doză de naivitate, se consideră că o Germanie ce prosperase va accepta ușor noul statut internațional. Germania era cheia planului englez de reconstrucție a continentului, reintegrarea Rusiei și estului Europei în circuitul economic european fiind un important obiectiv pe agenda britanică. 
Politica de fermitate a Franței față de Germania apărea drept unică soluție politică posibilă în condițiile eșecului obținerii unor garanții de securitate anglo-americane. Politica de fermitate a constat în utilizarea unor instrumente create de Tratatul de la Versailles pentru a redresa dezechilibrul potențial dintre o Franța învingătoare, slăbită economic și demografic însă, și o Germanie înfrântă, dar cu un potențial economic și uman net superior și eliberată de amenințarea alianței franco-ruse. Poziția franceză, exprimată de președintele Clemenceau întâlnea opoziția primului ministru britanic Lloyd-George ce vedea în dorința Franței de a-și fixă granițele pe Rin ca o tentativă de instaurare a hegemoniei continentale. 
Pentru asigurarea securității franceze și descurajarea vecinului german era tentativă de a înlocui alianța antebelică cu Rusia printr-o serie de tratate cu statele mici din centrul și estul Europei și prin încurajarea apropierii. După timidă intervenție occidentală în războiul civil rus și înfrângerea forțelor antibolsevice, micile state est-europene erau menite să formeze un cordon sanitar destinat împiedicării expansiunii comunismului rus. 
Conflictul anglo-francez era inevitabil. Britanicii își concepeau politică germană în termenii reconstrucției economice a Republicii de la Weimar, iar francezii încercau să controleze evoluția Germaniei, folosind reparațiile ca un instrument economic. 
Divergențele anglo-franceze erau departe de a fi limitate la problema germană căci desființarea Imperiului Otoman și crearea Turciei avea să dea naștere la diviziuni adânci între cei doi foști aliați. Conflictul greco-turc a găsit cele două mari puteri în tabere opuse, Kemal fiind sprijinit de Franța și Italia, obținând o victorie decisivă în august 1922 împotriva Greciei ce era sprijinită de Marea Britanie. În urmă Tratatului de la Lausanne din 1923, Turcia și-a recuperat întreagă Anatolie și teritoriile europene. Rivalitatea legată de fostele teritorii arabe ale Imperiului Otoman a contribuit enorm la adâncirea divergențelor pe problema germană. 
Politică pro-germana a Angliei era văzută de o serie de factori de decizie la Londra că o reîntoarcere la tradițională politică de sprijinire a echilibrului continental. Trebuia să se opună o contrapondere Franței. Opțiunile britanice în privința reconstrucției Europei erau influențate de economistul John Maynard, autor al lucrării Consecințele economice ale păcii (1919), care vedea patru soluții pentru reconstrucția Europei: revizuirea tratatelor, rezolvarea problemei datoriilor interaliate, un mare împrumut internatinal subscris de SUA combinat cu reforme monetare, restaurarea comerțului dintre est și vest și reluarea legăturilor cu Rusia. 
Germania complică ecuația relațiile cu Rusia Sovietică după Tratatul de la Rapallo din aprilie 1922 și Tratatul de neutralitate și neagresiune din aprilie 1926. Primul tratat stabilea procedura de reglementare a litigiilor dintre cele două țări, renunțarea reciprocă la despăgubirile de război, restabilirea relațiilor diplomatice, clauză națiunii celei mai favorizate și colaborarea economică. 
Cel de-al doilea tratat prevedea că în caz de atac asupra uneia din părți, cealaltă avea să se angajeze să aibă față de ea o atitudine pașnică. În caz de război dintre URSS și Polonia, sprijinul Franței către Polonia era acordat, pe când Germania rămânea neutră.În 1931, tratatul a expirat, fiind încheiat un protocol de prelungire ratificat în mai 1933. 
Cele două tratate au marcat pentru fiecare stat un real succes politico-diplomatic, fiind scoase din izolare, cooperarea economică fiind facilitată, iar în plan militar, a reprezentat un instrument de presiune și șantaj la adresa puterilor occidentale pentru că acestea să fie mai conciliante față de îndeplinirea obligațiilor impuse Germaniei sau de atitudinea față de Rusia sovietică. După instaurarea nazismului, relațiile germano-sovietice s-au deteriorat. 
Pacea și securitatea Europei depindeau de situația relațiilor dintre Franța și Germania. Franța era învingătoare, dar economia își revenea greu, datoria externă era imensă, francul s-a devalorizat, iar salvarea era văzută în încasarea datoriei de război din partea Germaniei. 
Climatul social-politic german s-a deteriorat, proliferând grupările ultranaționaliste, revizioniste și revanșarde, între care Partidul Național-Socialist, condus de Adolf Hitler. 
Adepții bolșevici au înființat în 1919 Partidul Comunist German. Grupurile ultranaționaliste de dreapta au încercat să înlăture regimul instaurat în 1919 prin Constituția de la Weimar, fiind plănuite două puciuri, ambele eșuând. 
După semnarea Tratatului de la Versailles, Germania a lansat întregul arsenal pentru a submina clauzele acestuia. Livrările în contul reparațiilor au fost făcute cu greutate, dar Germania a fost nevoită să cedeze căci avea de-a face cu un front anglo-francez unit care amenință cu utilizarea forței și ultimatumurile. Germania făcea tot ce putea pentru a obstrucționa activitatea comisiei interaliate de control al dezarmării. 

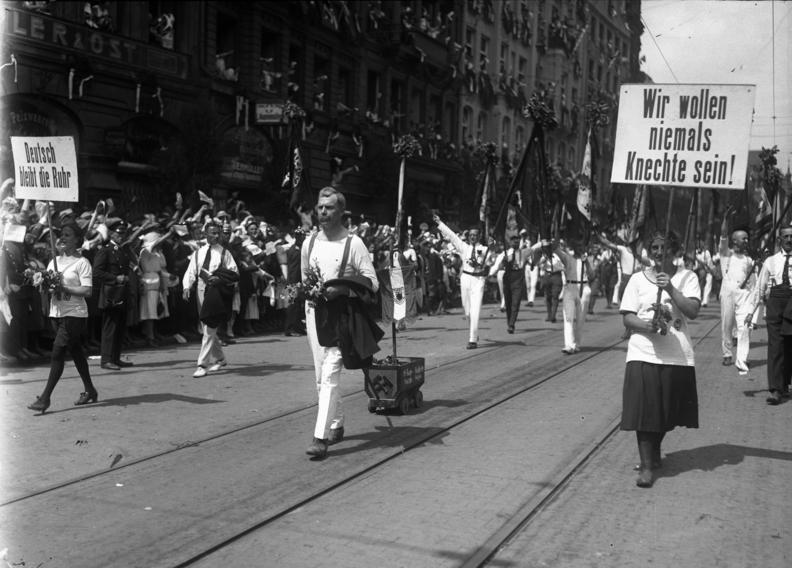
Rezistenta pasiva

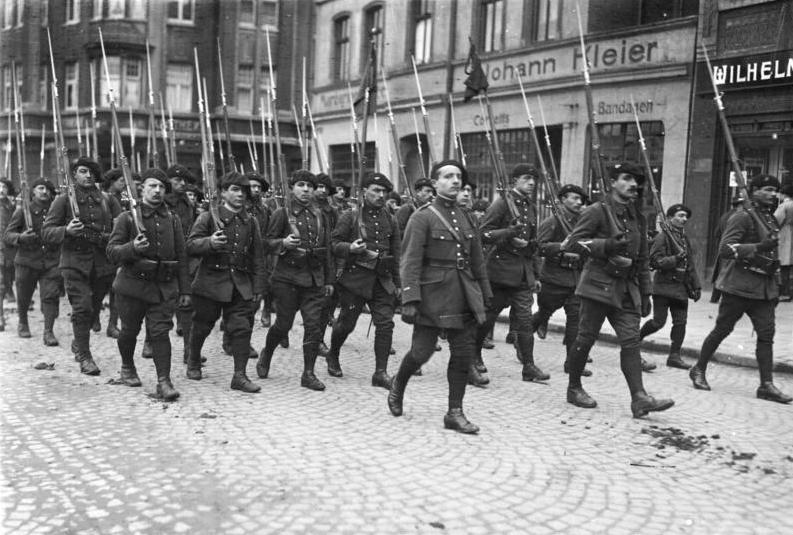
Ocuparea Ruhrului de francezi

Datorită dificultăților economice, pe 12 iulie 1922, Guvernul german a înaintat aliaților un moratoriu de șase luni la plata reparațiilor, aducând drept argument starea precară a finanțelor germane, în timp ce britanicii au reacționat favorabil, francezii fiind dispuși să accepte cererea germană dacă erau oferite o serie de garanții ca minele din Ruhr. 
Conferință de la Londra din 7-14 august a făcut o tentativă de soluționare, ducând dimpotrivă la tensionarea relațiilor anglo-franceze întrucât englezii făceau presiuni asupra francezilor prin forțarea problemei datoriilor interaliate, aceștia raliandu-se poziției americane care cerea plata integrală a datoriilor interaliate. Pe 31 august, premierul francez, Raymond Poincare a blocat posibilitarea unui moratoriu în cadrul Comsisiei Reparațiilor. 
În contextul degradării relațiilor anglo-franceze, în decembrie 1922, Comisia Reparațiilor a constatat eșecul Germaniei în respectarea obligațiilor în domeniul reparațiilor. Pe 2 ianuarie s-a decis, în ciuda opoziției britanice, preluarea Ruhrului cu titlu de garanție, iar pe 11 ianuarie 1923, trupele franco-belgiene au pătruns în Ruhr. Franța urmarea să se asigure că Germania își va respectă obligațiile fixate la Versailles, dar și pentru a determina Germania de a adopta o politică favorabilă intereselor franceze. Reacția germană s-a materializat printr-o lansare de campanie de rezistență pasivă a muncitorilor și funcționarilor din Ruhr ce ar fi dus la paralizarea regiunii. Astfel, francezii nu mai obțineau beneficii de pe urmă ocupației. 
În ciuda rezistenței, autoritățile de ocupație au reușit să relanseze producția de cărbuni și livrările către Franța. Rezistență, finanțată prin metode infationiste de către guvernul german, a dat naștere inflației teribile. Povara financiară pe care o reprezenta rezistență pasivă, dar și succesul franco-belgian în a repune în funcțiune industria minieră au determinat luarea deciziei ale noului guvern german condus de Gustav Stresemann ce întrerupea formă de rezistență pe 26 septembrie 1923. Noul guvern era dornic să elimine sursele potențiale de nemulțumire ale populației, dar și de apariția unei mișcări separatiste în Rhenania. 
Opțiunile guvernului german erau limitate de criză financiară din 1923. Franța a fost determinată să accepte soluția americană de mediere prin reunirea unei comisii de experți sub conducerea finanțistului Dawes. Ocuparea Ruhrului s-a dovedit a fi un eșec strategic pentru Franța, transformând imaginea Germaniei din agresor în victima, iar Marea Britanie și SUA au preluat în administrare problema reparațiilor germane. 

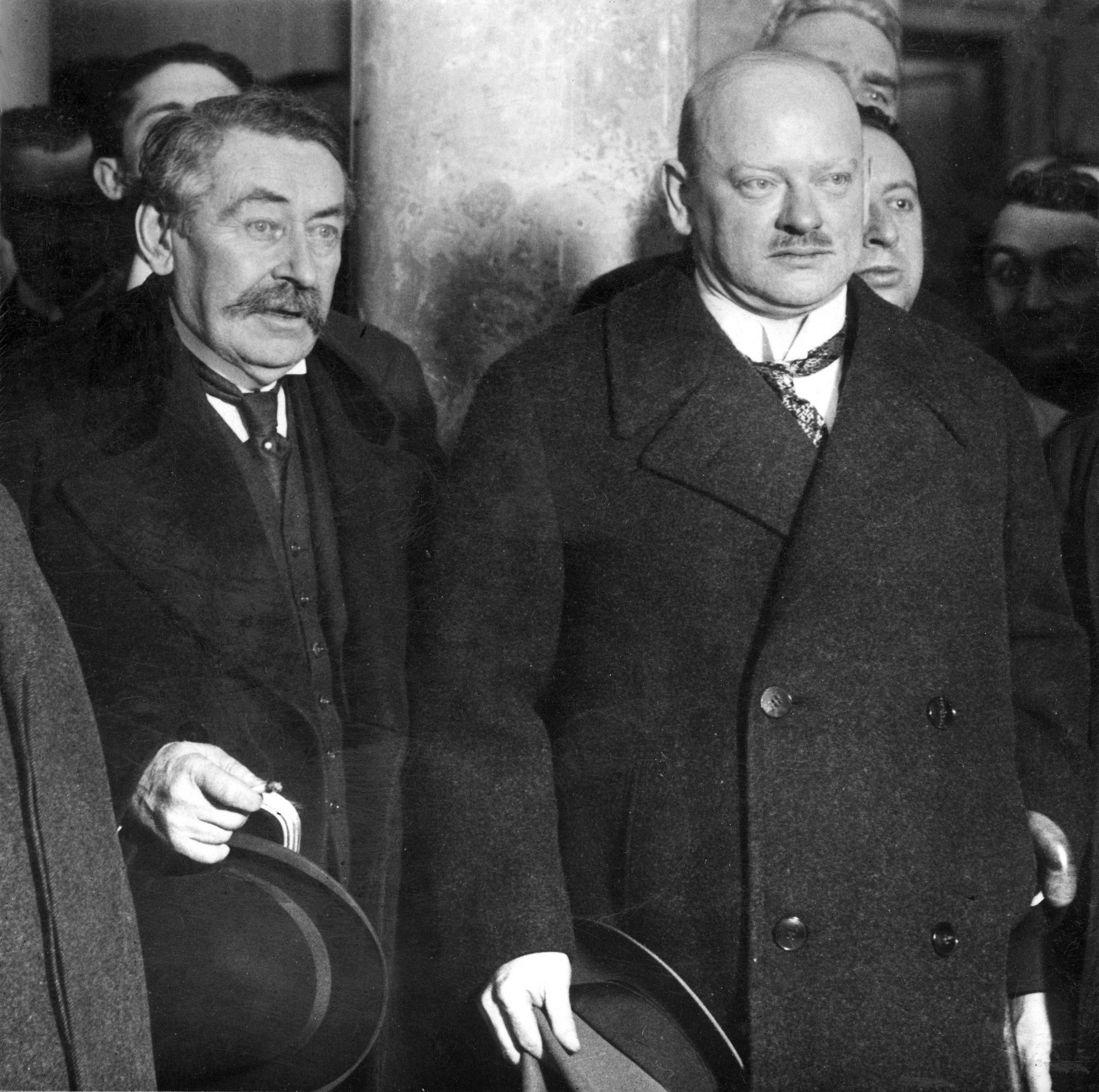
Aristide Briand si Gustav Stresemann

S-au afirmat generații de oameni politic ca Aristide Briand și Gustav Stresseman. Situația aniilor 1924-1929 se caracterizează prin venirea stângii la guvernare în Franța și Anglia, în relansarea economică efemeră și stabilitatea financiară generalizată. 
Franța nu-și mai permitea o politică decât cea de compromis și conciliere față de Germania, apropiindu-se de Marea Britanie. 
Planul Dawes a fost adoptat în cadrul Conferinței de la Londra din 16 iulie-15 august 1924, reprezentând victoria viziunii anglo-americane asupra reconstrucției economice a Europei, fiind un plan valabil pentru cinci ani care stipula plata de către germani a unor sume de 1 miliard de mărci de aur în primul an și 2,5 miliarde în ultimul an de plata. Livrările erau garantate printr-o ipotecă asupra cailor ferate germane și supervizate de un agent general al reparațiilor instalat la Berlin ce avea un grad ridicat de control de facto asupra domeniului financiar al Republicii de la Weimar. Planul a fost pus în mișcare prin intermediul unui împrumut internațional acordat Germaniei. Stresemann știa că singur modalitate de a contracara forță Franței era asigurarea sprijinului financiar și politic anglo-american. Planul Dawes a reprezentat o prima revizuire majoră a Tratatului de la Versailles, reducând plata totală de Germania, abolind puterea Comisiei Reparațiilor. 
În 1924 s-a desfășurat Conferință de la Locarno și s-a încheiat Pactul Renan pentru a rezolva problema securității la granițele franco-germano-belgiene și problema est-europeană. 
Cancelarul german Cuno a oferit Franței garantarea granițelor sale occidentale pe fondul îmbunătățirii situației economice europene, rezolvării chestiunii reparațiilor și eșecului Franței în anexarea Ruhrului. Ambasadorul britanic de la Berlin a sugerat o reluare a proiectului de garantare a graniței franco-germane.Prin Tratatul de la Roma, era reinstalat suveranitatea asupra orașului Fiume. 
Stresemann a acceptat sperând să evite un tratat de asistență mutuală anglo-francez, obținând o retragere anticipată a trupelor aliate din Renania, eliminând posibilitatea unei noi acțiuni unilaterale franceze după modelul Ruhrului. 
Între 5-16 octombrie 1925, s-a reunit Conferință la care au participat Chamberlain, Briand, Stresemann, Mussolini și Vandervelde, rezultând garantarea mutuală a granițelor franco-germană și belgo-germană, prin Pactul Renan, Marea Britanie și Italia fiind garantate. 
Dacă Germania invada zona demilitarizată, era considerat un act ostil sau fiind declarat stat agresor dacă atacă Polonia sau Cehoslovacia, iar Franța intervenea fără să încalce prevederile Pactului de la Locarno. Franța semna tratate de asistență mutuală cu Polonia și Cehoslovacia. 
Obiectivul Franței era obținerea garanțiilor britanice prin semnarea Pactului de la Locarno. Britanicii obțineau o aparență reconciliere franco-germană fără a-și asumă nimic decât angajamente politice. Germania câștigă de pe urmă prevederilor Pactului Rhenan. 
În septembrie 1926, Germania adera la Societatea Națiunilor. La 17 septembrie 1926 s-a desfășurat întrunirea de la Thoiry. Briand a propus o serie de concesii că plecarea trupelor de ocupație din Renania, restituirea Saarului, lichidarea regimului de control militar în schimbul unor concesii financiare. Dar după relansarea economiei franceze și în urmă încetinirii negocierilor privind dezarmarea, în decembrie 1926, Briand îi declara lui Stresemann că trebuia să renunțe provizoriu la propunerile de la Thoiry. 
În perioada 1926-1929, Briand și Stresemann urmăreau detensionarea relațiilor franco-germane. Emil Mayrisch, industriaș luxemburghez, a inițiat materializarea tentativei de a clădi o nouă relație franco-germană, reprezentând cartelizarea industriei metalurgice din Franța, Germania, Belgia, Luxemburg și Saar. Antanta Internațională a Oțelului fixă cote de producție între țările furnizoare și introducea structura comună Comitetul franco-german de informare. 
Franța s-a orientat spre securitatea colectivă. Briand dorea să inițieze modificarea atitudinii administrației americane cu care relațiile deveniseră tensionate datorită chestiunii datoriilor interaliate, sugerând un angajament reciproc prin care Franța și SUA renunțau la război în rezolvarea problemelor politice dintre ele. Secretarul de Stat American, Kellog, a modificat planul francez, propunând semnarea unui tratat de renunțare la război care să fie deschis tuturor națiunilor. 
Prin tratatele de la Tirana din 1926-1927, Italia asigura protecția Albaniei. 
La 27 august 1928, 15 state au semnat Pactul de renunțare generală la război. Toate statele independente au aderat, inclusiv URSS și Turcia. La 9 februarie 1929, Uniunea Sovietică, Letonia, Estonia, Polonia, România și Turcia au semnat Protocolul Litvinov. 
S-a inițiat astfel pactomania care a dominat perioada 1926-1929, considerându-se că viitorul omenirii va fi pașnic. 
În august 1928, Strsemann a cerut plecarea ultimelor trupe de ocupație de pe teritoriul Germaniei, iar Poincare și Briand au decis să accepte retragerea anticipată în schimbul rezolvării problemei repatatiilor. În august 1929, la Haga, s-a reunit o nouă conferință care decidea retragerea trupelor de ocupație din Renania la 30 iunie 1930. 
La 7 iunie 1929, un comitet de experți ai statelor beneficiare și ai Germaniei s-au reunit la un raport unanim-Planul Young, ce propunea o rezolvare a situației economice germane. Germania își câștigă autonomia financiară, livrările în natură fiind reduse, eliminate în zece ani. Franța a eșuat în a interconecta chestiunea plății reparațiilor și pe cea a datoriilor interaliate. Planul a fost adoptat la Conferință de la Haga pe 31 august 1929. 
A urmat o perioada de destindere franco-germană. Politică franceză de securitate a presupus însă o expansiune spre est pentru a contrabalansa o Germanie potențial periculoasă. Diplomații francezi s-au concentrat asupra alianțelor de flanc-1921 cu Polonia, 1924 cu Cehoslovacia, 1926 cu România, 1927 cu Iugoslavia. Francezii s-au concentrat asupra pătrunderii economice în regiunea est-europeană, pe totalul împrumuturilor destinate Ungariei, Austriei, României, Bulgariei și Poloniei (700 de milioane de franci în total). Băncile franceze au intrat cu forță pe piață est-europeană controlând până la 50% din capitalul acestora. 
Destinderea pentru Germania s-a dovedit a fi un mijloc tactic pentru revizuirea Tratatului de la Versailles și pentru asigurarea hegemoniei în Europa centrală . În martie 1931, un proiect pentru uniunea vamală austro-ungară a marcat un pas spre o Mittel Europa germană, însă fără succes în urmă presiunilor Franței. Dar politică de neutralitate și prietenie a Germaniei cu URSS din 1926 a îngrijorat Parisul.

## Relațiile internationale între anii 1929-1939: tensiuni, criza și totalitarism
În 1929 s-a produs crahul bursei din New York ce a marcat un moment de răscruce pentru istoria interbelică, modificând viață economică, socială, politică și diplomatică a Europei. 
Marea Criză a distrus încrederea în liberalismul economic și în capacitatea guvernelor democratice de a gestiona corect situația dramatică a economiilor europene. Criză economică a dus la pauperizarea claselor de mijloc ce susțineau politică moderată, creând premisele derapajului politic spre extremism și instaurarea unor regimuri totalitare și autoritare în întreagă Europa. Mediul internațional fragil a fost caracterizat de crize internaționale dese și puternice, tensiuni politice completate de problemele economice grave și de politici concurențiale agresive și exacerbarea naționalismelor. 
În 1931, criză economică a pătruns pe teritoriul european, afectând sistemele bancare austriece și germane. În schimb, Franța va întâmpina o perioada de prosperitate, având o forță financiară și avantaj capital. 
În iulie, președintele german, Hindenburg a lansat un apel administrației americane pentru un moratoriu la plata reparațiilor. Președintele american Hoover a răspuns favorabil. În perioada 1 iulie 1931-20 iunie 1932 s-a declarat un moratoriu asupra datoriilor interguvernamentale. 
Panică financiară s-a accentuat și un comitet internațional de experți a ajuns la concluzia că stabilitatea financiară a Germaniei era pusă sub semnul întrebării de plățile internaționale pe care trebuia să le efectueze. Franța era pregătită să accepte o anulare a plății reparațiilor, cu condiția întreruperii plății datoriilor interaliate. Pe 10 decembrie, Senatul American a respins reducerea creanțelor americane. 
După expirarea moratoriului, Germania se află în incapacitate e plata. Trebuia găsită o soluție pentru evitarea falimentului german. Marea Britanie și Italia au susținut principiul anulării în totalitate a reparațiilor și au convocat o nouă conferință menită să rediscute chestiunea reparațiilor . La Lausanne, pe 16 iunie-9 iulie 1932, reparațiile datorate de Germania au fost reduse la peste 3 miliarde Reichsmark. 
În 1931, pe fondul impactului crizei economice, a izbucnit criză manciuriană. Economia japoneză fragilă era afectată de criză economică, iar în China se manifestă haosul. 
În iulie-septembrie 1931 s-au desfășurat incidente în Manciuria de Sud aflată sub influență japoneză. Japonezii au ocupat cea mai mare parte a Manciuriei. Consiliul Ligii Națiunilor a cerut Japoniei retragerea imediată, Japonia însă a refuzat, iar Liga Națiunilor a decis să trimită o comisie de anchetă prezidată de Lordul Lytton. 
Liga era indecisă, deși liderii unor state mici că Benes sau Titulescu își manifestau zgomotos opiniile prochineze. Doar Marea Britanie și SUA puteau interveni împotriva agresiunii japoneze. Dar ambele aveau probleme financiare imense și nu-și permiteau lansarea unei intervenții militare. Londra dorea un acord general cu Japonia în privința delimitării sferelor de influență în Extremul Orient. 

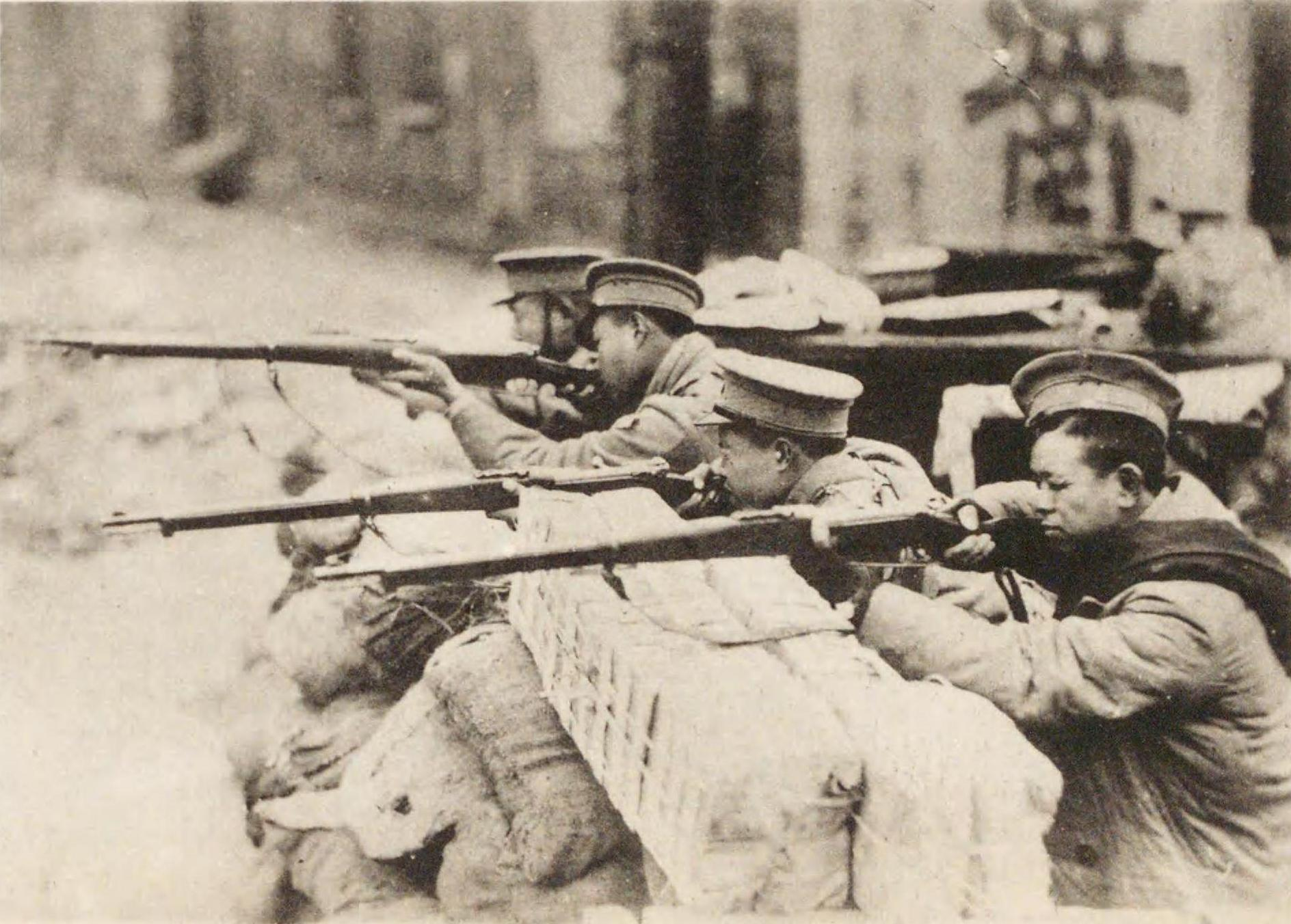
Soldați chinezi în lupt cu soldații japonezi

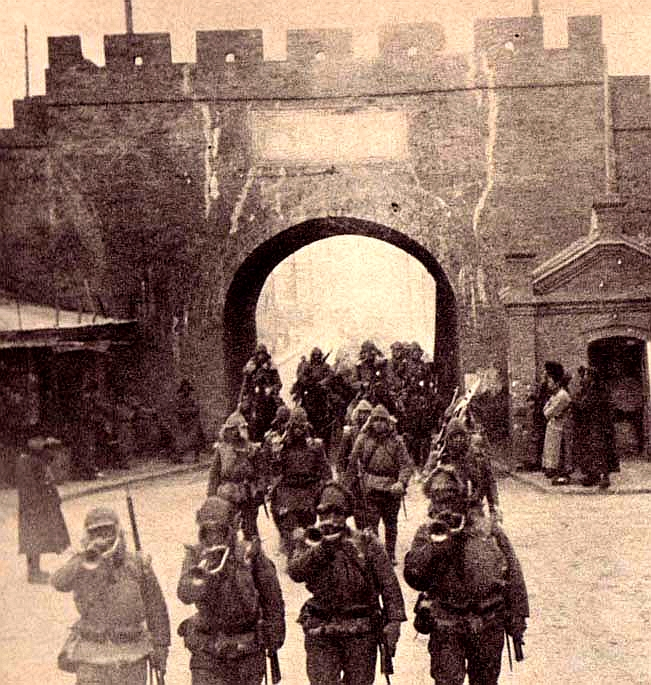
Trupele japoneze intra in Tsitsihar marsaluind spre Mukden

Criza a escaladat în ianuarie-februarie 1932 după câteva atacuri asupra unor cetățeni japonezi la Shanghai, iar trupele nipone au ocupat orașul. Pe 5 mai, se încheie un armistițiu prin intermediul unei medieri britanice. 
Japonia își continuă însă ofensivă în Manciuria în august 1932, iar orice rezistență organizată de trupele regulate chineze a încetat. Pe 18 februarie 1932 a fost proclamată independența Manciuriei, iar pe 9 martie, Pu-Yi, fostul împărat al Chinei, devine regent. 
Pe 2 octombrie este prezentat raportul Lytton, ale cărui concluzii au fost discutate în sesiunea extraordinară a Ligii reunită în perioada 1932-1933. Noul document adoptat în unanimitate era mai critic la adresa Japoniei: suveranitatea chineză asupra Manciuriei incontestabilă. Noul stat era lipsit de legitimitate și nu trebuia recunoscut, iar trupele japoneze trebuiau retrase imediat. Pe 27 martie 1933, Japonia a cerut formal să părăsească Liga Națiunilor. 
Comisia Preparatorie pentru dezarmare a funcționat în mai 1926-ianuarie 1931 cu obiectivul pregătirii unei Conferințe a Dezarmării. Conferință Dezarmării s-a reunit pe 2 februarie 1932 sub conducerea lui Arthur Henderson, la care au participat 62 de state. 
Au fost prezentate o serie de proiecte: 
- Planul Tardieu care prevedea plasarea armamentului important sub autoritatea Societății Națiunilor și utilizarea să doar pentru autoapărare, crearea poliției internaționale, arbitrajul și stabilirea unor metode eficiente de aplicare a sancțiunilor. Anglo-americanii doreau o dezarmare calitativă, Germania cerea egalitate de drepturi în domeniul înarmării, Italia susținea cererea germană, URSS dorea dezarmarea totală, iar Japonia se declara împotriva dezarmării.
- Planul Hoover milita pentru reducerea efectivelor militare terestre cu o treime, eliminarea artileriei grele și a blindatelor, dezarmarea năvală procentuală, eliminarea aviației militare. Franța a refuzat planul, iar germanii s-au retras de la Conferință pe 16 septembrie. Pentru readucerea Germaniei era necesar o conferință în cinci la care să participe Franța, Marea Britanie, Germania, Italia și SUA, reunita la Geneva la 11 decembrie prin care se recunoștea egalitatea de drepturi în cadrul sistemului care asigura securitatea tuturor națiunilor.
- Planul Herriot milita pentru transformarea forțelor militare europene în forțe polițienești, rezervarea armamentului ofensiv pentru asigurarea securității mondiale, crearea unei Antante regionale a statelor continentale
- Planul MacDonald milita pentru limitarea efectivelor armate europene la 200 000 de soldați, reunirea unei conferințe navale în 1935, suprimarea aviației militare.

Pe 17 mai, noul cancelar german, Adolf Hitler, a acceptat Planul MacDonald și pe 7 iunie a fost adoptat de toate statele participante. Dar conferință a fost întreruptă și fiind reluată în octombrie. 
S-au produs o serie de modificări: Anglia a fost de acord cu stabilirea metodelor de control al dezarmării, Franța a cerut prelungirea perioadei tranzitorii în care Germania obținea egalitatea de drepturi de la 5 la 8 ani. După patru ani, Franța avea să înceapă dezarmarea și Germania se putea reînarmă. Dar divergențele au continuat. 
La 14 octombrie 1933, Germania a părăsit Conferință și după cinci zile, a renunțat la statutul de membru al Societății Națiunilor. Conferință s-a reunit până în 1935, însă negocierile erau purtate între regimul nazist german și Anglia și Franța. 
Pentru asigurarea securității continentale s-a inițiat Pactul celor patru mari puteri⁠(en)[traduceți], prin care Germania îl agrea că fiind o lovitură majoră dată ideii de securitate colectivă, idee inspirată dintr-un discurs al lui Mussolini pronunțat la Torino în 1932 care constată ineficiența Ligii Națiunilor și preconiza semnarea unui pact între cele patru puteri occidentale. Premierul britanic MacDonald a vizitat Roma pentru a dezvoltă planul pactului ce reprezenta o ocazie de a limita acțiunile Germaniei. Mussolini consideră că pactul trebuia să fie un instrument prin care cele patru mari puteri să reformeze de comun acord sistemul bazat pe [[Tratatul de la Versailles|. Germanii erau atrași de idee, francezii erau rezervați. În martie-mai 1933, Consiliul Permanent al Micii Înțelegeri și Polonia și-a manifestat opoziția față de proiect, iar Franța a încercat să revizuiască proiectul italian. 
Versiunea modificată a fost semnată la 7 iunie, prin care se adopta o politică de cooperare efectivă. Însă cum modificările de frontieră și revizuirile tratatelor nu puteau fi decise decât de Societatea Națiunilor prin vot unanim, Pactul nu a fost ratificat niciodată de statele semnatare. 
Regimurile autoritare că cele din Germania, Italia și Japonia au recurs la soluții agresive: relansarea economică prin dezvoltarea industriei de război, rezolvarea șomajului prin mobilizare, autarhie economică și politică externă ofensivă pentru deschiderea pieței de desfacere cu forță. 
Hitler trasă în lucrarea să, Mein Kampf, principalele obiective ale politicii externe ale Reich-ului nazist: eliminarea constrângerilor impuse de Tratatul de la Versailles, integrarea populațiilor de origine germană în cadrul Germaniei mari, dobândirea spațiului vital prin cuceriri în estul Europei, alianța cu Italia fascistă și Marea Britanie și război cu Franța. 
Și Italia avea propria să agenda externă, prin care Mussolini urmarea o politică imperialistă animată de iluzia recuperării trecutului glorios al Imperiului Român. Acesta oscila în 1935 între Europa dunăreană unde întâlnea interese comune cu Germania, Mediterana în competiție cu Franța și Marea Britanie și Africa de Est, pe lângă Libia, Somalia și Eritreea deja deținute. 
Germania, imediat ieșită din Liga Națiunilor, a încercat să preia inițiativa diplomatică prin prezentarea unui nou plan în perioada noiembrie-decembrie 1933: armata ce numără 300 000 de militari bazată pe un serviciu militar de scurtă durata, dotată cu același armament că și în celelalte state. Germania și-a reafirmat fidelitatea față de deciziile de la Locarno și a acceptat un control internațional asupra forțelor militare, dar și anexarea Saarului fără plebiscit. Franța dorea reîntoarcerea Germaniei în Liga Națiunilor. 
Pentru a împiedică o ruptură, Anglia a mediat, iar Hitler și Mussolini au acceptat propunerile britanice care reluau ideile planului MacDonald. Franța a refuzat public reînarmarea germană. După părăsirea Conferinței Dezarmării și a Societății Națiunilor și după eșecul negocierilor cu Franța, obiectivele regimului nazist au vizat neutralizarea sistemului de alianțe al Franței. După Concordatul cu Papalitatea, pe 26 ianuarie 1934 a fost încheiat tratatul de neagresiune cu Polonia. Pentru Polonia, tratatul de neagresiune era un pas important în politică de echilibru dintre URSS și Germania. Pactul germano-polonez a avut drept rezultat începutul unei ofensive diplomatice franceze. Franța se apropie de Italia în scopul consolidării opoziției antigermane și clădirea unor alianțe în est care să oblige Germania să lupte pe două fronturi. 
Cu granițele protejate în vest de Locarno și eliberat de grijă unui conflict cu Polonia, Hitler și-a îndreptat atenția spre Austria. 
În iulie 1934, la Viena, naziștii au aplicat o tentativă eșuată de preluare a puterii. Asasinarea cancelarului Engelbert Dulfuss și apelul lansat de austrieci pentru asistență germană au determinat Franța și Italia să se concentreze pe independența Austriei. 
În ianuarie 1935 este semnat un acord franco-italian care elimina divergențele legate de Africa dintre acestea. Saar, în urmă unui plebiscit, devine parte a Reichului. 
Pe 9 și 16 martie, Hitler a afișat existența aviației militare germane, deși era interzis conform Tratatului de la Versailles. A fost introdus serviciul militar universal și au fost create 36 de divizii. 
În urmă desfășurării conferinței la Stresa în aprilie, acțiunile germane au fost condamnate, iar în iunie 1935 s-au desfășurat conversații militare franco-italiene în vederea coordonării reacțiilor în cazul unor alte violări ale Tratatului de la Versailles. 
Sub mandatul ministrului de externe francez, Louis Barthou, Franța și-a redeschis relația cu Rusia, în ciuda opoziției interne. 
Planurile franceze pentru Europa aveau două dimensiuni: multilaterală-crearea unui Locarno oriental, prin care urmarea integrarea într-un pact a Germaniei, Rusiei, Poloniei și statelor baltice, și una bilaterală-un tratat franco-sovietic. 
Dar Pactul Oriental a eșuat, determinat de anunțul Poloniei care refuză tranzitarea teritoriului ei de către trupele sovietice . Barthou a fost asasinat la Marsilia, iar proiectul a fost abandonat definitiv. 
Soluția bilaterală a fost încurajată de reînarmarea deschisă a Germaniei. Pe 2 mai 1935, Franța și Rusia au semnat un pact de asistență mutuală, iar pe 16 mai a fost încheiat un tratat similar între URSS și Cehoslovacia. 
Pe 18 iunie 1935, Marea Britanie a semnat un acord naval cu Germania. Germania recunoștea că încalcă din nou Tratatul de la Versailles, deținând o flota egală cu 35% din tonajul marinei militare britanice. Acordul naval anglo-german însemna sfârșitul Frontului de la Stresa, fiind legitimată o nouă fisură în sistemul versaillez. 
Relațiile dintre Italia și Franța și Marea Britanie au devenit tensionante după ce Roma părea să se apropie treptat de Berlin. 

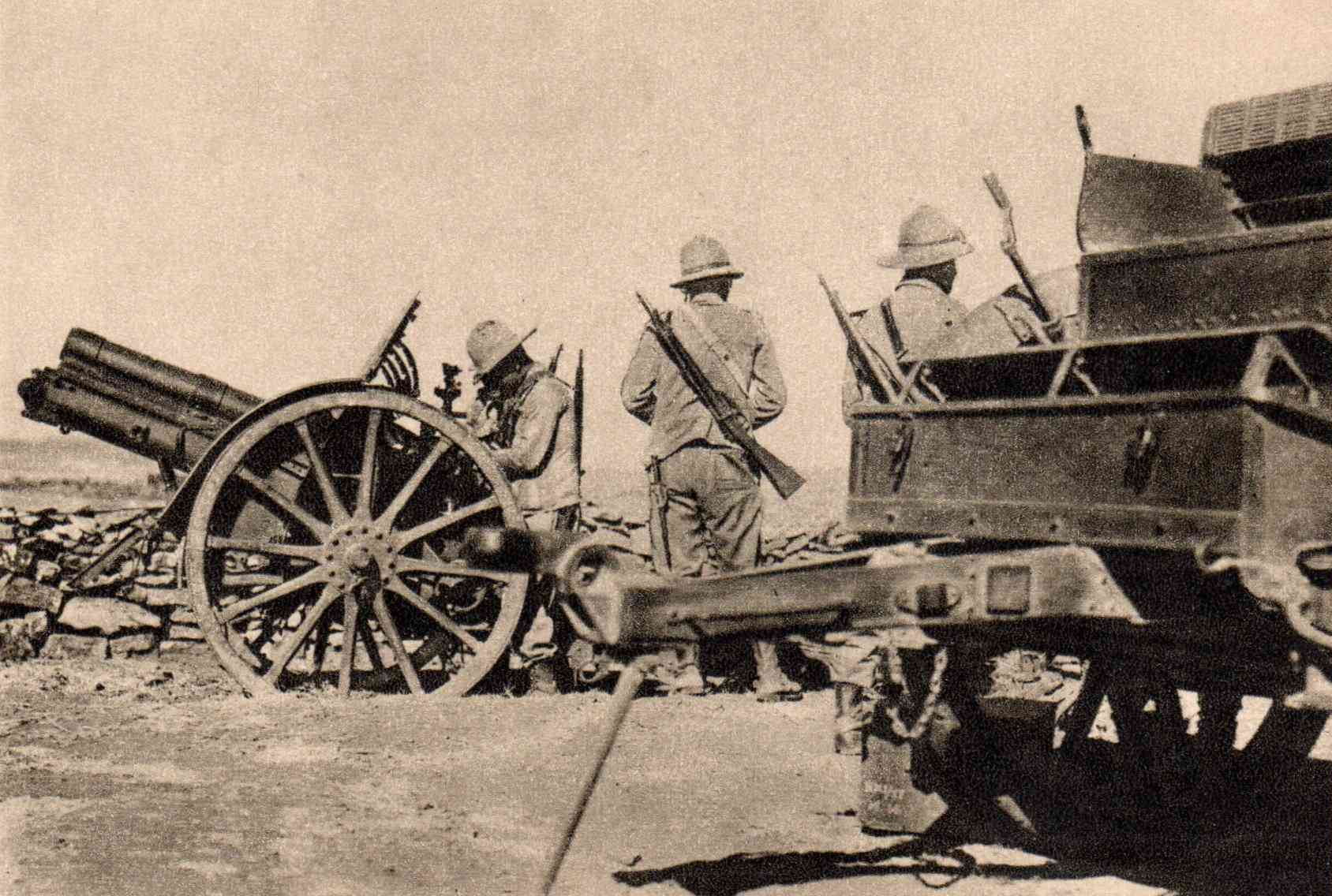
Artileria italiana in Etiopia

Pe 3 octombrie 1935, Mussolini a ordonat atacarea Etiopiei. Franța și Marea Britanie au acționat prin intermediul Societății Națiunilor, fiind votate sancțiuni economice îndreptate împotriva Italiei pe 18 octombrie. Dar în urmă dezacordurilor dintre francezi și britanici, sancțiunile au fost ineficiente. În 1936, Etiopia era înfrântă și ocupată de italieni. Planul Hoare-Laval de împărțire a Etiopiei a eșuat, ideea de securitate colectivă era compromisă, politică anglo-franceză eșuase, iar Mussolini era recunoscător lui Hitler pentru neutralitatea binevoitoare afișată în timpul crizei etiopiene. 
Între timp, Franța ratifică un tratat de asistență mutuală cu URSS pe 27 februarie 1936. Hitler, folosindu-l că pe un pretext, a trimis trupele germane ce au reocupat Renania, anulând statutul de zona demilitarizată. 
Remilitarizarea Renaniei nu părea să-i afecteze pe comandanții militari francezi, în timp ce guvernul britanic transmitea Franței că acțiunea germană nu era considerată a fi o încălcare flagrantă a Pactului de la Locarno. 
Hitler elimina posibilitatea unei intervenții militare externe. Polonia devenise cooperantă, neutralitatea Belgiei și remilitalizarea Renaniei reduceau șansele unei intervenții militare franceze, iar Germania se pregătea pentru un conflict cu adevărat masiv. Între timp, britanicii și francezii își îndreptau atenția spre Peninsula Iberică. 

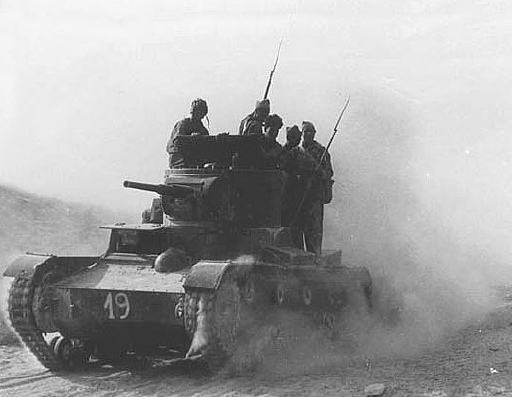
Batalia de la Belchite

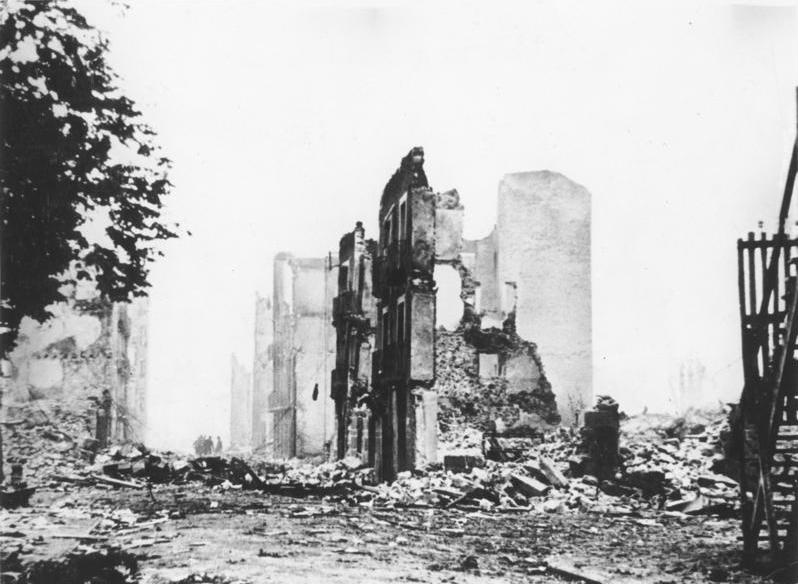
Ruinele de la Guernica

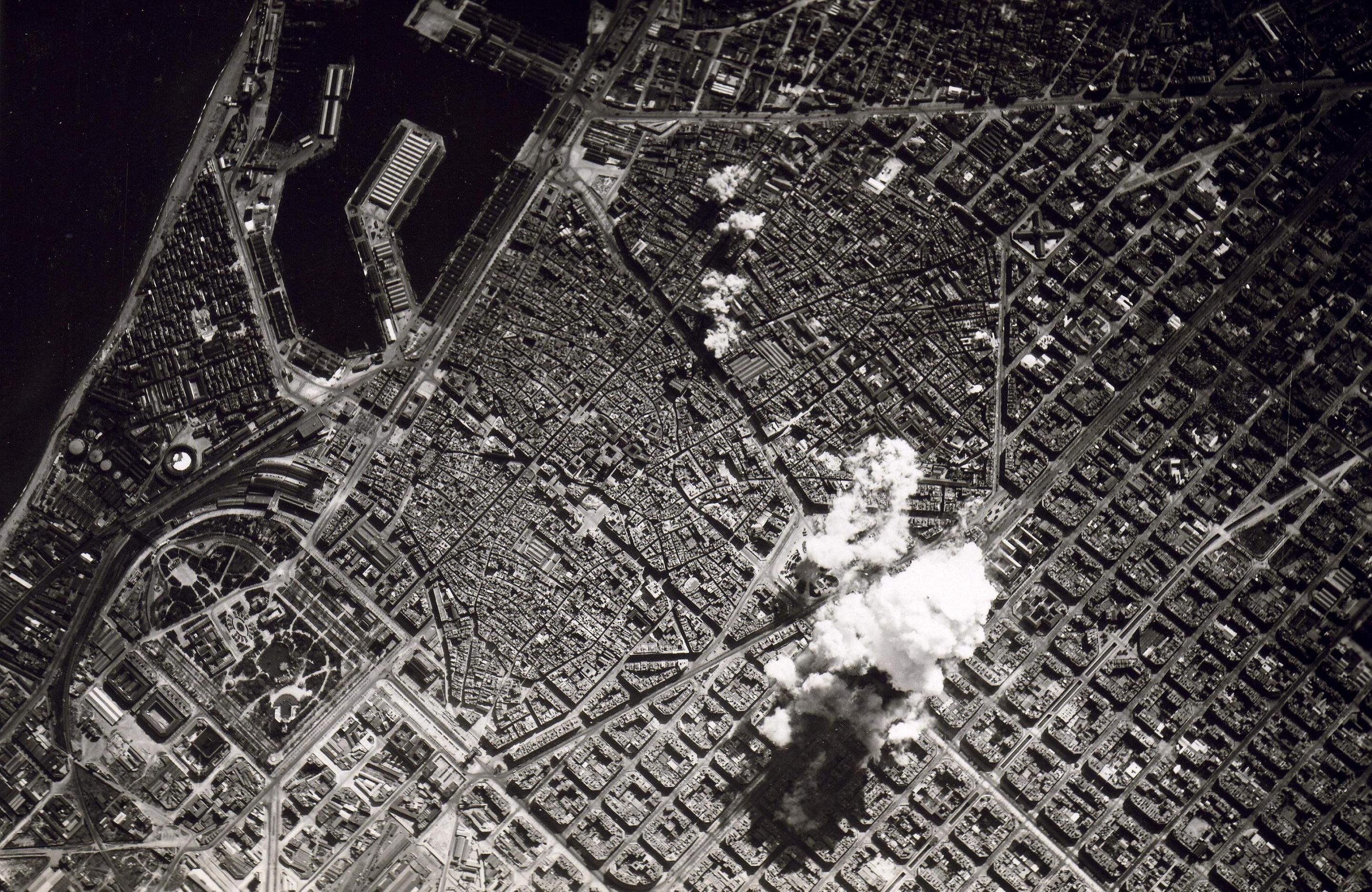
Bombardarea Barcelonei

Pe 17 iulie 1936, liderii garnizoanelor militare din Marocul spaniol au izbucnit o revoltă împotriva guvernului socialist. A urmat războiul civil. Ofițerii rebeli naționaliști conduși de generalul Franco nu au reușit să preia controlul întregii armate, astfel, a primit asistență din exterior de la Germania Nazistă și Italia fascistă în 1936 în ciuda deciziilor adoptate de Comitetul de nonintervenție creat în septembrie din care făceau parte. 
În octombrie 1936, Belgia a renunțat la alianța cu Franța și și-a proclamat neutralitatea. Deși unele state din estul Europei își păstrau formal relațiile de securitate cu Franța, se încerca o oarecum apropiere de cel de-al Treilea Reich. 
Hitler intenționa să prelungească războiul civil din Spania pentru a consolida relațiile cu Italia care se implică de partea naționaliștilor și pentru a evita victoria republicanilor sprijiniți de sovietici. 
Germania a lansat pe 18 octombrie 1936 planul de patru ani, menit să plaseze economia germană pe război și să se autonomizeze în privința aprovizionării cu materii prime. Deși șomajul fusese eliminat, producția industrială crescuse și erau aplicate proiecte masive de infrastructură, economia germană se află într-un impas determinat de creșterea importurilor de materii prime. A fost reluată ofensivă diplomatică că să erodeze sistemul francez de alianțe. 
Pe 11 iulie 1936 a fost semnat acordul germano-austriac, iar din 1937 până în 1938, presiunile germane au crescut. 
Pe 25 octombrie 1936, Germania și Japonia au semnat Pactul Anticomintern îndreptat împotriva URSS și împotriva Marii Britanii, planificând un conflict pe trei fronturi. În noiembrie 1937, Italia adera la Pactul Anticomintern. 
Pe 26 octombrie 1936 Italia și Germania au încheiat un acord de cooperare: Axa Berlin-Roma. 

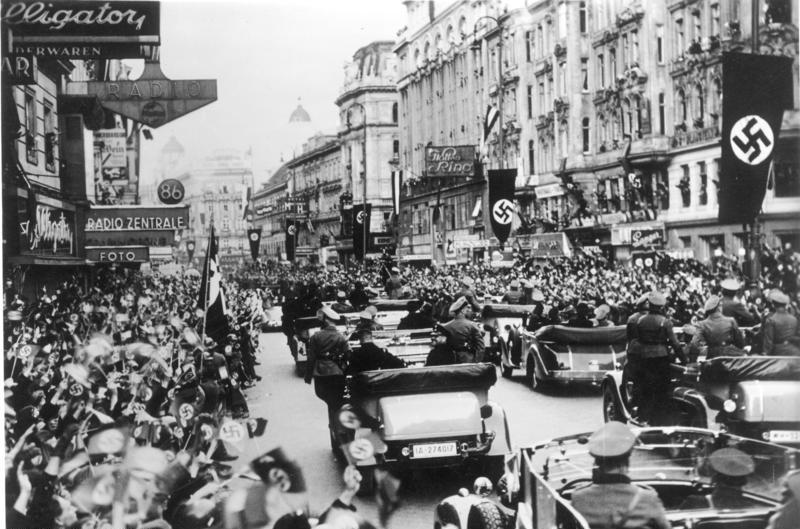
Primirea trupelor naziste la Viena

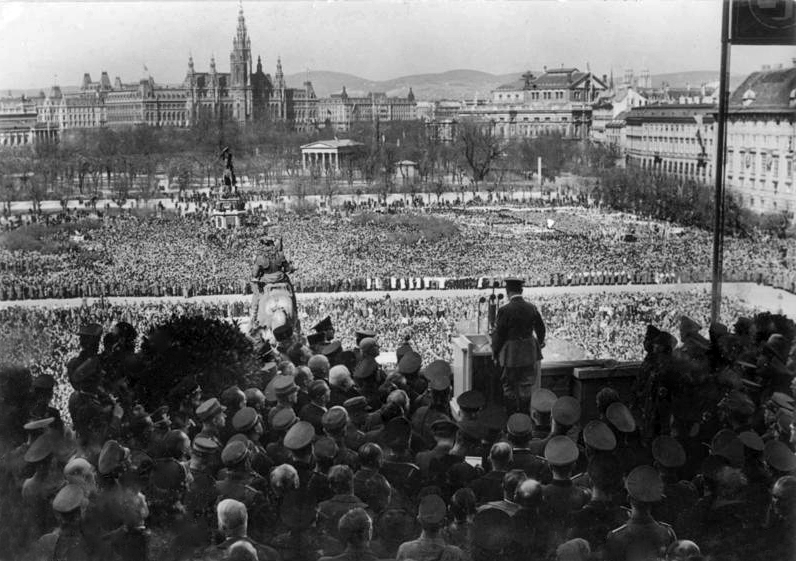
Discursul lui Hitler la Viena

Pe 12 februarie 1938, Hitler s-a întâlnit cu cancelarul Schuschnigg, amenințându-l cu invazia în cazul în care naziștilor austrieci nu li se permitea să între la guvernare. Cancelarul austriac a acceptat cererile germane, apoi a optat pentru tranșarea chestiunii statutului Austriei printr-un referendum ce urmă să fie organizat pe 13 martie. Pe 12 martie, Hitler a ordonat invadarea Austriei, acțiunea fiind legitimată prin organizarea unui referendum organizat de naziști pe 10 aprilie. 97% dintre locuitorii Austriei cu drept de vot au fost în favoarea Anschluss-ului (Anexarea Austriei). 
În mai 1938 s-a manifestat Criză sudetă. Datorită mobilizării armatei cehoslovace și mesajelor ferme primite din partea Angliei și Franței, criză nu a putut fi rezolvată. 
Hitler s-a folosit de minoritatea germană din Cehoslovacia (3 milioane de etnici germani, majoritari în regiunea sudetă). Fuhrerul revendică oficial regiunea sudetă. 
Deși au avut loc două întâlniri dintre Chamberlain și Hitler la Berchtesgaden și Godesberg în septembrie 1938, criză nu a fost rezolvată. Puterile germane primeau constant amenințări de la Berlin ce voalau cu izbucnirea unui nou conflict global și apeluri la respectarea dreptului la autodeterminare a minorității sudete. 
Marea Britanie și Franța încercau cu orice preț să evite un conflict cu Germania. 
Premierul britanic Chamberlain a propus o Conferință internațională pentru discutarea problemei sudete, desfășurată la München pe 29 septembrie 1936, unde s-au reunit Germania, Italia, Franța și Marea Britanie. 
În cele din urmă, naziștii și-au atins scopurile: regiunea sudetă a fost cedată Germaniei. Cehoslovacia a trebuit să cedeze regiunea Teschen Poloniei și părți din Slovacia Ungariei în urmă unui arbitraj de la Viena. 

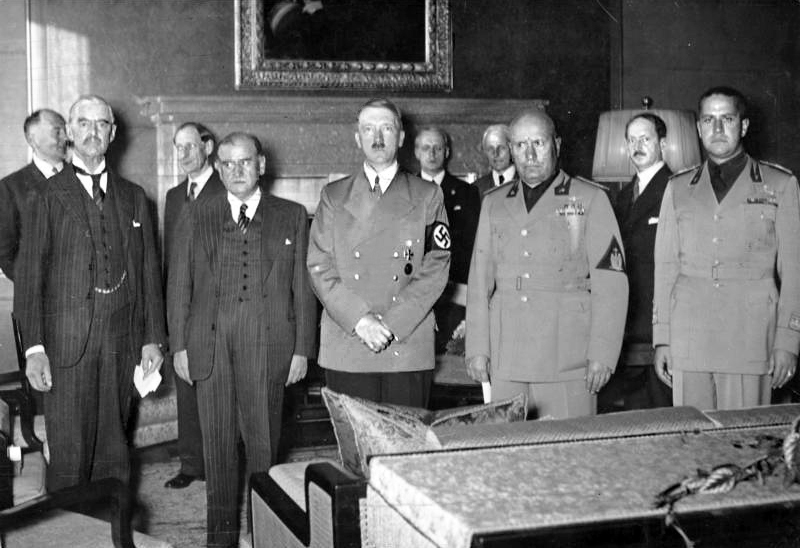
Acordul de la München

Mică Înțelegere s-a destrămat în urmă dezintegrării Cehoslovaciei. În 1939, Hitler a invadat Cehoslovacia. Polonia a revenit la o politică intransigența față de Germania Nazistă refuzând să adere la Pactul Anticomintern. Pe 14 martie 1939, Slovacia și-a proclamat autonomia, condusă de Tiso susținut de germani. A două zi, trupele germane au ocupat Praga, iar Cehoslovacia a încetat să mai existe. În locul ei au apărut Slovacia și Protectoratul Bohemiei și Moraviei, iar Ungaria prelua Ruthenia subcarpatică. 
În aprilie 1939, Italia a anexat Albania. Ca urmare a ultimelor anexări, Marea Britanie și Franța au încercat să creeze un bloc imun la influență nazistă, oferind garanții teritoriale Poloniei, Greciei și României, sprijinită însă militar de URSS. Polonia și România refuzau orice contact cu URSS, și nici Marea Britanie și Franța nu erau dispuse să încheie o alianța formală cu URSS. 
În mai 1939, Maxim Litinov, ministrul de externe sovietic, a fost înlocuit cu Molotov. Pe 22 mai, Germania și Italia au încheiat Pactul de Oțel. Germania și Japonia creau în paralel o alianța militară împotriva puterilor occidentale, însă fără succes. 
Presiunile Germaniei asupra Poloniei s-au intensificat datorită problemei Coridorului ce despărțea Germania de Prusia Orientală, oferind Poloniei o ieșire la Marea Britanică prin portul Danzig. 

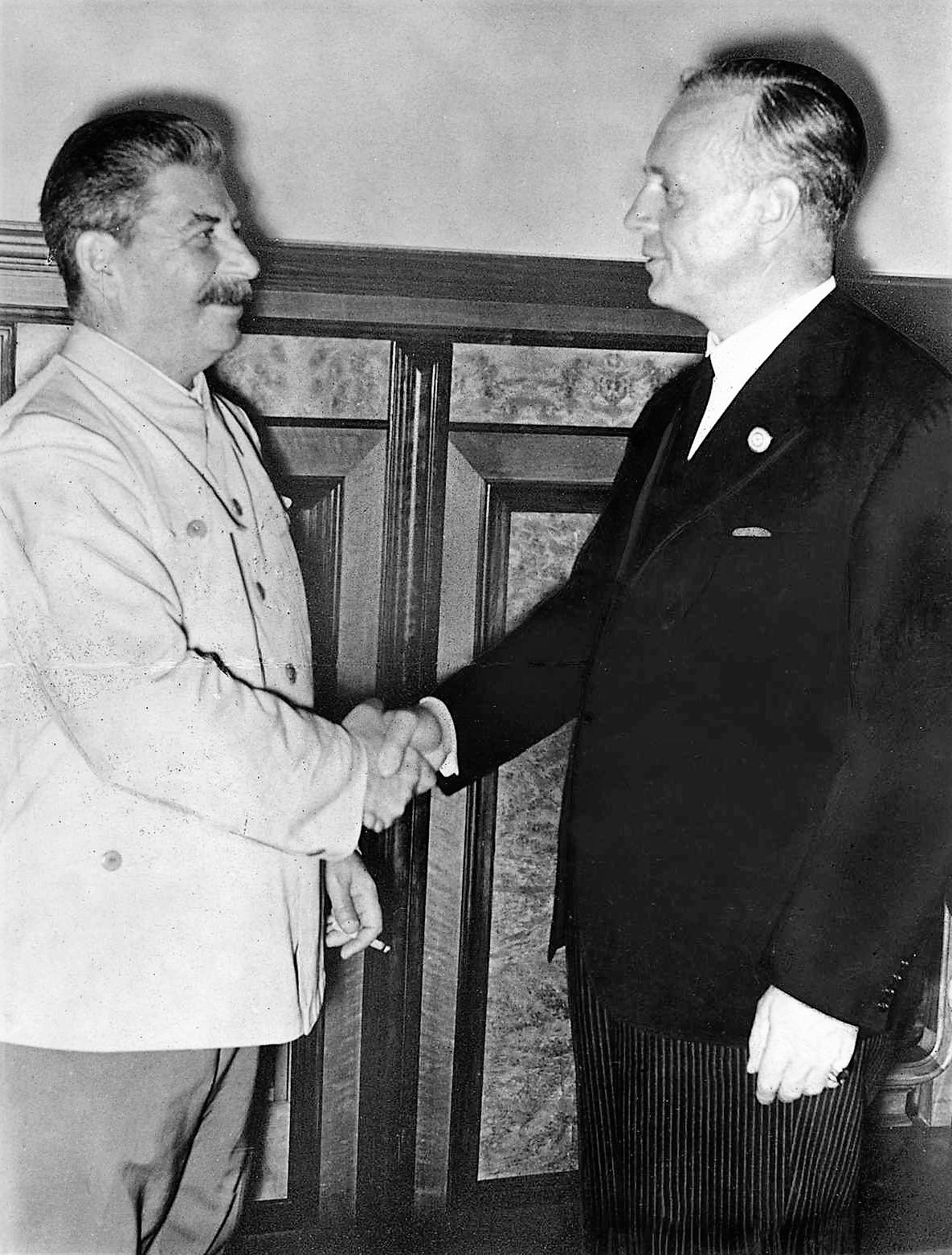
Stalin si Ribbentrop

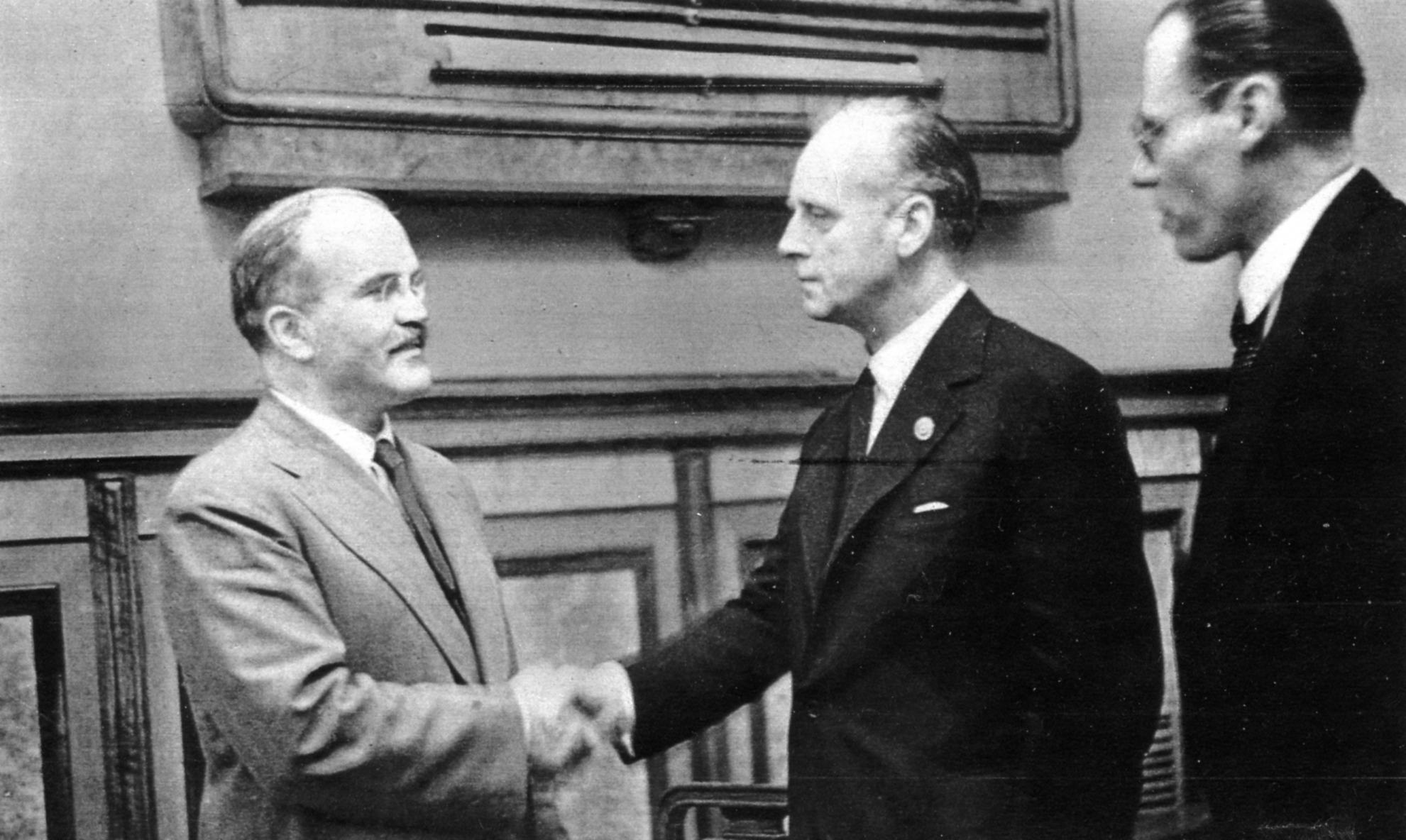
Molotov si Ribbentrop

Pe 25 iulie, francezii și britanicii au decis să trimită o misiune militară la Moscova pentru a discuta problemele tehnice în privința unei eventuale alianțe. Dar cum delegația franco-britanică a sosit cu întârziere la Moscova și era alcătuită din ofițeri fără mare greutate, Stalin a fost convins să accepte primirea în audiență a ministrului de externe nazist Robbentrop pe 23 august, fiind semnat Pactul Ribbentrop-Molotov. 
Pactul constă în două documente: unul public care prevedea menținerii neutralității dacă una dintre părți era implicată într-un război, și unul secret-Protocolul adițional secret, ce delimita sferele de influență în estul Europei, Polonia Orientală, Finlanda, Letonia, Estonia și Basarabia intrând în sfera sovietică, iar Polonia occidentală intră în aria germană.

## Regimuri

### Regimurile democratice

#### Turcia

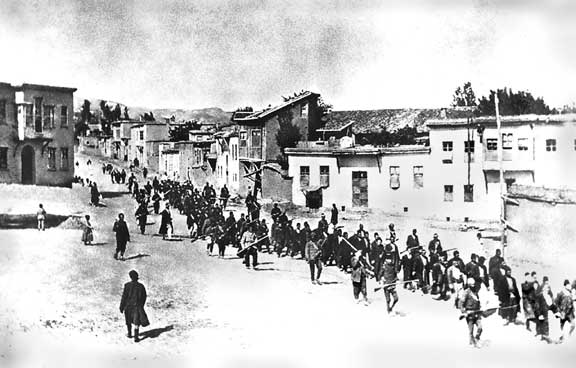
Deportarea armenilor, 1915

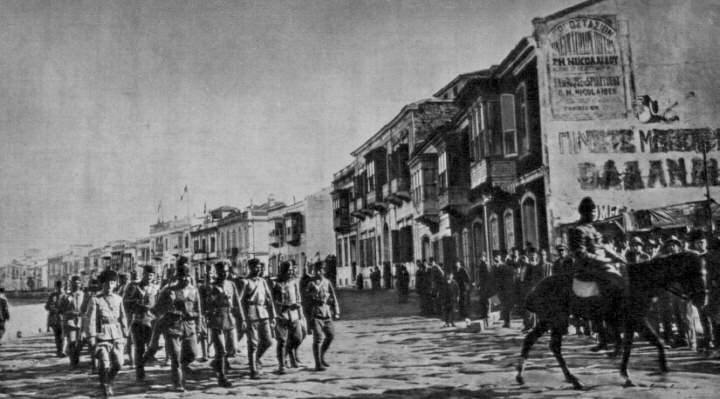
Intrarea armatei turce in Izmir

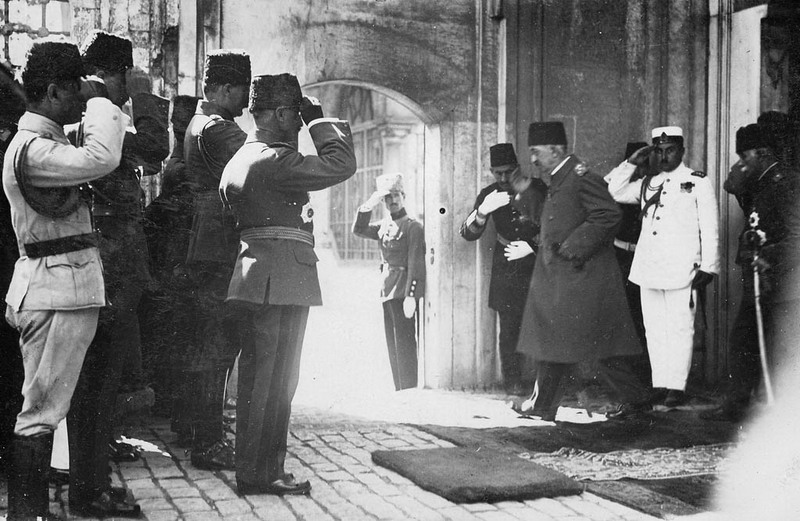
Plecarea ultimului sultan

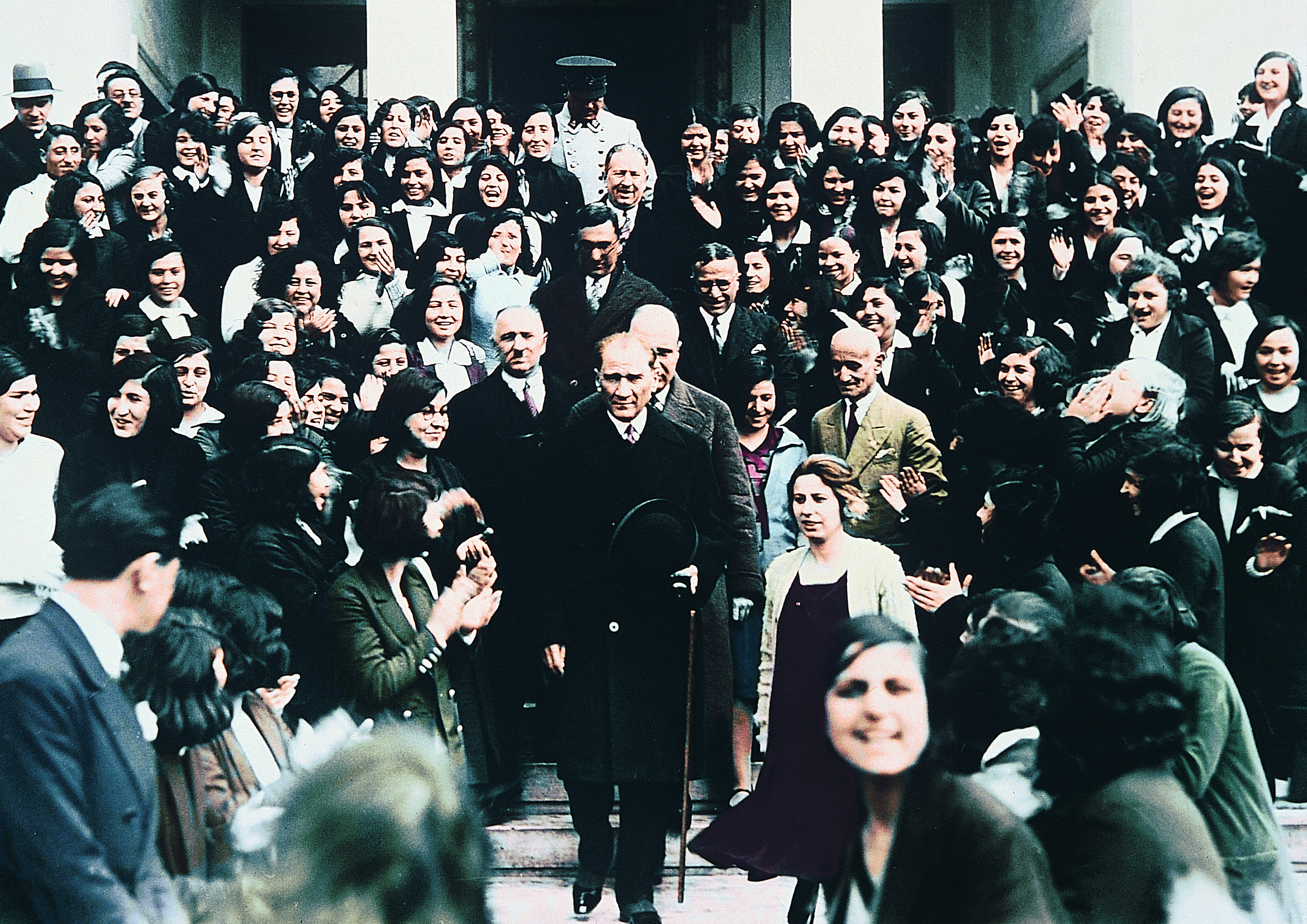
Atatürk vizitand Liceul de fete din Izmir

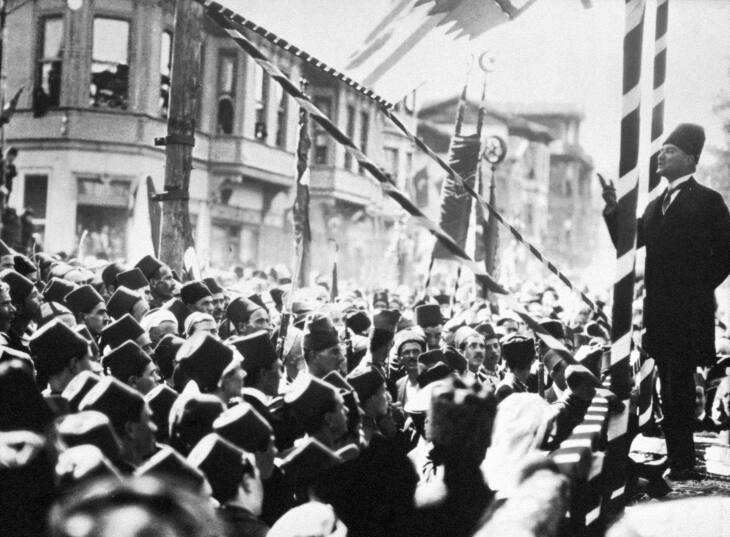
Discursul lui Kemal in Bursa

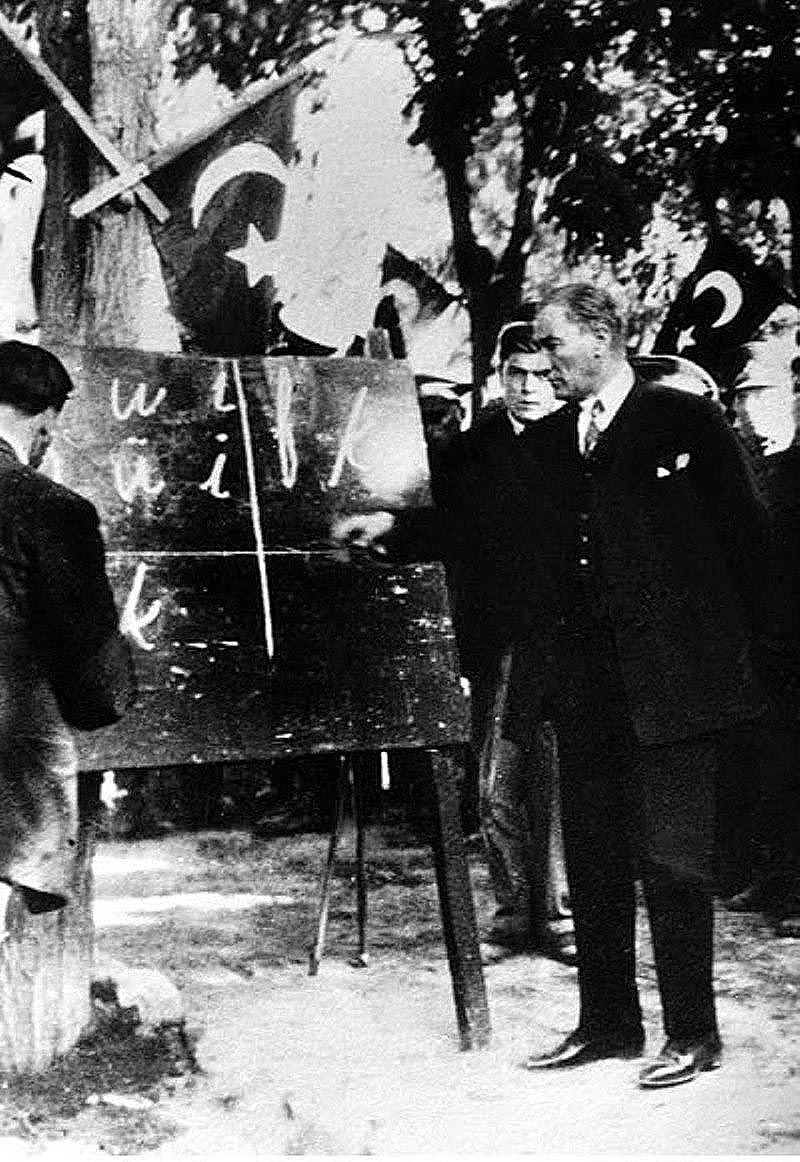
Atatürk prezinta alfabetul latin

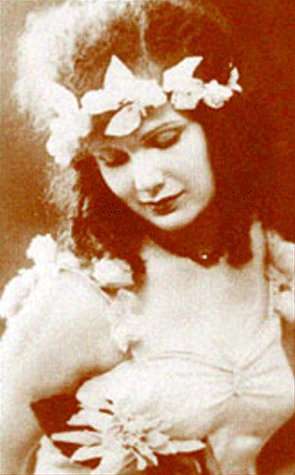
Feriha Tevfik-prima Miss Turcia

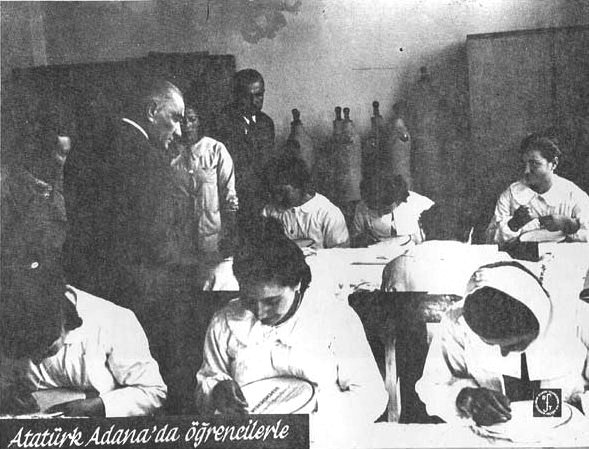
Atatürk inspecteaza lucratoarele

La izbucnirea Primului Război Mondial, Imperiul Otoman se află în declin și caută să rămână neutru. La provocarea tânărului ministru de război Enver Pașa, Turcia a intrat în război în noiembrie 1914 de partea Puterilor Centrale. Trei dintre cele cinci armate ale Turciei au fost plasate sub comanda generalului Liman von Sanders. Flota turcească a atacat navele britanice și franceze din Marea Neagră. În 1915, 1,5 milioane de armeni au fost uciși în cadrul unei campanii izbucnite pentru motivul că armenii au colaborat cu rușii. 
Pe 30 octombrie 1918, Imperiul Otoman semnează armistițiu; delegații otomani s-au prezentat la invitația învingătorilor din partea Antantei pe nava de război Agamemnon. 
Urmările războiului au fost devastatoare pentru imperiu. Clauzele impuse de învingători (britanicii în primul rând) erau înrobitoare. Imperiul Otoman nu trebuia doar să-și dizolve armata, ci chiar să permită accesul puterilor învingătoare pe întreg teritoriul imperiului. Întinse teritorii ale Turciei propriu-zise au fost luate sub controlul învingătorilor. În Istanbul trupele aliate au intrat în forță și din nou într-o manieră simbolică. În aceeași zi, junii turci au plecat mai întâi la Odessa, după care au plecat la Berlin. Conducătorii lor erau Talaat, Gemal și Enver – cei care conduseseră Imperiul Otoman în ultimii 10 ani.	Cei trei aveau să fie asasinați, primii doi de către armeni, care încercau să răzbune genocidul. Lunile următoare, trupele Antantei au ocupat, conform acordului, zone strategice din Imperiul Otoman. Britanicii au ocupat estul Anatoliei, Irakul intră sub tutela britanică. Francezii au ocupat sudul Anatoliei – Kirika. Italienii au debarcat la Konya și la Adalia. Grecii au intrat în vest, în Smyrna (Izmir). 
Cu sprijinul Marii Britanii, Arabia s-a eliberat de sub controlul otoman, evreilor li s-a promis că stat național o parte din Palestina prin Declarația de la Balfour, iar după înfrângerea Puterilor Centrale, Antanta a ocupat restul imperiului. Prin Tratatul de la Sevres din 1920, Imperiul Turc și-a pierdut suveranitatea. 
Rezistența la regimul de ocupație s-a organizat în jurul lui Mustafa Kemal (Atatürk), un general deja remarcat în timpul Primului Război Mondial, un om care cunoștea destul de bine civilizația europeană. Era de profesie militar și s-a remarcat prin calitățile sale de bun organizator. Era dintr-o familie mixtă turco-albaneză, devenind un simbol al naționalismului turc. Se remarcase în război chiar în mod superlativ. El a obținut victoria de la Galipoli. A organizat atât de bine apărarea, încât britanicii au fost înfrânți și au fost obligați să se retragă. Totuși, Imperiul Otoman era unul decadent. Atatürk, după această victorie, a fost trimis în Caucaz, sperând că va suferi înfrângeri, însă a început Revoluția Bolșevică, iar rușii au ieșit din război. Sultanul continuă să dorească să-l compromită. Kemal, în 1919, nu doar că nu a reprimat mișcările naționaliste, ci chiar le-a încurajat. Kemal a avut tendințe democratice, însă a fost mai mult un dictator militar modern. 
Lupta pentru independență a început în 1919, când Kemal și fostul ofițer de marină Rauf Bey au convocat un congres național pe 23 iulie la Erzerum. Congresul a înființat Partidul Național, care și-a stabilit sediul la Ankara după ce a înlăturat regimul de la Istanbul la 5 octombrie 1919, obținând o victorie copleșitoare în alegeri. Primul său succes vine odată cu recunoașterea granițelor de est de către URSS. De asemenea, Franța este nevoită să renunțe la pretențiile teritoriale din 1921. Războiul împotriva Greciei, ce avea că obiectiv anexarea Constantinopolului și a unor părți din Anatolia, s-a sfârșit prin expulzarea armatei grecești și a populației grecești stabilită pe aceste teritorii. 
În cadrul congresului de la Erzurum (iulie-august 1919, lucrurile decurgeau în favoarea kemalistilor pe care sultanul îi consideră rebeli. Totuși, era o capcană, Istanbulul fiind încă sub controlul Antantei și al sultanului.	În cadrul congreselor s-a hotărât că regiunile populate în proporție covârșitoare de arabi să își decidă singure soarta, însă la Congresul de Pace de la Paris, acestea au intrat sub controlul puterilor învingătoare (Franța, Anglia). 
Al doilea punct prevedea organizarea de plebiscite în Caucaz, în speranța că teritorii din zona vor intră în componentă Turciei. Determinarea statutului Traciei Orientale trebuie să fie ghidat de rezultatul votului liber. Al șaselea punct garanta că drepturile minorităților vor fi respectate, fiind o sfidare la adresa Antantei și subordonare la adresa sultanului. Trupele Antantei părăsesc Istanbulul. Se rup definitiv legăturile sultanului cu kemalistii, după ce aceștia sunt arestați și trimiși în exil în Malta. Mustafa Kemal mută capitală Turciei la Ankara. Kemalistii au format un guvern alternativ format din șapte membri. Primul stat căruia puterea kemalistă i s-a adresat a fost Rusia Bolșevică. Kemal i-a scris lui Lenin, care i-a răspuns, în condițiile în care și el avea nevoie de ajutor. S-a semnat un acord între cele două părți, foarte avantajos pentru turci, care primesc armament și saci de aur peste Caucaz. 
Au urmat succesele militare și politice tot mai consistente. Începând din iunie 1921, puterile Antantei sunt înfrânte și se retrag: mai întâi italienii, apoi francezii. Între timp s-au produs și succesele cele mai importante ale armatei kemaliste împotriva grecilor. Puterea kemalistă a fost încurajată de modul în care sultanul a acceptat Tratatul de la Sevres (10 august 1920), împovărător și umilitor pentru turci. 
Lupta pentru independența s-a încheiat cu distrugerea Izmirului. La 11 octombrie 1922, puterile ocupante au încheiat cu guvernul pacea de la Mudanya. În 1923, prin Tratatul de la Lausanne, statul turc a fost recunoscut la nivel internațional. 
Guvernul sultanului acceptă formarea unei Armenii independente, a formării unui stat kurd, se obligau să plătească datoriile Imperiul Otoman, cedarea unor teritorii pe seama puterilor europene.	Ismet Pasă i-a oprit pe greci să între în Ankara, la Inonu. În august 1921, când grecii sprijiniți de britanici cu armament și consilieri au avansat încă o dată și au fost înfrânți pe râul Sakarya. A urmat o lungă expectativă favorabilă kemalistilor. Bătălia decisivă s-a produs în august 1922, grecii suferind o înfrângere zdrobitoare tot pe Sakarya. Au fost aruncați la Marea Egee. Aproximativ 1 milion de greci au părăsit Turcia.	Efectul migrării grecilor a dus la destabilizarea țării. Trei foști prim-miniștri și doi foști miniștri de externe au fost uciși.Nu doar Grecia ra înfrântă, ci chiar și britanicii. A fost adoptată legea abolirii sultanatului, Mehmet al VI-lea având o influență neînsemnată asupra politicii. Acesta s-a retras în Malta. În 1922, sultanatul este desființat înainte să fie ales primul președinte. Califatul, curțile religioase și funcția de lider suprem al islamului au fost desființate. La 29 octombrie 1923, Kemal a proclamat republica și a mutat capitala la Ankara. Începea, deci, procesul reformator. 
Următorii 15 ani ai guvernării lui Kemal au adus schimbări politice și sociale radicale în Turcia. Reforma vestimentației din 1925 permitea femeilor să nu mai poarte valul, iar bărbații fesul. S-au adoptat calendarul gregorian și sistemul metric, se implementează un sistem legislativ care este preluat de alte națiuni europene: codul civil elvețian, codul comercial german și codul penal italian. S-a introdus căsătoria monogamă, egalitatea dintre femei și bărbați, iar în 1930, femeilor li se acordă dreptul de vot, iar în 1934, femeile puteau deține funcții publice și aveau dreptul de a divorța. 
În 1925, partidele religioase de opoziție sunt interzise. 
În 1933 a fost creată Universitatea de la Istanbul; apoi, Universitatea de la Ankara. În 1928 a fost introdus alfabetul latin, mai simplu și mai eficient. S-au desfășurat numeroase reforme economice. Turcia a cunoscut o creștere a producției fabuloase, au fost construite numeroase combinate siderurgice și se cultivau mai mult de 6 milioane de hectare. Numărul populației a crescut în mai puțin de 100 de ani, de la 10 la 70 de milioane de locuitori. 
Kemal a fost onorat cu apelativul Atatürk (părintele turcilor), care moare în 1938 și este înlocuit fostul său  camarad   de arme, Ismet Inonu, care a continuat politica de modernizare a Turciei.

#### Franța

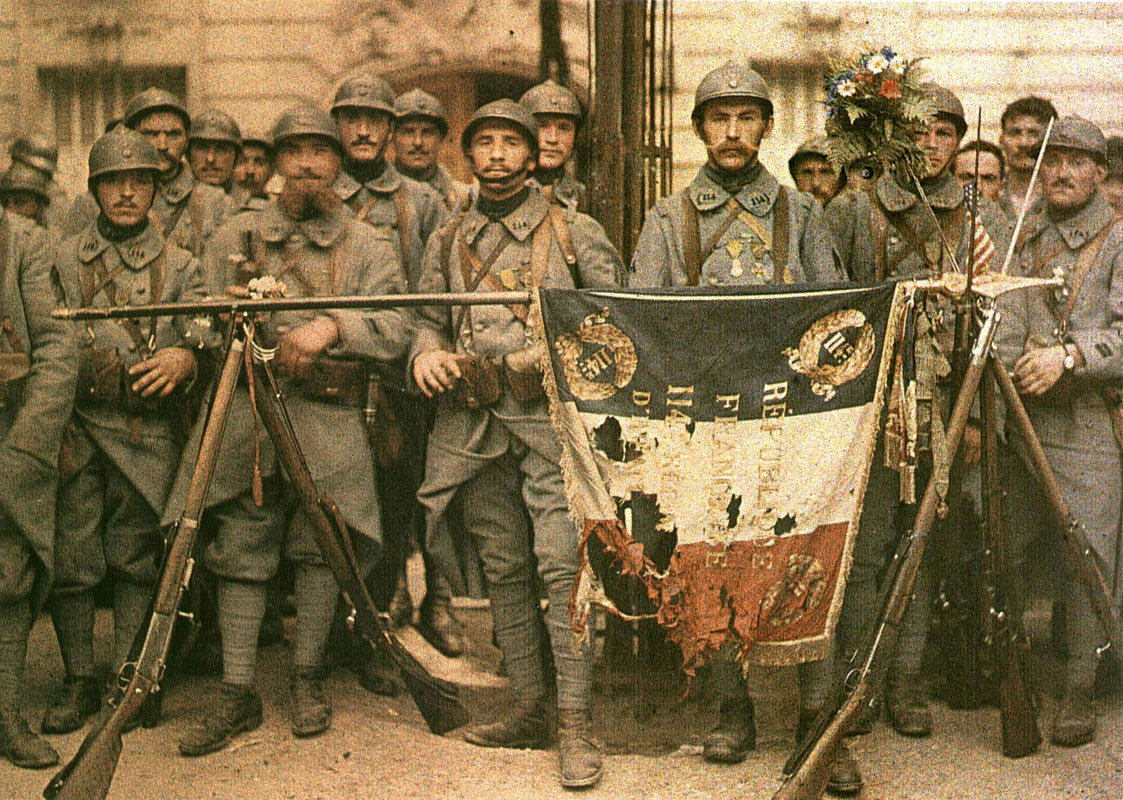
Infanterie franceza

Situația demografică a Franței devenise disperată după Primul Război Mondial. Cu 1,7 milioane de morți, 2,8 milioane de răniți dintre care 600 000 au rămas invalizi, Franța avea o populație de 39,2 milioane de locuitori, cu 400 000 mai puțini decât înaintea izbucnirii războiului. Pentru a contracara denatalizarea, s-a emis legea împotriva avortului căci Franța era incapabilă să mobilizeze la un nivel comparabil cu cel al Germaniei. 48 % din francezi trăiau în mediul rural, restul locuind în aglomerări urbane, orașe că Parisul având 6 milioane de locuitori. Clasele mijlocii erau cele mai afectate și atinse de criză monetară, chiriile fiind blocate și patrimoniul imobiliar fiind compromis, încetinind ritmul de construire de noi locuințe. Inflația, creșterea costului vieții, diminuarea salariilor reale au contribuit la degradarea condițiilor de viață. 
Speculanții, intermediarii și industriașii au avut de câștigat de pe urma războiului, devenind noii îmbogățiți. 
În decembrie 1918 Confederația Generală a Muncii a propus un proiect radical: ziua de 8 ore, egalitatea salariilor indiferent de sex, generalizarea convențiilor colective și naționalizarea unor sectoare economice, unele dintre aceste revendicări fiind legiferate în 1919. 
Războiul a contribuit la creșterea numărului membrilor de sindicat, în 1920 fiind peste 2 milioane. Eșecul grevelor din 1920 și divizarea extremei stângi au provocat un reflux al mișcării sindicale. 
Țărănimea evolua lent, exodul rural accelerându-se după 1920. La sate își face apariția electricitatea, radioul, transportul în comun. Mediul rural se menține însă conservator, iar agricultorii se organizează în asociații că Jeunesse Agricole Chretienne. 

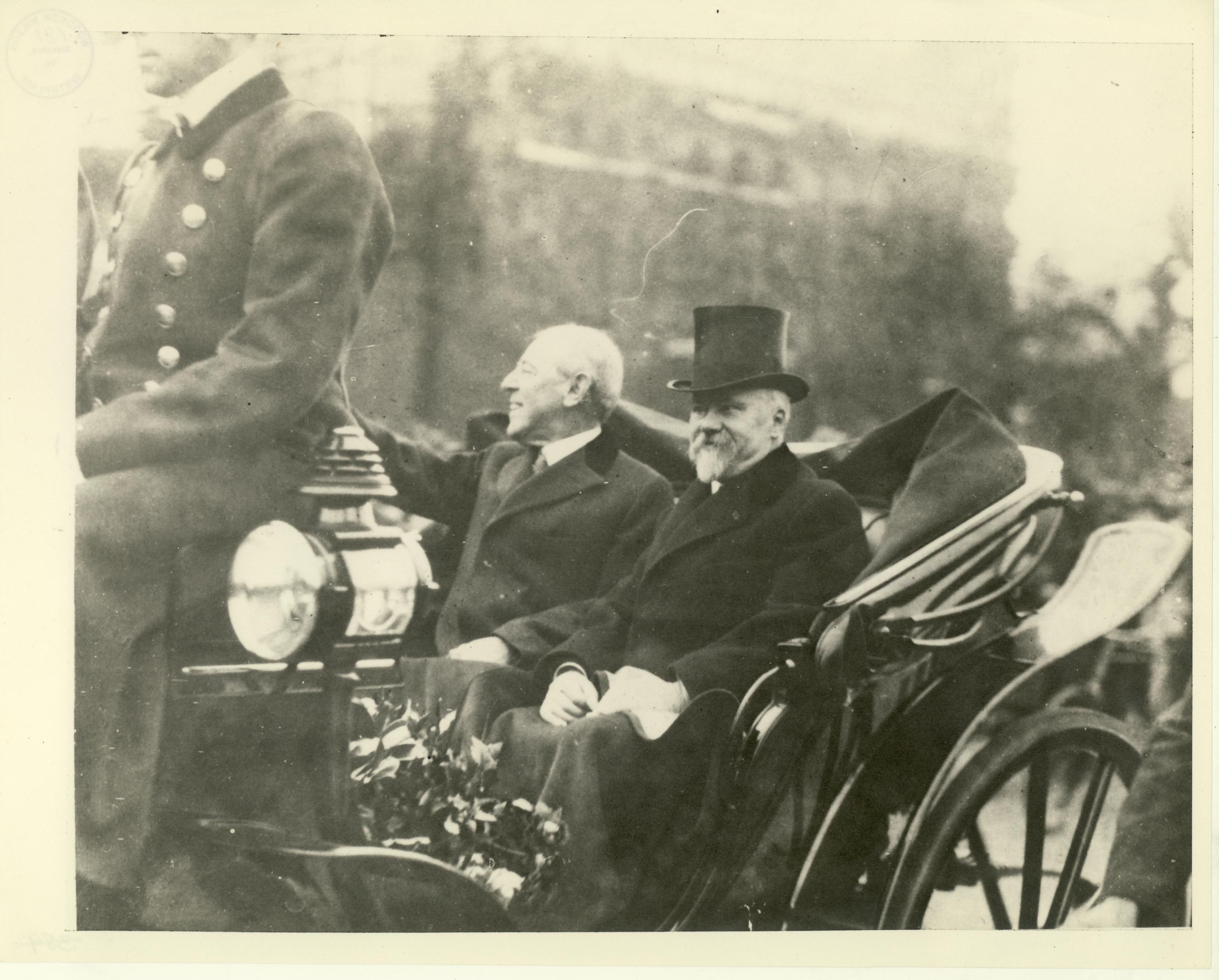
President Wilson si Poincare

Producția de cărbune era în scădere de la 41 milioane de tone în 1913 la 22 milioane de tone în 1918. Însă industria franceză s-a dovedit a fi dinamică în domeniul electricității, rețeaua feroviară fiind electrificată, în industria auto, în 1928 fiind 250 000 de vehicule de mărci franceze ca Renault, Peugeot sau Citroen, ocupând locul 2 cu 5% din producția totală, în prelucrarea cauciuclului Michelin, în rafinarea petrolieră, în siderurgie, în industria chimică, în prelucrarea aluminiului, iar dublarea și modernizarea industriei se datorează metodelor și inovațiilor americane introduse și publicității. 

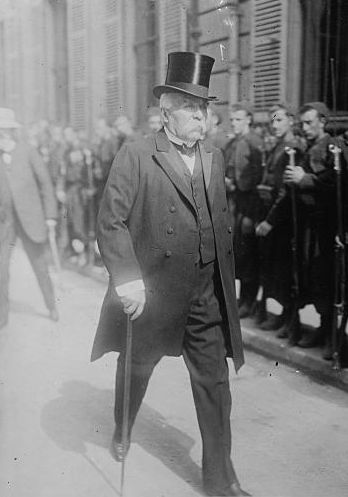
Georges Clemenceau

Fiscalitatea devenise însă împovărătoare-mai mult de 10% din vânzarea produselor, tarifele vamale crescute ce protejau industria franceză, dar anihilau spiritul de inițiativa, iar proprietatea agricolă era puțin rentabilă datorită dimensiunilor mici chiar dacă regiunile cerealiere vor avea producții record. 
Partidul Socialist Francez (SFIO) a reprezentat unul din pilonii de baza a Internaționalei a ÎI-a. După ce a fost discreditată datorită războiului, a aderat la Internațională a III-a. SFIO a trimis la al doilea congres al Kominternului doi observatori, aceștia devenind partizani ai celor 21 de condiții în privința transformării partidelor socialiste în mișcări extremiste de stânga. 
În decembrie 1920, s-a desfășurat Congresul SFIO la Tours. Leon Blum s-a opus aderării partidului la Internațională Comunistă, invocând principiile tradiționale ale doctrinei socialiste franceze, refuzând dependență necondiționată față de Komintern, refuzând monolitismul doctrinal și supunerea sindicatelor față de partid. Dar majoritatea delegațiilor au decis aderarea și și-a făcut apariția Partidul Comunist Francez-Secțiunea Franceză a Internaționalei Comuniste-SFIC. Blum și susținătorii săi au rămas în SFIO. 
Și pe plan sindical are loc sciziunea. În 1921 comuniștii au părăsit CGT și au constituit Confederația Generală a Muncii Unite-CGTU. CGT s-a întărit prin adeziunea sindicatelor funcționarilor dezvoltând o strategie ce îmbină lupta sindicală cu negocierile și rămânând cea mai mare putere centrală sindicală franceză. Pe plan ideologic SFIO a adoptat o poziție moderată, recrutând nu doar muncitori, ci și mici burghezi și funcționari, centrul electoral fiind în nordul industrializat. Partidul Socialist își propunea să devină marxist, menținând politică reformistă, dezbaterea și diversitatea de idei, în timp ce SFIC afirmă opoziția față de capitalism și socialismul tradițional, urmând directivele sovietice, adoptând politică clasa contra clasa, interzicând orice apropiere de mișcările de stânga ce competitau pe același electorat. 
A înregistrat succese electorale în 1924 și 1928 datorită discursurilor radicale, însă au pierdut numeroși aderenți , menținându-și fiefurile electorale din suburbiile pariziene și departamentele rurale la vest de Masivul central. 
S-a dezvoltat Radicalismul, un curent tradițional francez radical ce se definea prin atașamentul față de Republica, laicitatea statului și prin încrederea în Societatea Națiunilor și propunea justiția socială, însă refuzând nivelarea și egalitatea șanselor de instruire. Electoratul radicalilor era compus din burghezimea mică și mijlocie și în mică parte, din țărănime. Funcționarii s-au îndreptat spre socialiști după 1920, în timp ce radicalii au alunecat spre dreapta, însă menținând unele elemente de stânga. S-au manifestat două tendințe opuse, cea moderată a lui Eduard Herriot și cea agresivă, a lui Eduard Daladier, iar pentru a rezolva conflictul, J Zay, P. Coty sau P. Mendes-France au renovat doctrina radială propunând un rol crescut al statului intervenționist în viață economică. 

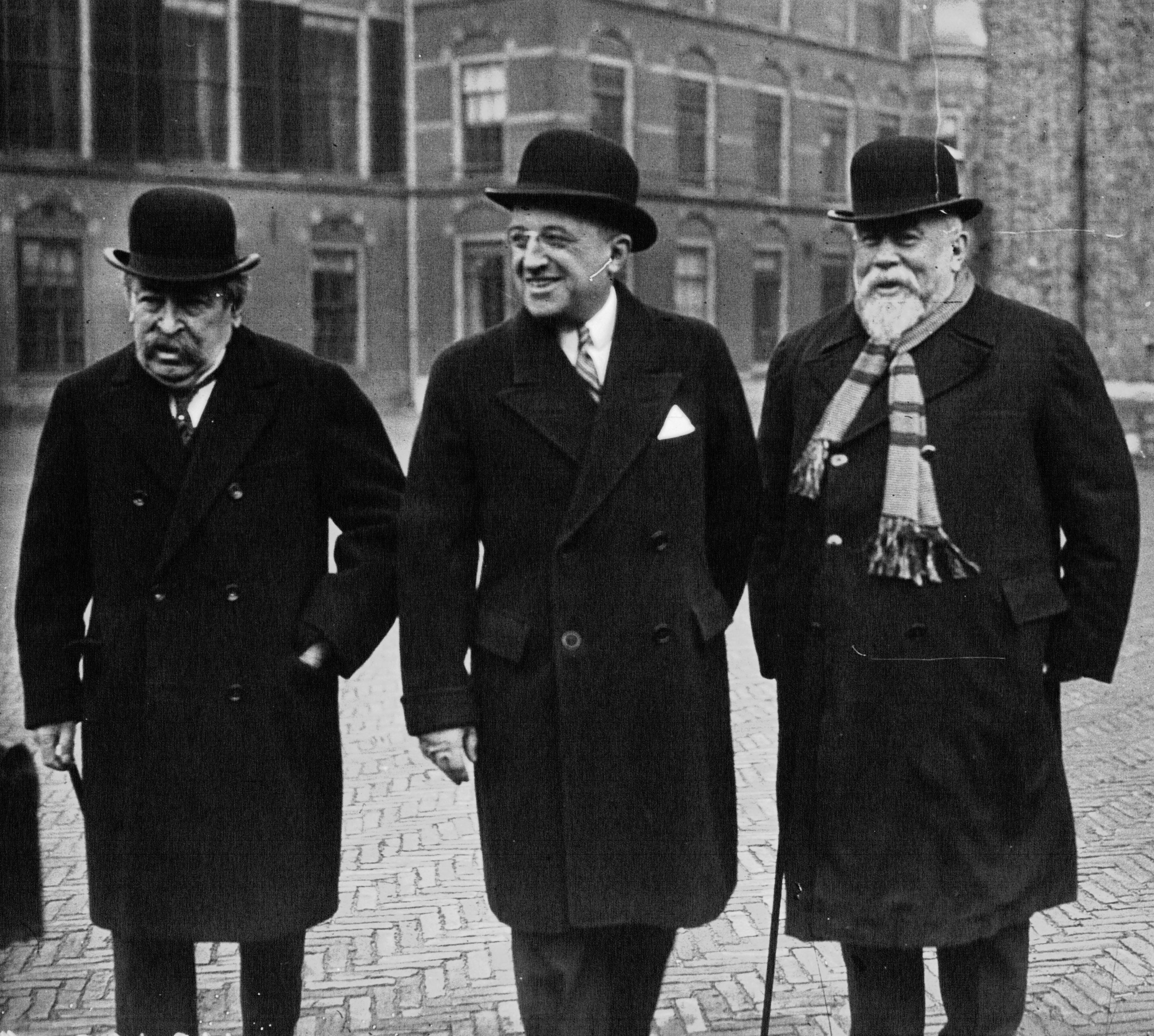
Briand, Tardieu, Chéron

Dreapta parlamentară era conservatoare, având atașament față de ordinea socială, liberalism economic și era împotriva statului intervenționist. Curentul politic de "dreapta' nu se organiza în partide, ci în grupuri parlamentare denumite independenții sau alianța democraților, ce aveau personalități că Poincare, Laval, Briand sau Tardieu. 
Extremă dreapta era antirepublicană și monarhistă și se exprimă prin formațiunea Acțiunea Franceză reprezentată de Charles Maurras și Leon Daudet ce obținuse un număr redus de locuri în Adunarea Națională. Era condamnată pontifical pentru discursul extrme de agresiv împotriva Republicii, evreilor și străinilor, având sprijinul cotidianului Echo de Paris și dispunând de gruparea paramilitară les camelots du roi. 
Opoziția de dreapta s-a exprimat prin mișcări activiste, ligi , organizații ierarhizate, disciplinate, ce se declarau franceze, patriotice, apolitice, antimarxiste, antiparlamentare și autoritare, că Crucea de Fox, Jeunesses Patriotes, Solidarite Francaise, fiind finanțate de mari industriași că Renault, Michelin și Mercier. 
Fascismul nu a pătruns decât în cercuri restrânse că mișcarea condusă de Georges Valois, în revistele politice și literare că cele ale lui Robert Brasillach și Driere LaRochelle, iar Marcel Deat va desprinde din SFIO un grup neosocialist ce dorea să mențină proletariatul și clasele mijlocii sub sloganul "Ordine,Autoritate și Națiune", iar Marcel Bucard, finanțat de Mussolini, a propus francismul, un curent fascist, iar în 1936, un ex-comunist,Georges Doriot, va înființa Partidul Popular Francez, care era național-socialist. 

În noiembrie 1929, în urmă alegerilor parlamentare este compusă o Adunare Națională conservatoare și naționalistă ce cuprindea veterani. 433 de mandate din 613 sunt câștigate de centru-dreapta datorită temerilor față de amenințarea bolșevică. În ianuarie 1920, în ciuda prestigiului, Clemenceau este înfrânt de Deschanel, datoreita nemulțumirilor față de atitudinea să la Conferință de Pace. Deschanel este succedat în același an de Al. Millerand. 
Se formează asociații ale foștilor combatanți, victoriile obținute erau celebrate, se desfășurau ceremonii fastuoase în Alsacia și Lorena. Ioana d'Arc este canonizata prin bunăvoința Papei, iar Artistide Briand a refăcut legăturile cu papalitatea, anticlericalismul fiind depășit. 
Situația economică era însă dificilă, șomajul și falimentul erau în creștere, iar mișcările muncitorești și grevele se multiplică și se radicalizează, guvernul reacționând abuziv prin folosirea interventei militare. În 1920 este organizată greva feroviarilor, organizată de CGT, dar eșuează. Criză monetară se acutiza, valoarea francului scăzând. Prețurile creșteau, puterea de cumpărare scădea, iar neajunsurile financiare erau complicate de un buget îngreunat de plata pensiilor de război și de costurile reconstrucției. Băncile reîncepeau specularea monedei. Impunerea plății despăgubirilor Germaniei era dificilă de aplicat, iar ocupația Ruhrului în 1923 avea să aducă un deficit bugetar și mai mare. Raymond Poincare, președintele Consiliului de Miniștri, a propus oprirea inflației prin asanare bugetară, creșterea impozitelor și împrumuturilor externe, însă neavând succes, a demisionat.
În 1924, alegerile sunt câștigate de coaliția de radicali și socialiști, iar Millerand, nemulțumit, a demisionat și el, fiind succedat de republicanul moderat Doumergue. 

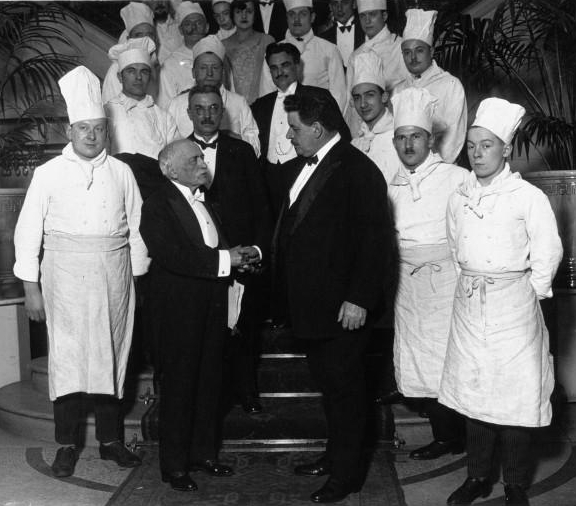
Édouard Herriot, 1928

Liderul Partidului Radical, Eduard Herriot, a devenit premier, conducând un guvern radical omogen, susținut de socialiști care nu puteau să fie la guvernare pentru a nu înstrăina mediile de afaceri franceze. Se urmarea recunoașterea drepturilor sindicale pentru funcționari, eșuând să impună un program de învățământ laic. Situația financiară era tot mai dificilă, Trezoreria întâmpinase dificultăți, iar datorită opiniei publice alarmate și nemaiavând sprijinul socialiștilor, guvernul a demisionat în aprilie 1925, iar francul a scăzut cu 50%. 
În iulie 1926 s-a format un guvern de uniune națională de dreapta și radicali, condus de Poincare. Se dorea refacerea trezoreriei, amortizarea datoriei publice și redresarea francului și obținerea mediilor de afaceri și repatrierea capitalurilor și atragerea investițiilor străine. Deși Uniunea Națională câștigă alegerile din 1928, radicalii s-au divizat, iar Poincare se retrage bolnav, fiind urmat de politicieni de centru: Laval și apoi de Tardieu ce era de stânga ce a impus gratuitatea învățământului secundar și planul de asigurări sociale. 
Climatul politic și financiar francez se degrada însă, iar scandalurile politice, corupția, compromisurile între oameni de afaceri și politicieni se intensificau, iar atitudinea difuza antiparlamentară creștea. 
În 1930 prețurile agricole se diminuează, amplificate de recoltele bune din anii precedenți. Francul creștea în mod artificial în timp ce lira sterlină și alte monede se devalorizau. 
Scăderea puterii de cumpărare a agricultorilor și micșorarea exporturilor a dus la contractarea producției și șomaj, fiind 300 000 de șomeri francezi. S-au lansat programe de muncă publică destinate atragerii forței de muncă aflată în șomaj precum canalul alsacian sau fortificațiile Maginot. Datorită prăbușirii veniturilor agricultorilor, în 1932, alegerile vor fi câștigate de socialiști și radicali care promit protecție socială, dar neavând un plan clar, nu-și dovedesc eficientă. 
S-a apelat la protecționism, la subvenționarea întreprinderilor, încurajarea reducerii producției agricole printr-un sistem de prime. Activitatea economică nu a fost redresată și echilibrul bugetar a fost compromis, astfel, firme că Bugatti sau Citroen au falimentat, iar rezervele de aur și devizele Băncii Franței s-au redus. 
Izbucnește criza politică, iar guvernul se înfruntă cu o opoziție ce milita pentru creșterea impozitelor și comprimarea cheltuielilor bugetare. Stânga se opunea impozitelor directe, dreapta se opunea impozitelor directe, iar executivul era paralizat, urmând o instabilitate politică, numai în 1933 fiind patru guverne succesive pe fondul scandalurilor politice (că Afacerea Stavinsky din decembrie 1934 ce presupunea frauda cu bilete de banca, iar Stavinsky, care le-a descoperit, a murit în mod suspect) , acutizării crizei și valului antiparlamentar în rândul claselor mijlocii și al țărănimii, urmate de amplificarea extremei drepte ce se manifestă în presă împotriva evreilor și străinilor. 
În februarie 1934, Daladier, noul președinte al Consiliului de Miniștri, s-a prezentat în față Camerelor, în timp ce mii de manifestanți ce erau și veterani s-au îndreptat spre Palais Bourbon sub pretextul revocării prefectului poliției. Forțele de ordine au intervenit și s-au ajuns la confruntări violente și multe victime. Daladier s-a retras, iar manifestațiile de dreapta au continuat, izbucnind adunări populare și greve sindicale organizate de partidele de stânga. 
Se formează un guvern de concentrare națională condus de Doumergue, Tardieu, Herriot, Laval, Barthou și Petain, având orientări spre dreapta. În 1936, după ce Pierre Laval s-a apropiat de Mussolini, radicalii au intrat în opoziție provocând demisia cabinetului. Guvernul a putut reduce cu 10% cheltuielile publice, scăzând salariile și prețurile chiriilor și concediind 500 000 de muncitori. 
În iulie 1934, PCF și SFIO au încheiat un prim pact de unitate de acțiune, prin care liderul comunist Thorez milita pentru un front popular al muncii, libertății și a păcii. În iulie 1935 au loc manifestații comune ale comuniștilor, socialiștilor și radicalilor. 
În ianuarie 1936 CGTU s-a unificat cu CGT în ciuda diferențelor pentru a înlătura guvernul de dreapta. 
În aprilie-mai 1936, socialiștii, radicalii și comuniștii au participat la un program comun și fundamental pentru apărarea libertăților republicane și progresului social, Frontul Popular câștigând majoritatea în Camera Deputaților, iar noul guvern era condus de socialistul Leon Blum, având doar miniștri socialiști și radicali, susținut de PCF. 

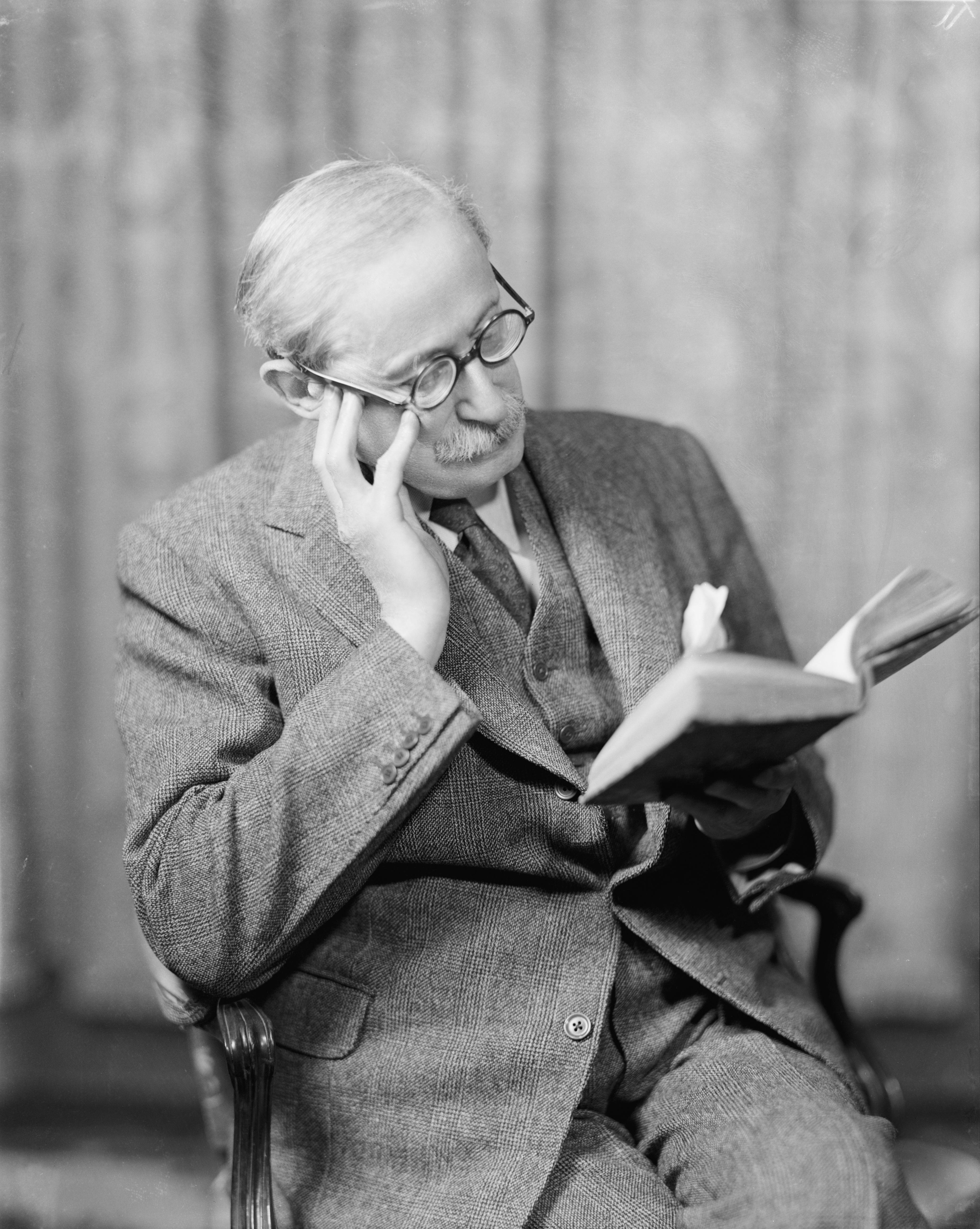
Léon Blum

În mai 1936, în urmă succesului Frontului Popular, au loc mișcări de greve de proporții organizate de 2,5 milioane de muncitori ce părăsesc uzinele auto din Paris. Greva se extinde în toate sectoarele economice, amenințând paralizia totală a Franței. La 7 iunie 1936 au fost încheiate acordurile de la Mantignon între CGPF și CGT sub arbitrajul guvernului, prevăzând încheierea contractelor colective de muncă, libertatea sindicală, revalorizarea salariilor cu 7-15%, reglementare timpului de lucru săptămânal la 40 de ore, concediul anual plătit de 15 zile. 

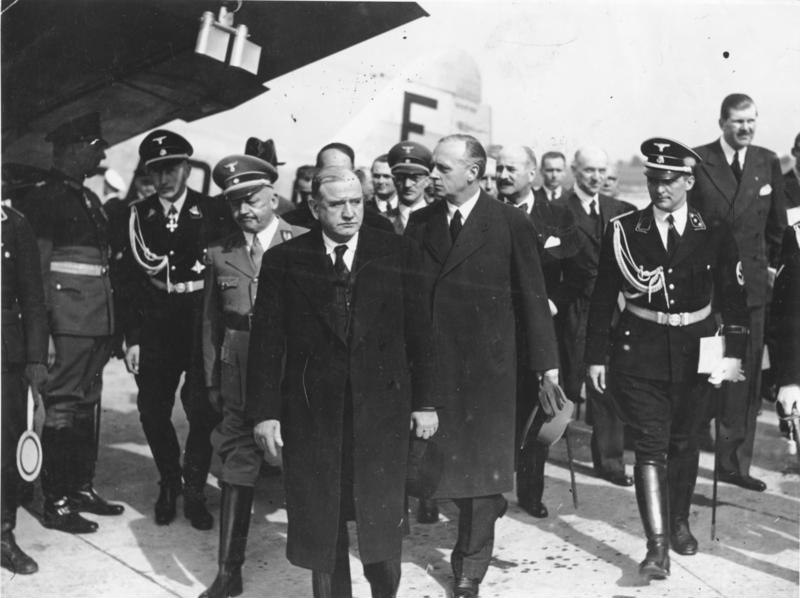
Daladier la München

Însă Guvernul Blum a întâmpinat opoziția multiplă. Crucile de Foc au devenit Partidul Social Francez cu 600 000 de membri. Au apărut Comitete Secrete ale Acțiunii revoluționare care îl acuză pe evreul Blum, antisemitismul și antiparlamentarismul amplificandu-se. Blum nu și-a putut respectă angajamentele, reușind doar să mărească controlul statului asupra Băncii Franței și naționalizând uzineel de armament și căile ferate franceze. Patronatul nemulțumit de intervenția guvernului, capitalul iese din țară, se produce astfel o nouă criză și o nouă devalorizare a monedei în 1936, șomajul crescând în 1937, iar avantajele salariale fiind reduse de creșterea prețurilor. 
În iunie 1937, Leon Blum s-a prezentat în față Senatului solicitând depline puteri financiare, dar Camera Superioară refuză să i le acorde, nefiind suficient controlată de Frontul Popular. Blum va reveni în martie 1938, dar eșuând din nou, se retrage. Guvernarea Frontului Popular se încheiase. 
În aprilie 1938 se instalează guvernul lui Daladier, format din radicali, centru și moderați, obținând mandat excepțional din partea Senatului, decretând legi în domeniul economic privind economiile bugetare. Apar noi impozite și dispar reglementările asupra muncii. Grevele organizate de CGT sunt reprimate. Deși măsurile au fost nepopulare, au fost eficiente în oprirea crizei economice. Efortul de înarmare a fost amplificat, Franța fiind pregătită pentru un nou război. 

#### Marea Britanie

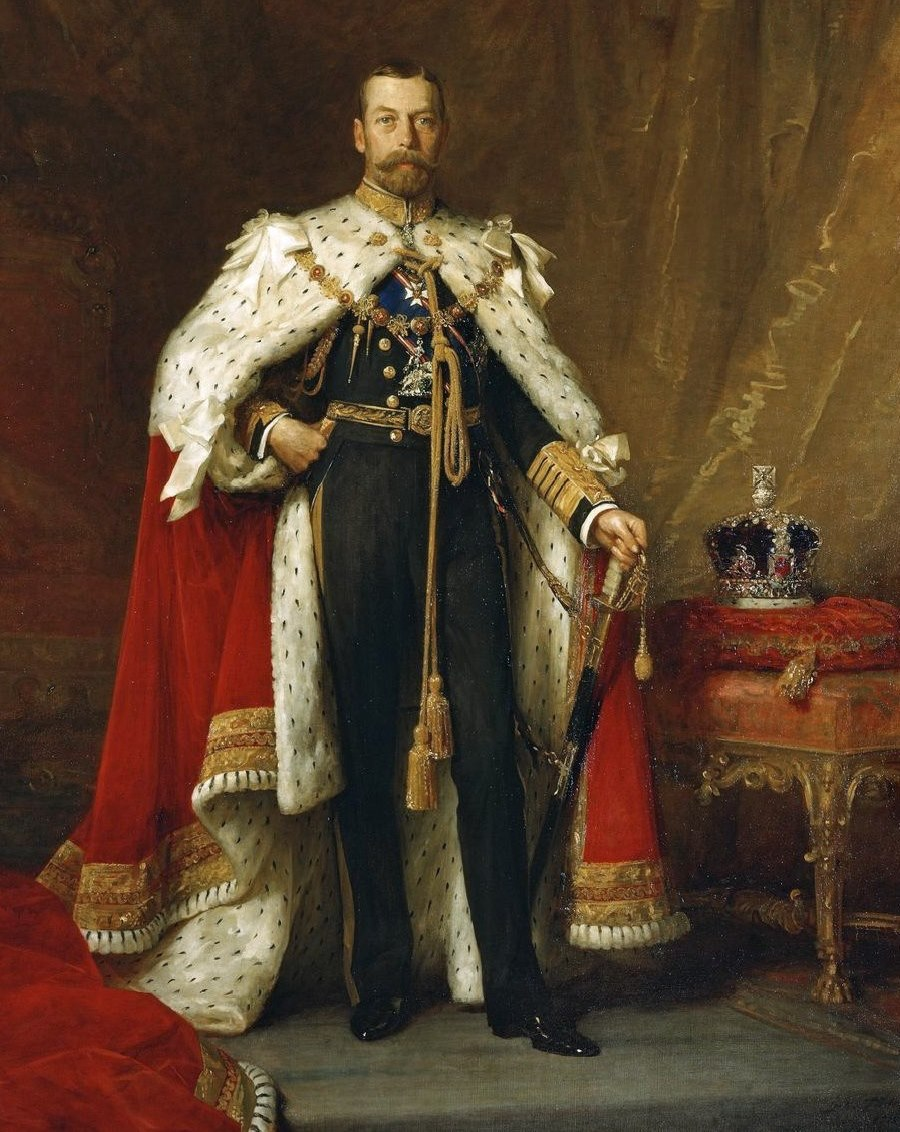
George V

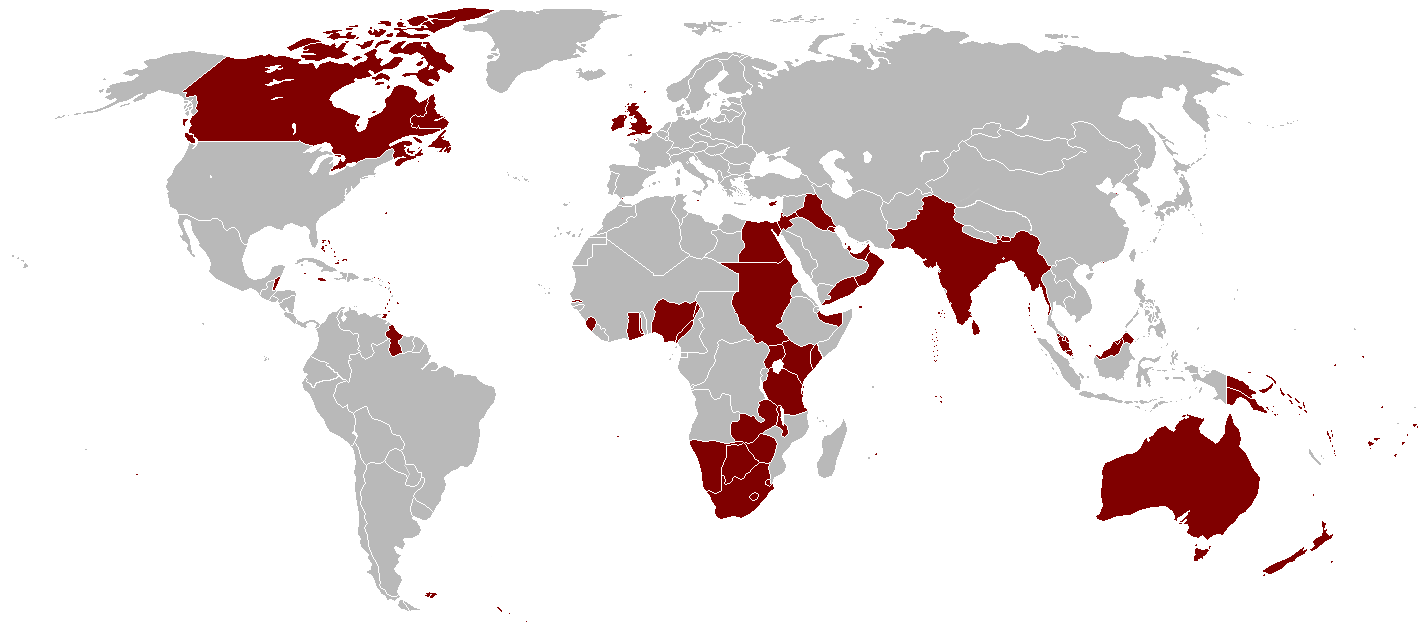
In 1922, Imperiul Britanic a devenit cel mai mare imperiu existent din istoria umanitatii, avand o dimensiune de 33.7 milioane km2

Marea Britanie a pierdut monopolul huilei datorită concurenței americane și germane și apariției altor surse de energie ca petrolul. Utilajele britanice erau depășite tehnologic. Doar un sfert din cărbune era extras mecanic, în raport cu Franța și Germania ce extrăgeau mecanic 89% din cărbunele extras. 
Deși deținea echipamente durabile și functionabile pe termen lung, Marea Britanie a pierdut competiția în industria textilă și metalurgică, pierzându-și locul dominant ca model economic și industrial de succes pe care îl deținuse în secolul XIX. 
În 1914 Imperiul Britanic a pierdut primatul economic în urmă Germaniei și SUA. După război, vechii clienți ai Marii Britanii, Rusia și China, se aflau în dificultate sau falimentau, că Germania și Europa centrală. Exporturile au scăzut cu 15% în 1929 față de 1913. 
Industriașii englezi erau atașați produselor tradiționale și s-au adaptat târziu la fenomenul de transformare a cererii, concentrându-se pe bunuri de consum ca frigidere, gramofoane și aparate radio. Individualitatea patronatului britanic îi lipsea dinamismul economic. Costurile salariale erau rigide, depășindu-le pe cele germane cu 30%, pe cele franceze cu 40% și pe cele italiene cu 50%. Fiscalitatea împovărătoare descuraja investitorii. Nord-estul, Scoția, Lancashire și sudul Țării Galilor erau afectate de șomaj. În schimb, Midlands și Londra beneficiau de implantări industriale masive și de creșterea ofertei de locuri de muncă. 
Partidul Conservator britanic domina clasa politică, având scor electoral de 38-55% în plină criză economică, având personalități ca Bonar Law, Stanley Baldwin, Austin Chamberlain, Samuel Hoare și fostul liberal Winston Churchill. 

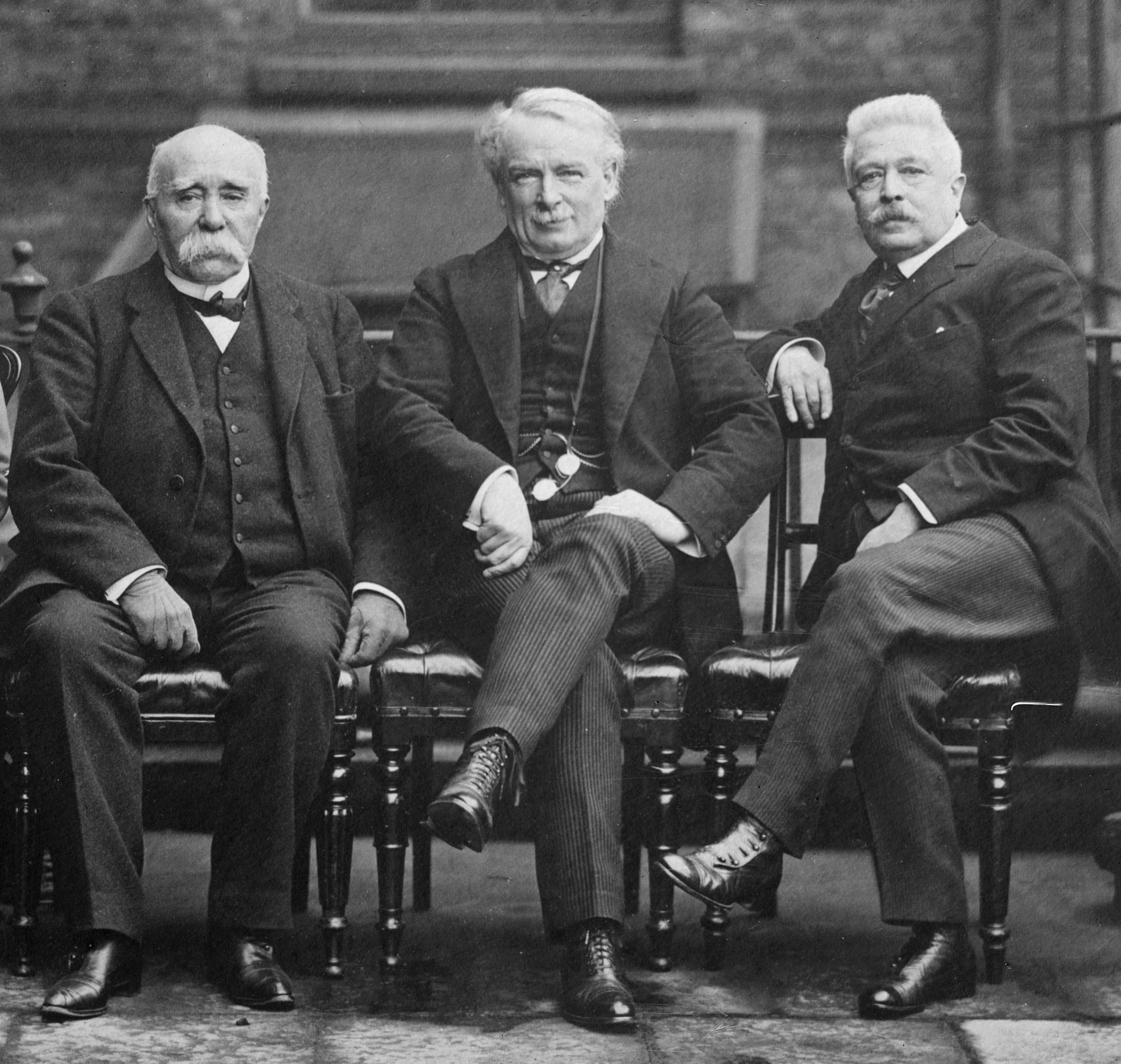
Clemenceau, Lloyd George, Orlando

Principiile partidului erau axate pe apărarea tradiției, liberă întreprindere, rigoarea financiară și pe ordinea socială. Partidul se dorea a fi reformist și era susținut electoral de înalta aristocrație și burghezie, precum și de clasa mijlocie cu nivel înalt de educație și de puțini muncitori, bucurându-se și de sprijinul prestigios al publicațiilor Times, Daily Express, Daily Telegraph și Daily Mail. 
Partidul Laburist intră și el în forță în clasa politică, obținând 30% din sufragii, devenind în 1926 partidul cu cel mai mare număr de aderenți,având personalități politice că Ramsay MacDonald, Sydney Webb, Phillip Snowden și Clement Attlee. Deși era fidel Internaționalei Socialiste, a refuzat primirea Partidului Comunist Britanic, având un program radical, colectivist, egalitar, devenind treptat tot mai liberal și prudent, fiind un partid al justiției sociale, progresist, pacifist și antifascist. Susținători din rândurile muncitorilor calificați și intelectuali erau recrutați din Yorkshire, districtele miniere din Țară Galilor și Londra, având ca publicație Daily Herald. 
În timp ce cele două partide se aflau în plină ascensiune, Partidul Liberal se află într-un lung declin datorită conflictelor dintre liderii Lloyd George și Asquith, în ciuda succeselor din trecut că progresele sociale, autonomia Irlandei și obținerea victoriei în primul război mondial. 
Era permanent pe locul 3, iar din 1928 avea un program mai radical gravat după concepțiile lui Keynes. Avea că principale personalități pe Șir John Simon și Walter Runciman, având ca publicație liberală Manchester Guardian. 

Partidul Comunist Britanic a fost creat în 1920, având 10 000 de aderenți și chiar a trimis doi deputați în Parlamentul Britanic. Deși a profitat de pe urmă tensiunilor sociale, nu a putut să mobilizeze un număr suficient de nemulțumiți în "marșul foamei" din 1932, chiar dacă beneficiau de publicații muncitorești ca Daily Worker. 
Uniunea Britanică a Fasciștilor a luat naștere în 1931, creată de fostul ministru laburist, Oswald Mosley, având 20 000 de susținători proveniți din clasele mijlocii, mai ales din Londra. În 1936 a fost votată Legea Ordinii Publice ce interzicea portul uniformelor. În iulie 1940, Uniunea a fost dizolvată. 

Cabinetul britanic era întărit după război, iar echilibrul instituțional și controlul parlamentului asupra executivului erau intacte. Partidul majoritar guverna sub controlul opoziției și sub arbitrajul națiunii. Au fost 8 guverne și 5 premieri în perioada interbelică,electorii fiind chemați să tranșeze dezbaterile parlamentare care provocau agitații. 
Parlamentul britanci era singurul depozitar al suveranității naționale. Camera Comunelor își vedea legitimitatea crescând cu introducerea votului universal pentru persoanele de 21 de ani. Salariul unui parlamentar era de trei ori salariului mediu al unui muncitor. Rolul legislativ al Parlamentului se diminua datorită proiectelor intense propuse de executiv, însă guvernele tot rămâneau dependențe de suporterii din parlament. Din 1923, MacDonald a fost numit premier, iar apartenența premierului la Camera Comunelor a devenit o tradiție obligatorie. În 1937 este recunoscut titlul de prim-ministrul și existența Cabinetului prin Legea Coroanei. Monarhia își conservă prestigiul, iar în 1936, criză dinastică este depășită. Instituția monarhică nu era pasivă față de mutațiile din societatea britanică și contribuia direct la evoluția vieții politice prin numirea unor premieri laburiști. 
Din 1916, liberalul David Lloyd George a condus un guvern de uniune națională alături de conservatori și laburiști, însă fără a consulta Camerele prin intermediul unui cabinet de război format din cinci membri pe durata războiului. 
În decembrie 1918 , conservatorii au obținut 48% din sufragii, liberalii 14%, laburiștii 22%, formându-se un cabinet de coaliție conservator și liberal. Guvernul s-a preocupat de reluarea consumului și a investițiilor, provocând o supraîncălzire a economiei, ajungându-se la creșterea prețurilor. S-au emis bilete de banca în număr masiv pe durata războiului, lira sterlină fiind depreciată cu alte monede, datoria externă agravându-se. 
Executivul a apelat la măsuri deflationiste, reducând cheltuielile statului în apărare, sănătate și educație, prețurile astfel s-au stabilizat, valoarea lirei a crescut, însă exporturile au scăzut, producția a scăzut, iar șomajul a crescut. 
Guvernul a introdus un program de reforme-210 000 de locuințe sociale, a îmbunătățit statutul femeii, în timp ce sindicatele erau mult mai combative, solicitând creșteri salariale, reducerea duratei de muncă și naționalizarea sectoarelor de producție, manifestându-și cererile prin numeroase greve. Guvernul a acordat concesii, durata zilnică a muncii fiind de 8 ore. 
În 1920 este emisă Emergency Power Act, conferind executivului puteri excepționale. În aprilie 1921 are loc un protest masiv după ce executivul a încercat să raționalizeze industria minieră și să reformeze sistemul cailor ferate. Minerii și muncitorii au intrat în greva generală, dar greva a eșuat datorită retragerii feroviarilor și lucrătorilor din transporturi. 
Lloyd George s-a înfruntat cu dificultăți externe în Irlanda, India și Orientul Mijlociu, iar conservatorii și-au retras sprijinul. Lloyd-George a demisionat în octombrie 1922. 
În alegerile din noiembrie 1922 câștigă partidul conservator cu 38% din voturi, liberalii-29% și laburiștii-30%. 

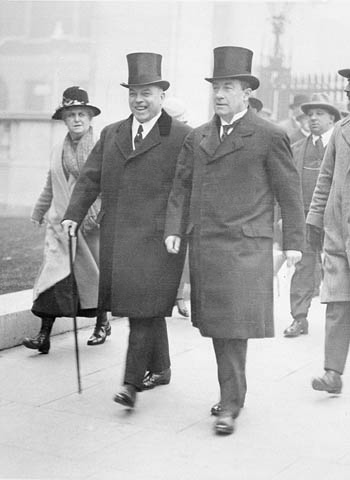
W.L. Mackenzie King si Stanley Baldwin

Este numit prim-ministru Bonar Law, însă acesta se va retrage bolnav și va ceda mandatul lui Stanley Baldwin, care era susținut de marile bănci și patronate. Și-a propus o politică favorabilă înaltei societăți, dar pentru a opri șomajul prin încurajarea producției interne a inițiat măsuri protecționiste. Și în decembrie 1923 au loc alte alegeri generale, în care conservatorii obțin 38%, laburiștii-31% și liberalii-30%, niciun partid neobtinand o majoritate. Laburiștii ajung la guvernare cu sprijinul liberalilor, fiind format un guvern condus de moderatul Ramsay MacDonald care a propus un program socialist mai moale-a redus impozitele indirecte, a dezvoltat rețeaua căminelor sociale, a democratizat învățământul secundar, a crescut ajutoarele pentru șomeri și bătrâni, iar în politică externă a menținut relații de deschidere cu URSS, pierzând astfel sprijinul liberal și fiind atacat de conservatori. 
Sunt inițiate alte alegeri în octombrie 1924 la care conservatorii câștigă 47% din voturi, laburiștii-33% și liberalii-18 %. 
Se formează un guvern conservator condus de Stanley Baldwin, cu Churchill la finanțe. A propus readucerea valorii lirei sterline și în 1925, prin legea Standardului de Aur, prin convrrtirea în aur, lira revine la valoarea antebelică. Dar problemele economice se agravează, exporturile britanice scăzând, prețurile și costurile de producție fiind reduse, iar în lipsa retehnologizării eficiente, salariile sunt reduse. 
În 1926 sunt scăzute salariile minerilor și izbucnește greva generală, timp de 8 zile pe 4-12 mai. Guvernul a obținut puteri depline și a presat sindicatele să reia lucrul, dar minerii au rezistat 8 luni până când au acceptat reducerile salariale. 
Cabinetul Baldwin a obținut în 1927 votarea legii Conflictelor de Muncă interzicând grevele, privându-i pe funcționari de drepturi sindicale și suprimând cotizația obligatorie a membrilor de sindicat către partidul laburist. Sindicatele au slăbit, dar tensiunile sociale au continuat. 

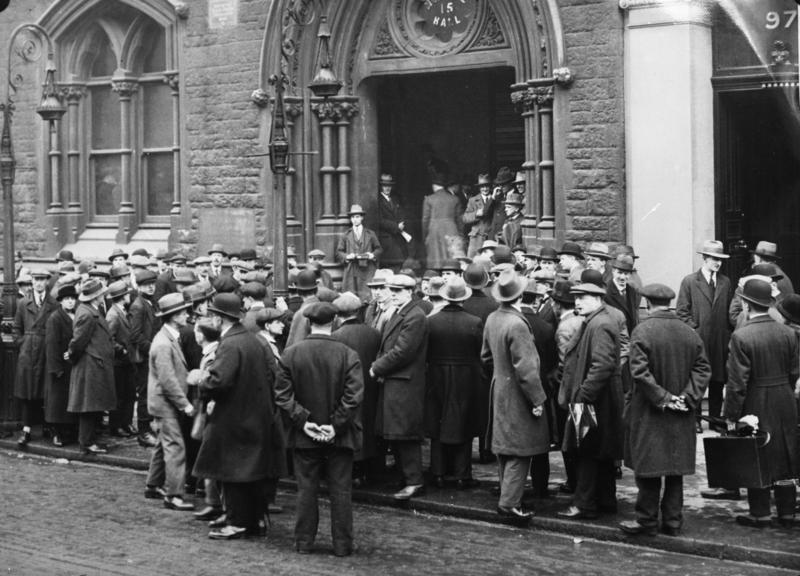

Criza a avut efecte economice că contracția schimburilor, scăderea exporturilor și veniturilor din construcții navale, șomaj în domenii industriale. Laburiștii vin la putere în 1929, dar au agitat mediile de afaceri ce au vândut lire sterline pentru franci, amplificând și retragerea fondurilor americane, urmând apoi că criză să se amplifice datorită falimentului bancar al Europei centrale din 1931. 

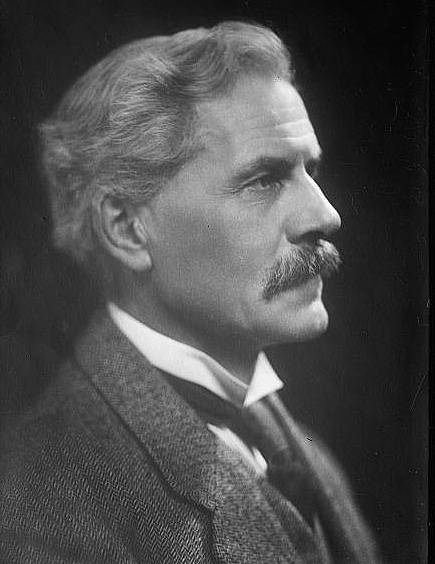
Ramsay MacDonald

În mai 1929 au loc noi alegeri: conservatorii-38%, liberalii-23% și laburiștii cu 37%, formându-se un guvern condus de laburistul MacDonald, în timp ce conservatorii vor fi solidari în opoziție, având că opțiuni creșterea impozitelor și reducerea cheltuielilor bugetare pentru ieșirea din criză. Liberalii erau divizați între aripa dreapta condusă de Sir John Simon ce susținea deflationismul și aripa stânga condusă de Lloyd-George ce propunea sporirea consumului prin ieftinirea creditelor și mărirea deficitului bugetar. Laburiștii aflați la guvernare au suferit de pe urmă diviziunilor interne, fiind de acord cu impozitarea marilor averi, dar oscilând între măsuri deflationiste și metode dirijiste. În august 1931, guvernul MacDonald a demisionat. 

Regele George V a invitat forțele politice pentru formarea unui guvern de uniune națională, fiind formate guverne succesive conduse de MacDonald, Baldwin, Chamberlain, dominate de conservatori ce dețineau 473 de mandate în 1931, 387 în 1935. 
Lira a scăzut cu 30%, dar produsele britanice revin în competiție pe piață internațională, iar exporturile sunt reluate, fiind aduse fonduri bugetului. Dobânda este scăzută de la 6% la 2%, piață internă este protejată de tarife vamale, investițiile fiind relansate. 
În 1931 a fost emis Import Duties Act. În 1932 a fost impus un tarif general pentru protejarea producției și pieței interne. Este declanșată campania "Buy British". În august 1932 se stabilește preferință imperială între țările din Commonwealth și organizarea unei zone sterling pentru protejarea economiei imperiale. 
Prin Coal Mines Act din 1930 se produce concentrarea activității miniere. Apar trusturi siderurgice ca British Iron & Steel, în chimie ca Unilever, în textile-Cotton Industrial Reorganization Act, industria auto-Rootes. Apar industrii noi în electricitate și prelucrarea cauciucului ce sunt creatoare de noi locuri de muncă. Agricultură este reorganizată. Sund acordate subvenții la prețuri garantate că Agricultural Marketing Acts și Wheat Act. 
Șomajul este eliminat treptat. 

În 1929, 4% din britanici își împărțeau 1/3 din venituri, iar 4/5 familii câștigau mai puțin de 4 lire săptămânal. Veniturile din proprietăți au scăzut de la 35% din venitul național la 22%, iar veniturile din muncă au crescut de la 50% la 60%. 
1/3 familii nu dețineau nicio proprietate, în timp ce 1/3 dețineau 4% din bogăția națională și 1/3 dețineau 96% din patrimoniul național. 
Rolul social al burgheziei mijlocii a crescut. În sectorul terțiar al economiei ocupau 50% din forță de muncă, în timp ce sectorul primar ocupă 7,5%, cel secundar-42%. 
Au progresat magazinele cu distribuție de masă gen Woolworth. În 1924, Housing Act a introdus un program de locuințe sociale. Fiecare cămin burghez dispunea de confort casnic, automobil, bunuri ce consum și concediu plătit de o săptămâna. În 1918 s-a aplicat legea Fischer care declara obligatorie școlarizarea până la 14 ani. 
Sărăcia subzistă însă, dar intră în declin treptat datorită reformelor. De pe urmă reformelor economice, alimentația s-a îmbunătățit, locuințele au devenit mai confortabile, accesul la produsele de consum moderne s-a lărgit, că radioul și cinematograful. Locuințele sociale au fost standardizate, fiind dotate cu săli de baie, gaz și electricitate. 

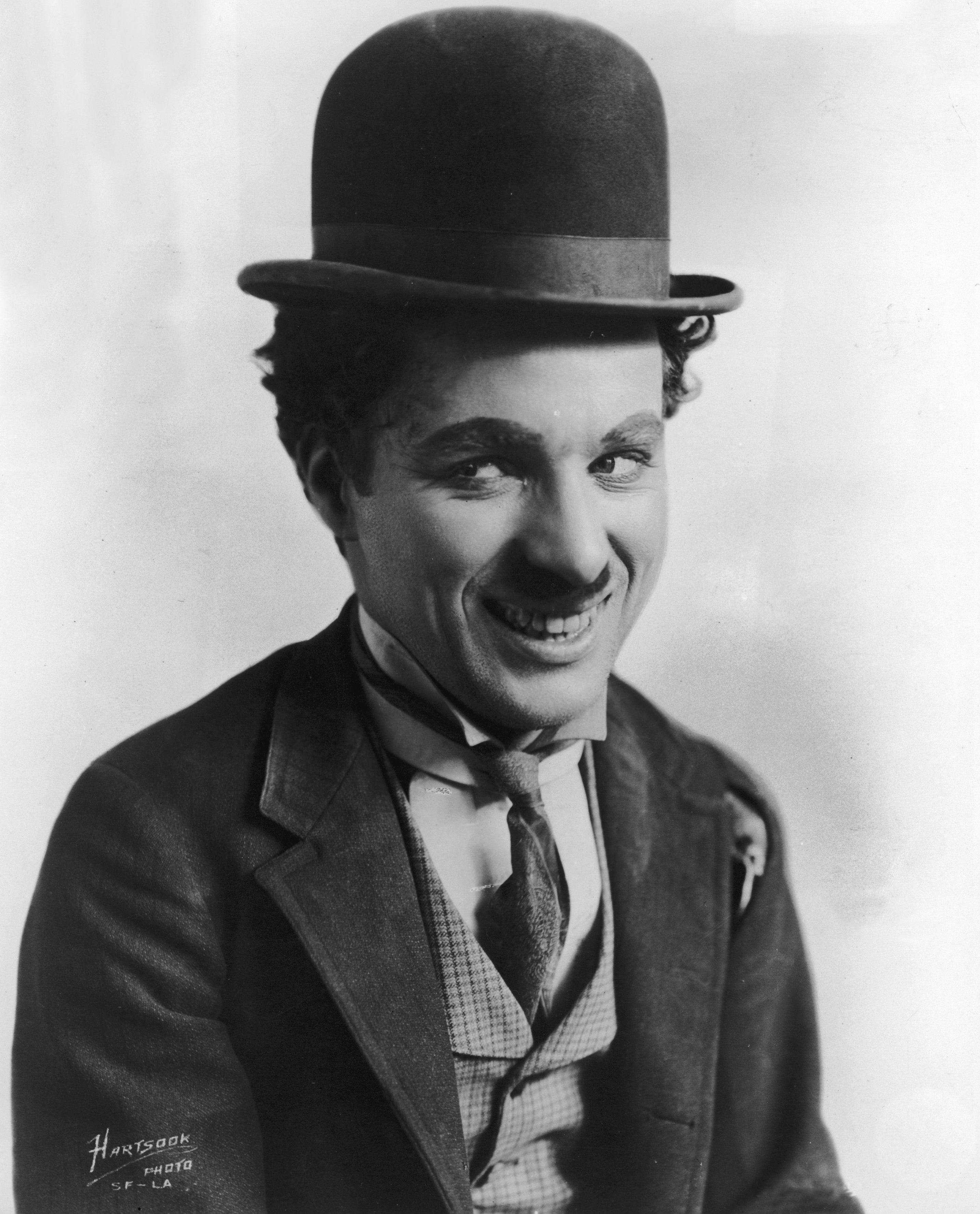
Charlie Chaplin

Furtunoșii anii '20 au avut o viață cotidiană zgomotoasă și furtunoasă, specifică doar mediului urban, fiind concentrată 80% din populație. Petrecerea timpului liber devine esențială, apar stațiuni turistice ca Blackpool, Clacton sau Yarmouth destinate și altor clase decât elitei. Scuterele, automobilele și patinele cu roțile sunt introduse și devin o modă. 

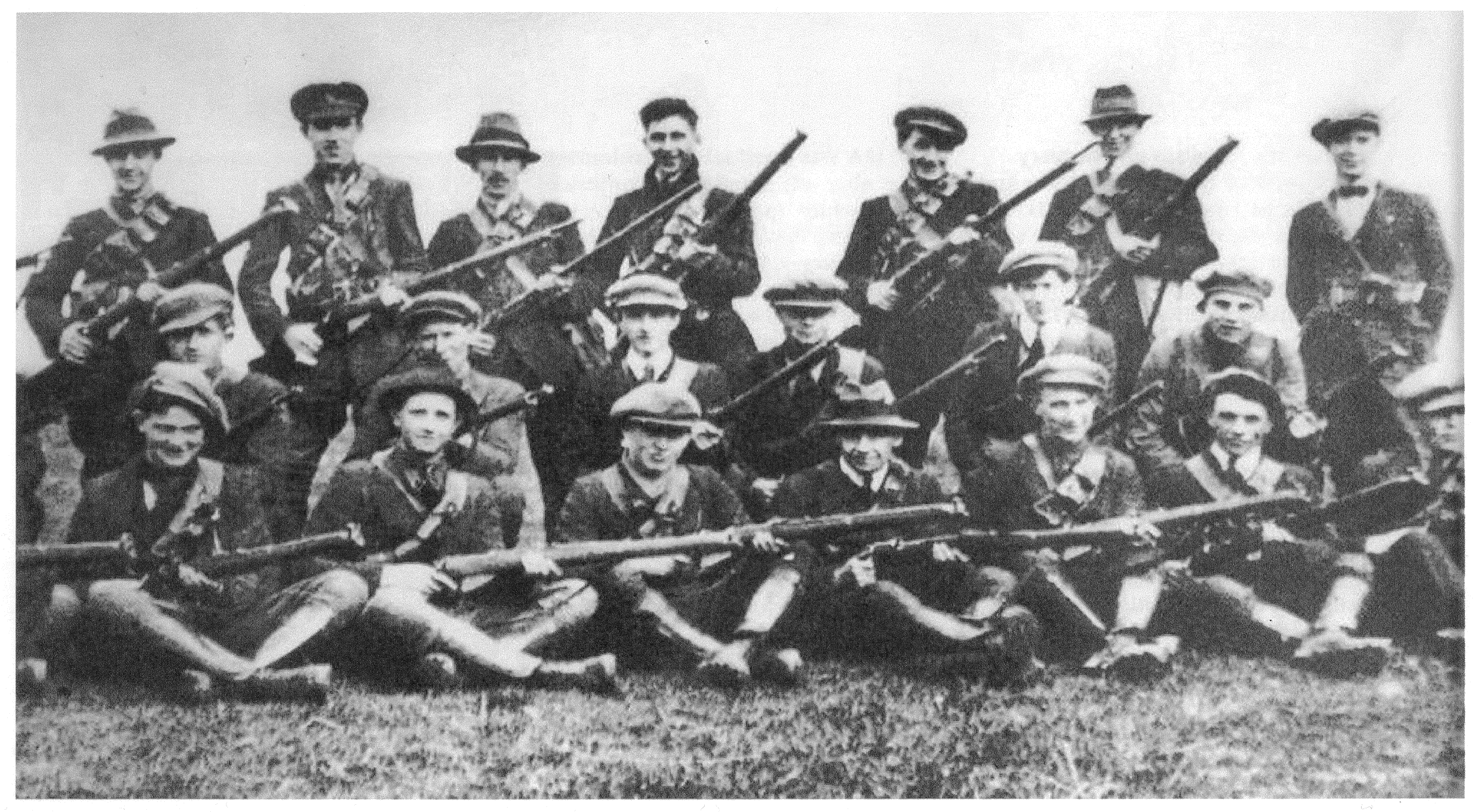

Accesul femeilor către toate domeniile s-a lărgit, devenind mai emancipate juridic și cultural datorită legii din 1919 ce facilita divorțul și accesul în avocatură. În 1920 sunt numite primele diaconese în Biserica Anglicană, iar universitățile Oxford și Cambridge admit studente, iar prima femeie deputat, Lady Astor este primită ceremonios în parlament. Este lansată modă women-flapper, de tip frivolă și non-conformistă ce purta fustă scurtă și tocuri înalte, fiind tunsă scurt, ascultând jazz, postul de BBC, dansând charleston și black bottom, jucând diverse jocuri. 
Ia naștere conceptul de femeia modernă. 
Exoticul vestimentar predomină și chiar un deputat, John Hodge, apare în costum galben, cu șosete de aceeași culoare și pălărie panama. 
Cinematograful este dedicat tuturor categoriilor sociale, fiind mut până în 1927, reflectând necesitatea fanteziei și bucuriei, filmele de comedie cu actori ca Charlie Chaplin ,Harold Lloyd și Buster Keaton, filme de aventuri că Tarzan sau desene animate că Felix the Cat având succes. 

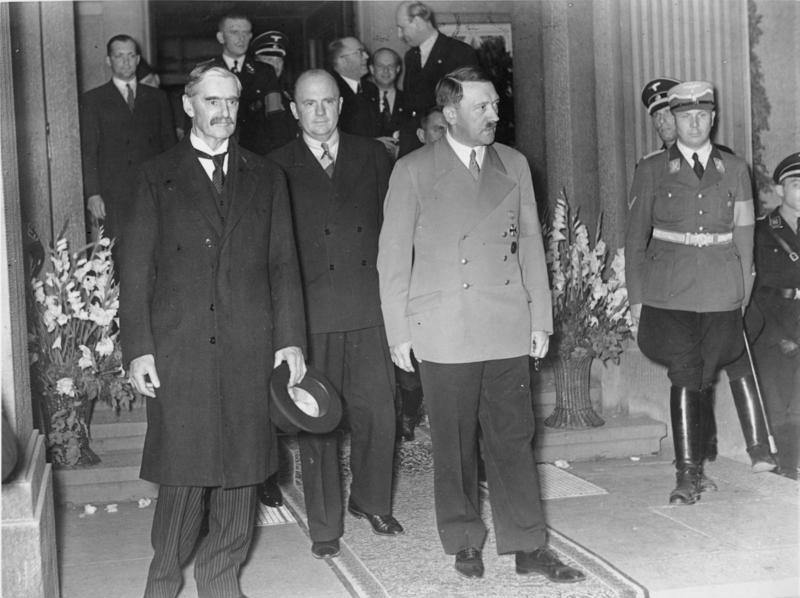
Chamberlain și Hitler la München

Spre deosebire de zgomotoșii ani '20, anii '30 devin nostalgici, triști, dominați de stilul neovictorian, fustele lungi, coafuri ondulate, culorile discrete, maternitatea fiind repuse în drepturi, iar romantismul și umorul victorian erau favorite, baletul recastigandu-și audiență, iar filmele francezului Rene Clair concurând pe ecranele britanice cu comediile fraților Marx, în timp ce interesul pentru natură se dezvoltă, apărând parcuri și organizându-se croaziere în Maroc, Insulele Canare și Scandinavia. 
Burghezia urbană mijlocie era imensă numeric, având un rol economic și politic important, umplând fisura dintre elita aristocratică și clasele inferioare. 
Deși democratică, cosmopolită, dinamică și întreprinzătoare, Marea Britanie era îngrijorată de evoluția relațiilor internaționale, mai ales de ascensiunea nazismului și comunismului în Europa. 
În 1916 irlandezii proclamă independența Irlandei, dar sunt înfrânți de armata engleză. Adunarea Constituantă de la Dublin proclamă în 1914 independența Irlandei. În 1921, printr-un acord anglo-irlandez, Irlanda devine dominion (cu excepția Irlandei de Nord, Ulsterul); crearea statului Irlanda. În 1922 începe un adevărat război civil care opune pe cei care refuză împărțirea insulei celor de la guvernare. În 1937 Irlanda se declara independența și suverană sub numele de Éire. Este adoptată o nouă Constituție 

### Regimurile totalitare

#### Italia

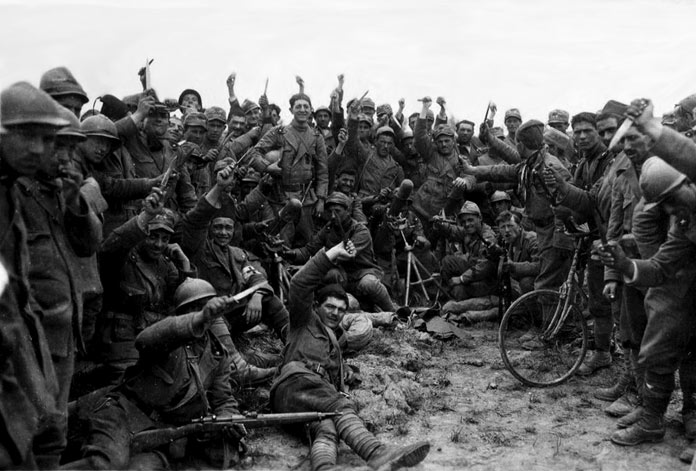
Arditi

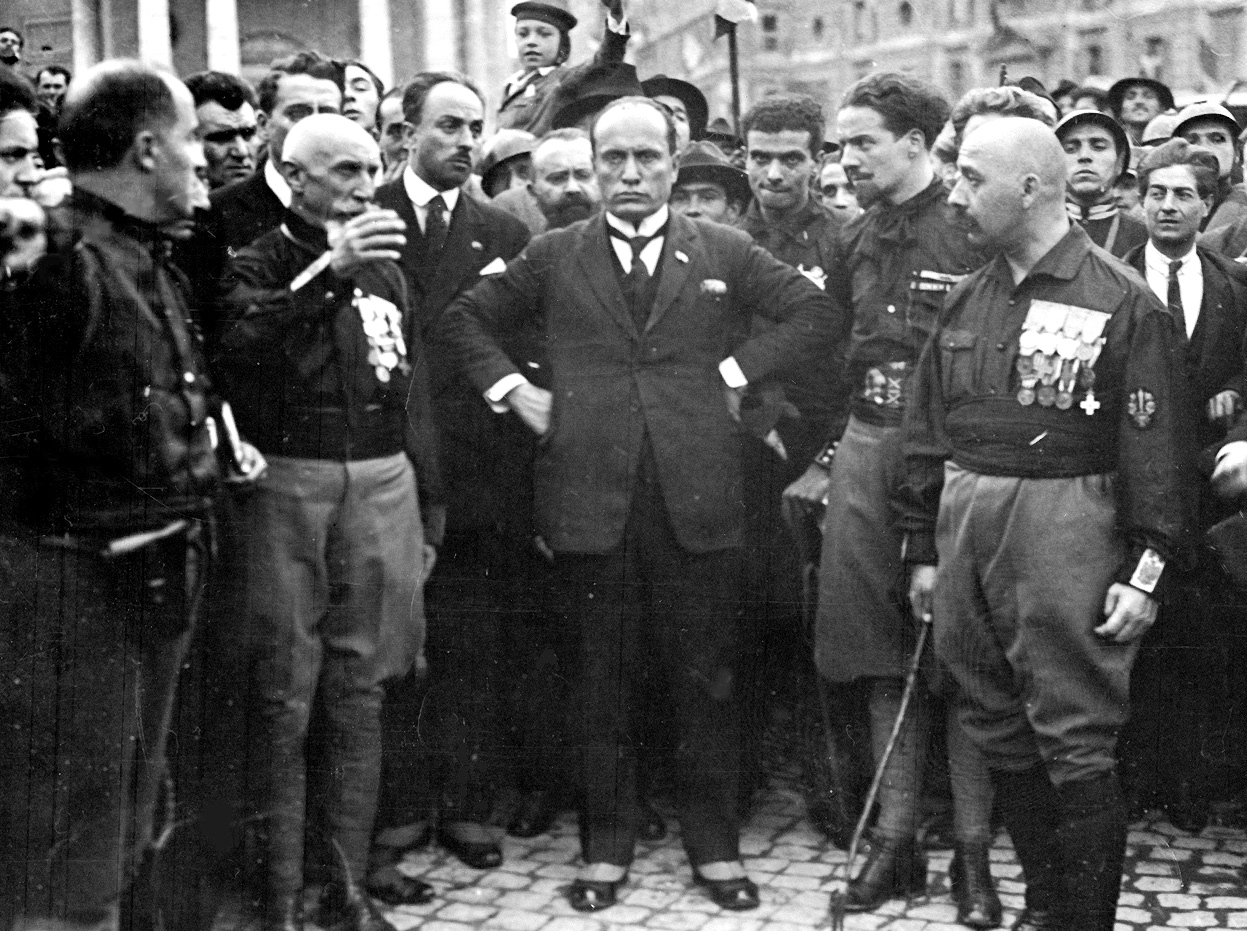
Marsul asupra Romei

În 1915 Marea Britanie, Franța și Rusia au convins Italia ce era neutră să între în Primul Război Mondial. În ciuda unei contribuții militare minime, Italia a fost ofensată de faptul că a fost marginalizată la negocierile de pace. Cu jumătate de milion de morți și în plină criză economică, facțiunile interne au dus Italia la război civil. 

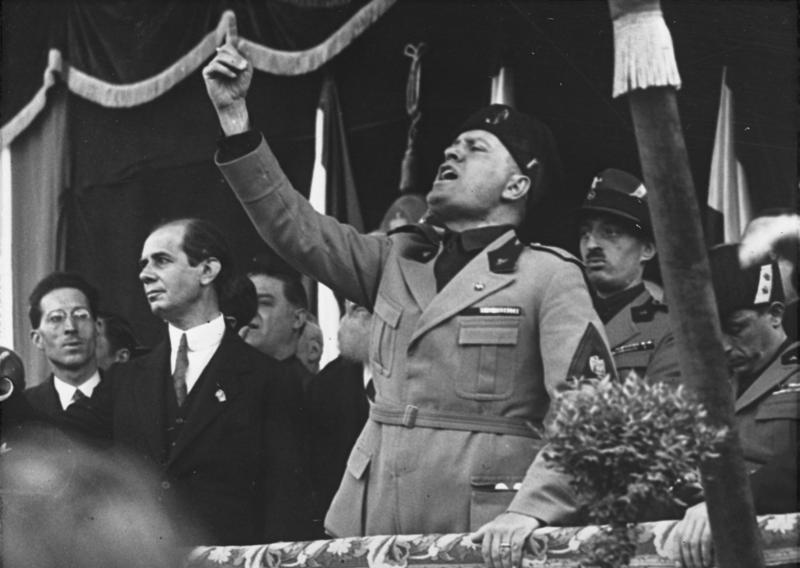
Mussolini in Mailand

Din cele trei curente (naționalism, futurism, sindicalism revoluționar) apar Arditi.	Liderul Arditilor creează o organizație, Arditi Italia și publică un ziar, L’Ardito.	Cu aceste premize, totuși, futurismul nu a avut prea mari succese în primele luni de viață. 
În noiembrie 1919 se desfășoară primele alegeri de după război cu vot universal, Partidul Socialist fiind pe primul loc cu 156 de deputați, Partidul Popular Italian a fost pe locul 2 cu peste 20 % din voturi și 100 de deputați, fasciile de lupta nu au avut niciun deputat.Astfel a început criză și, la a două întrunire națională, 1920, Carli și Marinetti s-au retras din funcții.	Mussolini însuși se gândea să abandoneze mișcarea, însă a venit salvarea într-un mod neașteptat.	
Italia era în criză, stânga era puternică, se creease un partid comunist.Italienii au inventat chiar o nouă formă de grevă, cu ocuparea întreprinderilor.	Având în vedere aceste condiții, statul s-a ferit să intervină, preferând să profite de arditistii care au luptat împotriva greviștilor.Atacau primăriile în care câștigaseră socialiștii, se luptau cu greviștii, foloseau o violență extremă, arma lor era bâta (manganello).Uneori îi prindeau pe adversari, le turnau ulei pe gât ulei de ricin.Într-o țară lipsită de experiență democratică, violență fascistă i-a propulsat pe scenă politică.Numărul fasciilor a crescut spectaculos, în același timp cu popularitatea mișcării. În 1921 fasciștii aveau 250.000 de membri.Au avut succes pentru că au mizat pe întărirea statului. 
Italienii erau lipsiți și simțeau nevoia de un stat puternic, fasciștii promovând statocratia.	Chiar în lupta dintre partid și stat, în Italia a fost favorizat statul.Mussolini spunea în 1919 că fascismul înseamnă că totul este în stat și nimic omenesc nu este în afară statului, din acest punct de vedere fascismul este totalitar. Este esență totalitară a fascismului. 
Diferența față de cealaltă formă a sistemului capitalist, liberalismul (esențială este persoană; statul trebuie să fie un minim de organizare, pentru că este doar un rău necesar care trebuie să asigure siguranță cetățenilor, stabilitatea economică). Totalitarismul însă implică statul în toate activitățile cotidiene, chiar private, ale oamenilor, lucru care există în comunism, fascism, nazism și alte forme.În anul următor, 1922, Mussolini a pretins puterea, mai ales că era al cincilea guvern. 

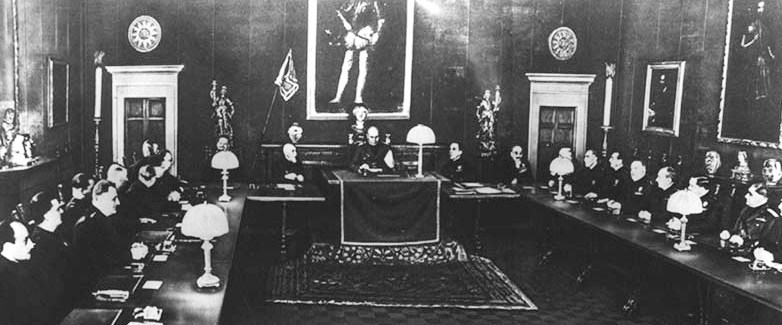
Gran Consiglio Fascismo

Dreapta Naționalistă, cu sloganul "Victoria amputată", condusă de Benito Mussolini, s-a transformat într-o mișcare violență și haotică. La Roma și în alte zone, fasciștii au purtat lupte pe stradă sângeroase împotriva grupărilor socialiste și comuniste, iar partidele nu reușeau să controleze situația. În octombrie 1922 Mussolini a organizat Marșul asupra Romei și a cerut puterea. Regele Victor Emmanuel al III-lea a acceptat și i-a acordat puter extinse. 
S-a format un guvern de coaliție, fascismul considerând că era nevoie de un guvern național.Lipseau socialiștii și erau doar trei fasciști în guvern. 
În 1924 au loc alegeri, în baza Legii Acerbo, care oferea o prima majoritară partidului care obținea mai mult de 40 % din voturi, primind peste 50 % din locurile din Parlament. Fasciștii obțin o clară majoritate, 275 de deputați, în coaliție cu naționaliștii și liberalii erau 374. 
Mussolini a profitat de criză internă și după asasinarea liderului socialist Giacomo Matteotti în 1925, și-a instaurat o dictatură personală. 
Toate partidele din opoziție au fost scoase în afară legii, Parlamentul a fost dizolvat, a fost creată poliția politică OVRA drepturile civile individuale au fost anulate, în timp ce Biserica și Regele și-au menținut puterile. 
În 1929, Mussolini și Papa Pius al XII-lea au încheiat Tratatul de la Lateran care garanta Vaticanului statutul de independența. Mussolini a păstrat distanță față de Hitler și regimul nazist, promițând să apere Austria împotriva Anschluss-ului. În 1935 s-a format Frontul Stresa cu Franța și Marea Britanie, pentru a împiedică incalcariel ulterioare ale Tratatului de la Versailles de către Germania. 
În 1936 Mussolini a invadat Etiopia/Abisinia, marcând începutul cooperării cu Hitler care și-a menținut neutralitatea în timpul intervenției. Astfel, a fost formată Axa Berlin-Roma. Germania a fost singura care a sprijinit atacul italian. După invazia de proporții ce a presupus folosirea tancurilor, bombardierelor și armelor chimice împotriva unei armate etiopiene nemecanizate ce apăra o țară ce își câștigase demult independența, Victor Emmanuel al III-lea s-a proclamat împărat al Etiopiei. 
După întărirea relațiilor italo-germană, Italia a ieșit din Societatea Națiunilor în 1937 și nu a protestat împotriva Anschluss-ului și intervine alături de Germania în Războiul Civil Spaniol. În 1938, mulți evrei din Italia își pierd drepturile civile și sunt excluși din funcțiile publice. 
În mai 1939 Hitler și Mussolini au semnat Pactul de Fier, un acord de prietenie și alianța ce definea condițiile desfășurării unui război comun.

#### Spania

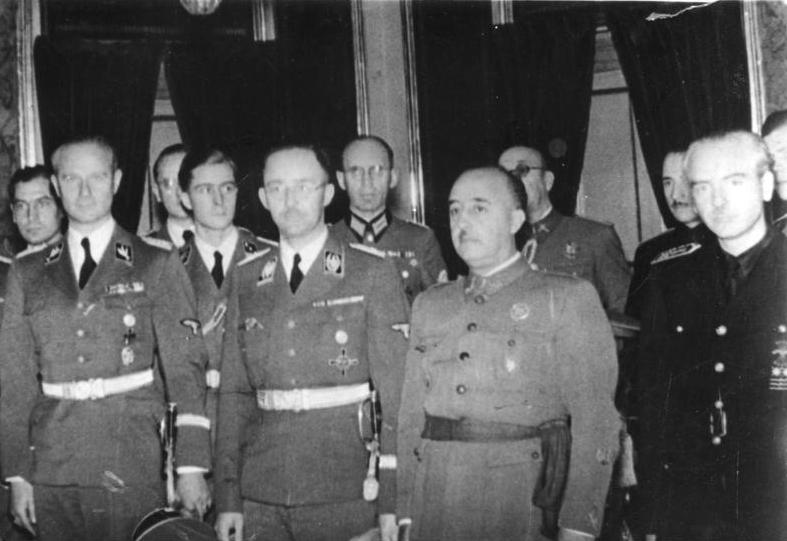
Francisco Franco si Heinrich Himmler

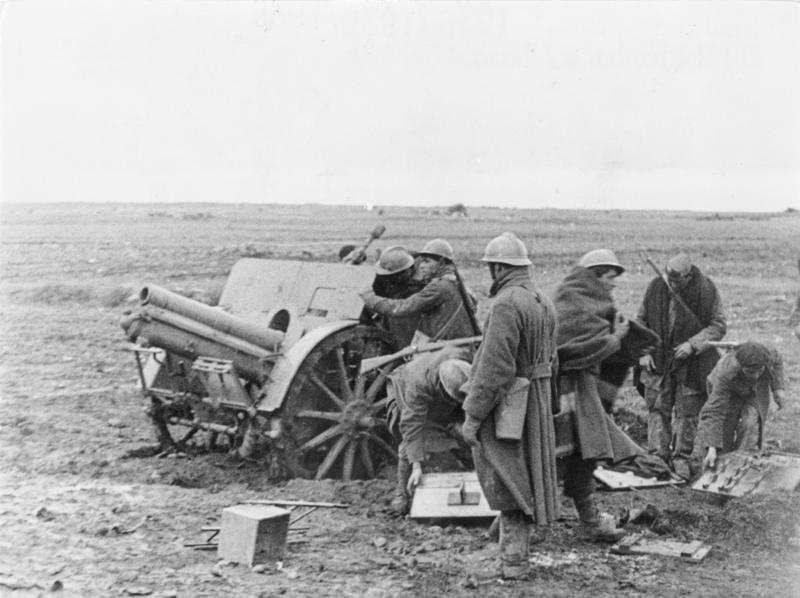
Razboiul civil spaniol

Spania era zguduită de tulburări politice după Primul Război Mondial. Corupția, aspirațiile separatiste în Catalonia, și tentativele de a calmă protectoratul din partea de nord a Marocului, împotriva lui Abd El Krim, lider al mișcării de independență, au slăbit monarhia parlamentară, iar în 1923 s-a desfășurat lovitură de stat a generalului Miguel Primo de Rivera. A instaurat o dictatură personală tolerată de regele Alfonso al XIII-lea. 
În ciuda sfârșitului favorabil al războiului din Războiul din Maroc, în 1930 regele a fost obligat să abdice datorită problemelor economice și sociale. Prin Pactul de la San Sebastian din 1930, partidele republicane și intelectualii, ca Jose Ortega y Gasset, au înlăturat monarhia. 
În 1931, aceștia au ieșit victorioși, iar regele a fost obligat să părăsească țară. S-a înființat A Doua Republică Spaniolă, dar a devenit țintă forțelor politice radicale de stânga și de dreapta. În 1933, s-au desfășurat răscoale violente organizate de muncitorii sindicaliști care cereau reforme sociale. 
Mișcarea fascistă s-a consolidat, iar în 1933 s-a înființat Partidul Antidemocratic Falanga Spaniolă, devenind instrumentul decisiv al regimului. 
Grevele și asasinatele politice au mărit prăpastia dintre forțele conservatoare-naționaliste, republicani și socialiștii radicali. 
În 1936, generalul Francisco Franco a dat o lovitură de stat împotriva Frontului Popular ce a cauzat Războiul Civil. 
Pe 26 aprilie 1937 forțele aeriene germane Luftwaffe au distrus Guernica și au bombardat asupra populației civile pentru a scădea moralul republicanilor. 
Multe state că Germania, Italia și URSS s-au implicat. Republica a căzut în 1939 după cucerirea Barcelonei de către trupele lui Franco. 
Francisco Franco a instalat un regim dictatorial în Spania devastată. A scos în afară legii înființarea partidelor politice și a suprimat opoziția. 350 000 de oponenți au fost executați și mii închiși, persecutând comuniști, Spania fiind membră a Pactului Anticomintern. Însă, regimul lui Franco a rămas neutru în timpul celui de-al doilea război mondial.

#### Germania

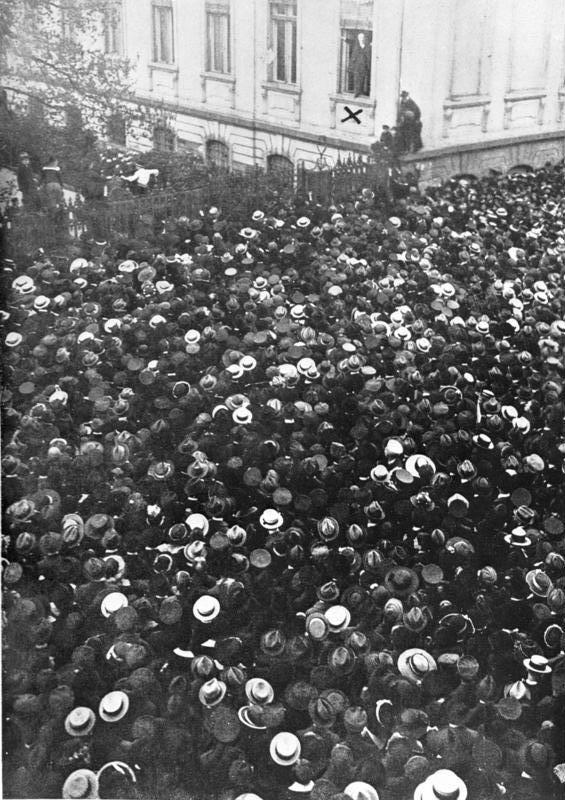
Philipp Scheidemann se adreseaza multimii

Perioada Republicii de la Weimar a fost o perioada din Istoria Germaniei ce a durat de la sfârșitul Primului Război Mondial până la ascensiunea lui Hitler la putere. 
Deși este considerată a fi o perioada constituțională democratic și marcată de dezvoltare culturală, a fost plină de dificultăți. Nici măcar o generație nu a beneficiat de avantajele și nici nu a suferit din plin de dezavantajele sale, fiind cuprinsă din plin de drama înfrângerii. 
Republica de la Weimar a fost o perioada de experimentare a democrației. Urmele imperiului au dispărut complet, iar societatea era marcată de o anarhie organizată. Nici nu se încheiase războiul că au fost inițiate mișcări revoluționare. 
Germania, deși a avut un rol ofensiv extrem de periculos în război, l-a pierdut datorită limitărilor economice și epuizării populației. 
La începutul lunii octombrie 1918 a fost schimbat guvernul, fiind adus un civil în fruntea acestuia, iar militarii urmăreau să lase răspunderea pe seama civililor. 
Liderul guvernului german, împreună cu liderul guvernului austro-ungar, i-au cerut președintelui american încetarea războiului. 
Însă răspunsul a întârziat două săptămâni și a fost unul nefavorabil prin care se cerea capitularea și implementarea unor schimbări profunde. 
Pe 11 noiembrie 1918 a fost semnat armistițiul. 
Germania s-a prăbușit din interior printr-o disoluție. 
Mișcarea a pornit din orașul Kiel unde era amplasată flota de război, ce a primit ordin de a ieși în larg și a provoca flota britanică, însă s-a dovedit a fi un atac sinucigaș, marinarii au protestat astfel, începând "revoluția germană" ce a schimbat vechea ordine. Muncitorii din Arsenal au intrat în greva, formându-se primele consilii ale muncitorilor și marinarilor. Revolta s-a extins în marile orașe germane de pe urm căreia au profitat forțele politice de stânga și pe 7 noiembrie socialistul independent Kurt Eisner a proclamat în Bavaria o Republica a Sfaturilor după model sovietic. Stânga socialistă era însă divizată între Partidul Social Democrat German-SPD, care solicită armistițiul, eliberarea deținuților politici și abdicarea Kaiserului și Organizația Radicală Spartakus-USDP, ce propuneau o revoluție bolșevică. 
Pe 9 noiembrie, revoluția s-a extins la Berlin și socialistul Scheidemann a proclamat Republica în timp ce spartakistul Liebknecht a proclamat Republica Socialistă. 
Împăratul Wilhelm al II-lea a abdicat. 
Pe 10-15 noiembrie au fost create 10 000 de sfaturi ale muncitorilor și soldaților în Germania, iar la Berlin s-a format un guvern alcătuit din 6 comisari ai poporului-3 de la SPD, 3 de la USPD, condus de Ebert. Pe 15 noiembrie s-a încheiat un acord între patroni și sindicate prin care se obțineau următoarele: ziua de lucru de 8 ore, libertatea sindicală, organizarea unor comitete de uzina, în timp ce reprezentanții socialiști ai muncitorilor au renunțat la revendicările privind naționalizarea. 
Armata s-a declarat neutră dacă era restabilită ordinea. Pe 28 noiembrie SPD a început pregătirile pentru alegerea Constituantei. Apar partidele de dreapta, în timp ce spartakiștii au devenit liderii extremismului de stânga. 
Conflictul dintre socialiști și spartakisti s-a agravat pe 6 decembrie. Guvernul a decis dizolvarea Comitetului Sfaturilor din Berlin, aflat sub control USPD. Comisarii USPD au părăsit guvernul, iar spartakistii au fondat Partidul Comunist. Capitala a fost cuprinsă de înfruntări violente între susținătorii USPD și SPD, iar guvernatorul Berlinului l-a destituit pe perfectul comunist al poliției. Spartakiștii au organizat manifestații ce au degenerat în conflicte armate cu forțele de ordine, satele erau însă neatinse de revoluție. Armata a fost chemată pentru a apară guvernul și pe 9-12 ianuarie au loc lupte sângeroase în Berlin, iar insurecția spartakista a fost învinsă și liderii spartakisti Rosa Luxemburg și Karl Liebknecht au fost arestați și executați. 
Reformarea a început să fie aplicată, fiind legalizate sufragiul feminin, liberalizarea moravurilor, politizarea tineretului. Republica a fost constestata însă de represiunea insurecției spartakiste. Regimul a fost determinat să-și asume responsabilitatea Tratatului de la Versailles. Deși a pierdut teritorii, Germania și-a menținut echilibrul și restrângerea teritorială drept efect al accentuării conștiinței apartenenței la germanitate. Revendicarea teritoriilor germane pierdute a devenit tema naționalistă după 1919. 
La 19 ianuarie 1919 a fost aleasă Adunarea Constituantă dominată de Coaliția Weimar - SPD, Zentrum, Partidul Liberal. Adunarea Constituantă era alcătuită din:
- SPD-39,7&
- Zentrum-21,9%
- Partidul Liberal-18 %
- Partidul Național German-10,6%
- Partidul Populist-4,6%
- USPD-5,3%

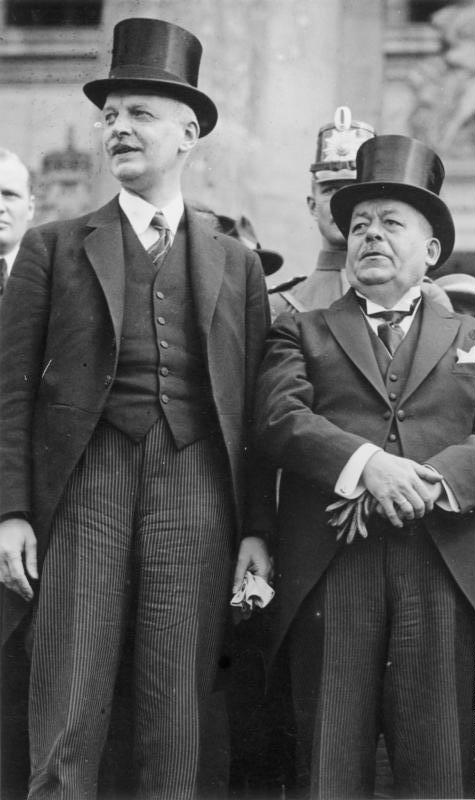
Wilhelm Cuno si Friedrich Ebert

După lungi negocieri, la 31 iulie 1919, Adunarea a votat proiectul de constituție al liberalului Hugo Preuss, evreu de origine, al cărui proiect inițial propunea un stat puternic centralizat pentru a distruge hegemonia prusacă, landurile să câștige autonomie relativă religioasă, educațională și economică, iar constituțiile și instituțiile să se conformeze dreptului federaL. Reich-ul deținea exclusivitatea competențelor financiare, militare și politicii externe. Opoziția de dreapta, tensiunile dintre autoritatea centrală și landurile (separatismul Rhenan, insubordonarea Bavariei, tentațiile revoluționare din Saxa și Thuringia) au făcut că proiectul să fie amendat, fiind preferat denumirea de "statul poporului" decât "stadul federal". 
Constituția de la Weimar a prevăzut egalitatea în față legilor, libertățile publice, apelul la referendum. Reichul german a devenit o republica cu 17 landuri, iar parlamentul era comus din adunările Reichstag, ales prin sufragiu pentru 4 ani ce vota legile și controla executivul și Reichsrat ce adună reprezentanții landurilor, iar puterea executivă era reprezentată de președintele Reichului ales prin vot universal pentru 7 ani și putea numi guvernul condus de cancelar. 
Friedrich Ebert, socialist, a fost ales că primul președinte din 1919 până un 1925, lăsându-l pe cancelar să guverneze și nu a intrat în conflict cu executivul. 
Mareșalul Hindenburg, monarhist convins, veteran, erou al războiului, a fost al doilea președinte din 1925 până în 1934. A respectat Constituția și atrăgea atenția opiniei publice. A fost reales în 1932 și a început să deconsidere poziția parlamentului în dauna statutului autorității centrale. 
Clasa politică era dominată de : 

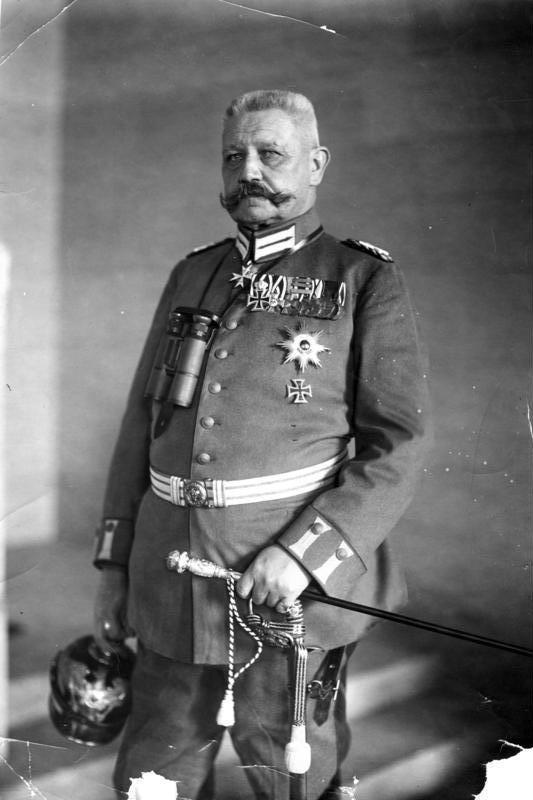
Paul von Hindenburg

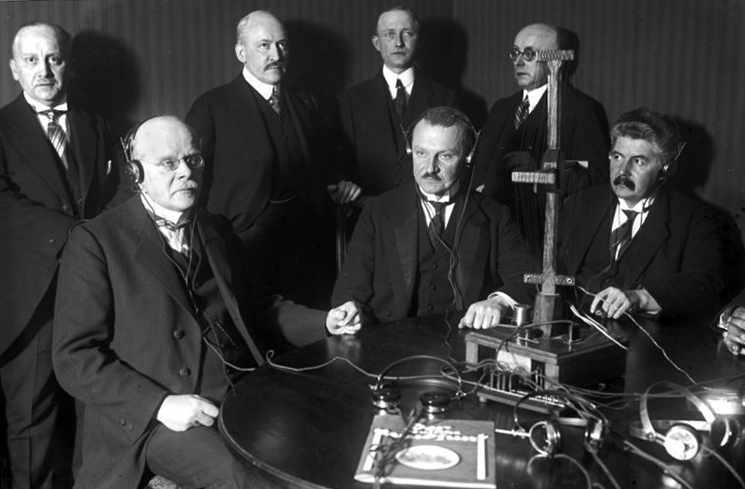
Wilhelm Marx

- Partidul Socialist-Democrat-SPD, care a fost principala forță politică, respingând modelele bolșevice și propunându-și reforme democratice, având un milion de membri, având scor de 38% în alegeri în 1919 și 20% în 1932, având ca lideri importanți pe Ebert, Scheidemann, Muller, iar baza sa electorală era în regiunile industriale.
- Zentrum, partid al catolicilor, erau ostili revoluției și având un electorat stabil, evoluând după 1925 spre conservatorism, a căror practici vor degrada democrația germană. A avut ca lideri importanți pe Bruning, von Papen, Wirth, și avea că zone electorale nobilimea sileziană , industriașii din Rhenania , țăranii bavarezi și muncitorii din Ruhr
- Partidul Liberal reprezenta aripa stânga a liberalismului german, fiind un partid de personalități și nu de mase, ostil dictaturii și violenței, având că lideri pe Rathenau și Max Weber, fiind votat doar de burghezia urbană
- Partidul Comunist-KPD respingea regimul de la Weimar și a încercat prin greve și insurecții să preia puterea fără succes, dar a reușit să impună guverne comuniste în Saxa și Thuringia, reprimate prin mod sângeros. Era dependentă de Internaționala a Treia și de ordinele primite de la Moscova și dispunea de 330 000 de membri disciplninati cu trupe de șoc-Frontul Roșu.
- Partidul Populist-reprezenta burghezia protestantă, era ostil socialismului și monarhismului, și încerca să preia puterea, având că personalități pe Stresemann, Schacht, Stinnes și Thyssen, fiind sprijinit de industriași
- Partidul Național-German era alcătuit din pangermaniști, luterani și proprietari funciari din landurile estice, fiind ostil condițiilor impuse de Tratatul de la Versailles, iar din 1928, condus de un magnat al presei, Hugenberg, s-a orientat spre extremă dreaptă, colaborând cu NSDAP.

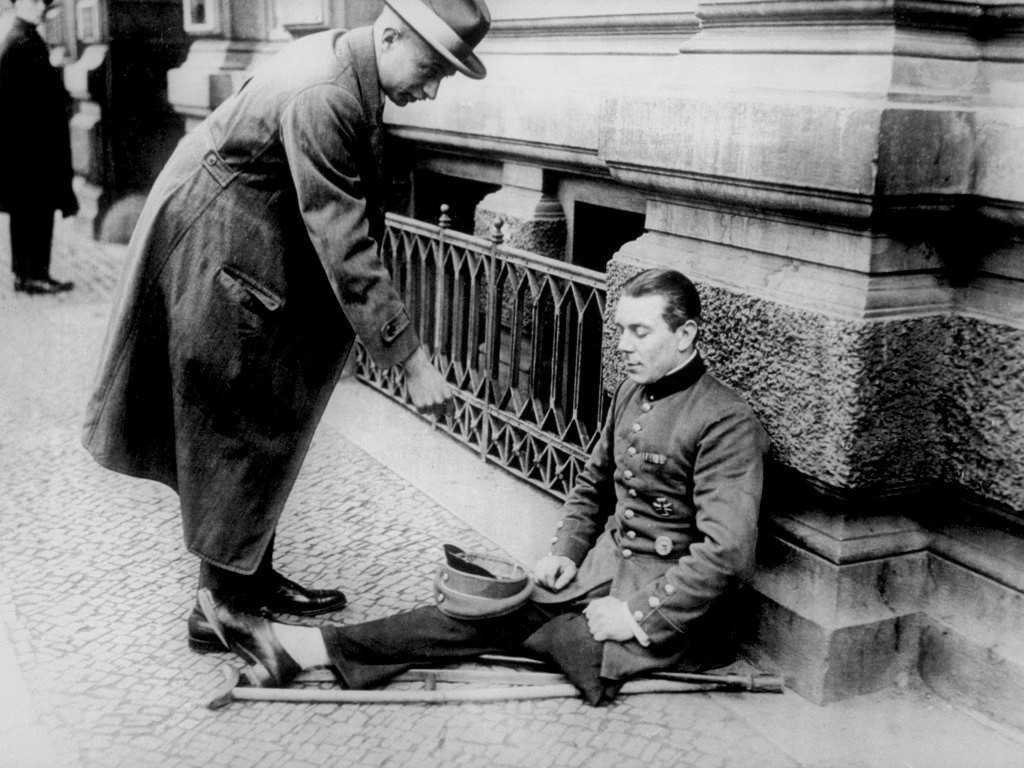
Veteran mutilat cersind

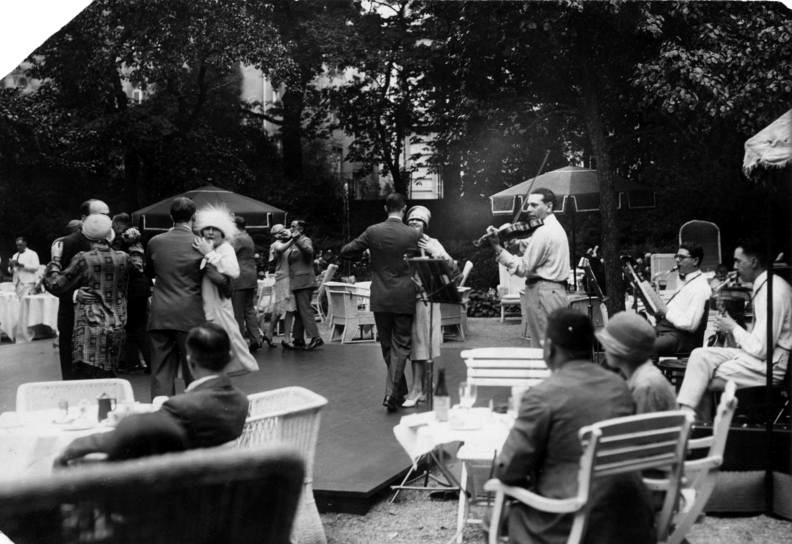
Soldati dansand pe Jazz

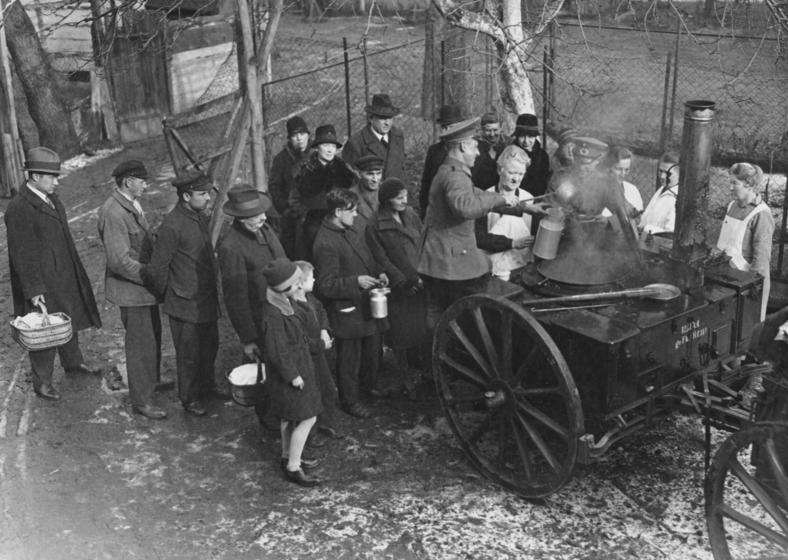
Soldati care ofera mancare saracilor

Armata sau Reichswerh a rămas ostil revoluției, a contribuit la reprimarea insurecției comuniste și salvarea socialiștilor. Însă au fost ofițeri activi care au participat la tentative de puci la Berlin și München. Conducerea era preocupată de reconstituirea potențialului militar german prin antrenarea clandestină a voluntarilor și testarea de noi arme în Rusia, precum și formarea unor noi generații de ofițeri recrutați din rândul aristocrației. Ofițerii republicani au fost eradicați, iar din 1926, corpul de cadre a fost constituit, în 1930, armata luând poziție față de agitația politică. Noua generație de cadre militare era sedusă de național-socialism în timp ce ofițerii în vârstă erau conservatori și monarhiști. În 1932, după instaurarea regimului nazist, se alătură Fuhrerului. 
Au apărut și grupări paramilitare precum Căștile de Oțel (1918) ce numără 500 000 de membri, Secțiile de Asalt ce cuprindea 300 000 de membri național-socialiști în 1932, Frontul de Fier cu trupe de șoc antifasciste organizate de socialiști (1930) și Frontul Roșu cu trupe paramilitare comuniste cu peste 100 000 de membri, fiind interzis în 1929. 
Deși dreapta are câștiguri electorale, mișcările extremiste iau amploare. Se formează guverne de coaliție pentru că nici un partid nu obținea majoritate în Reichstag. În 1919-1923 este Coaliția Weimar la guvernare, în 1923-1928-partidele de centru-dreapta, iar în 1928-1930-marea coaliție alcauita inclusiv din socialiști și național-germani. 

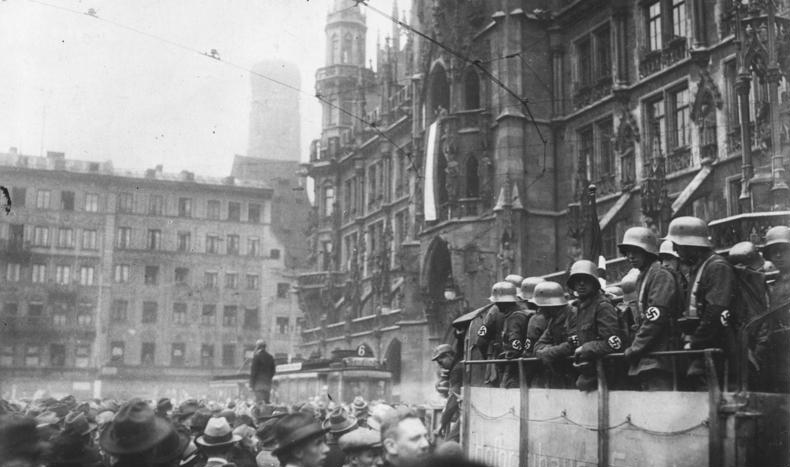
Puciul Halei de Bere al lui Hitler

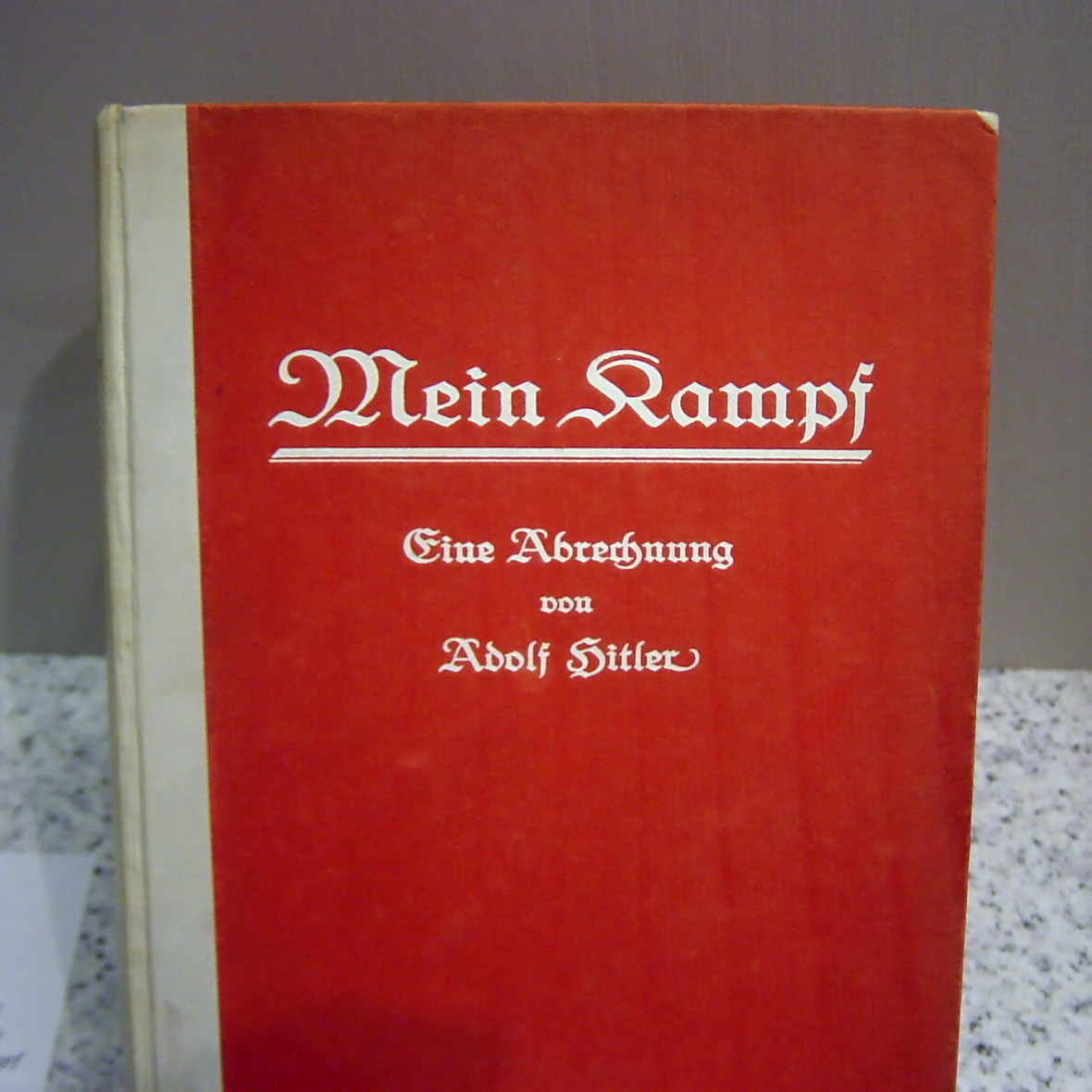
Mein Kampf

Cabinetele erau minoritare după 1930, fiind numite de președinte, guvernând fără sprijinul parlamentului prin decrete, sumbinand Constituția. Reichstagul a fost dizolvat repetat între 1930-1932, iar instabilitatea ministerială (19 guverne în 13 ani) marca societatea germană. 
Părea că Republica de la Weimar eșuase. În 1920, Puciul monarhist Kapp este reprimat, iar în 1923, Puciul Halei de Bere al lui Hitler este înăbușit. Hitler era un anonim care încerca să instituie o dictatură de dreapta în Germania, printr-un marș de Feldherrnhalle în München, la 9 noiembrie 1923. Aflat la închisoare, arestat pentru tentativă de puci, a scris lucrarea ideologică Mein Kampf. A fost eliberat repede în 1924 pentru bună purtare, însă își păstra dorința de a obține puterea. 
Situația noului regim era precară, cuprinsă de sărăcie, agitație socială și politică. Extremă stânga s-a manifestat violent, în 1920 ocupând cu armata roșie câteva orașe din Ruhr, iar în 1921, greva insuretionala a fost reprimată violent. 
În 1920, puciul organizat de o brigada franca de la Marea Baltică a eșuat. Numărul asasinatelor crescuse, fiind o adeverata "teroare albă"-376 de crime, dintre care 354 fiind îndreptate împotriva stângii sau moderaților. 
Guvernul Guno a frânat livrările în natură destinate reparațiilor de război. Pe 11 ianuarie 1923 Franța a ocupat Ruhr și guvernul german a organizat rezistență pasivă. Economia s-a dezorganizat, inflația făcea ravagii, iar noul guvern de coaliție condus de Stresemann a pus capăt rezistenței pasive și a reluat plata reparațiilor. 
În 1923 Rhenania și-a problamat independența cu sprijinul trupelor franceze, însă fără succes, iar în Saxa și Thurigina sunt înfrânte insurecțiile comuniste, iar în noiembrie 1923 a fost rezolvată criza bavareză. 
Inflația s-a agravat, un dolar fiind 4,2 mărci în 1914, iar în 1920-84 mărci, 1922-186 mărci. 

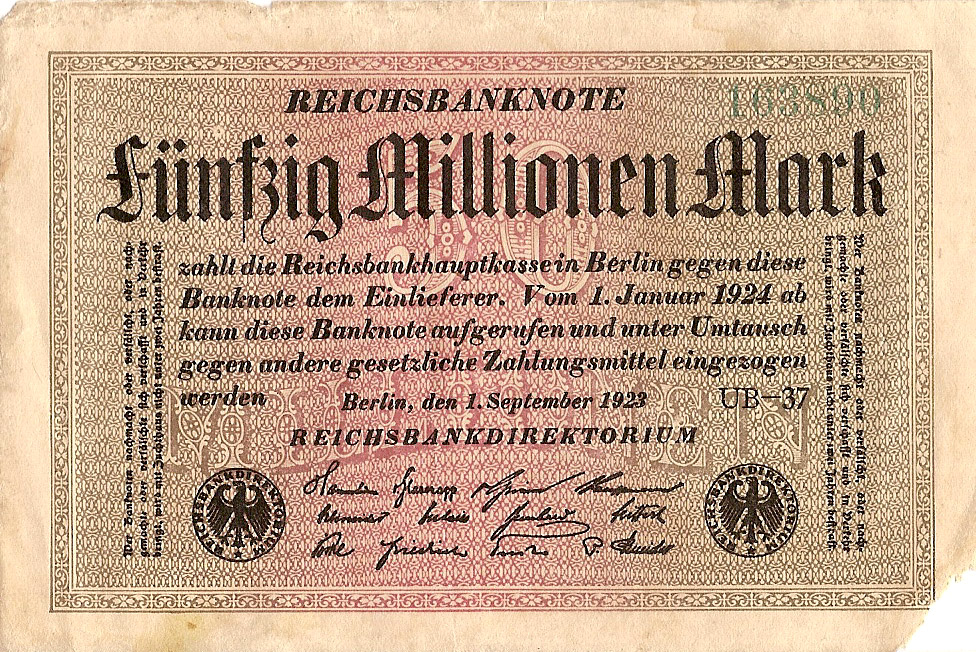
Bancnota de 50 de milioane de marci- 1923

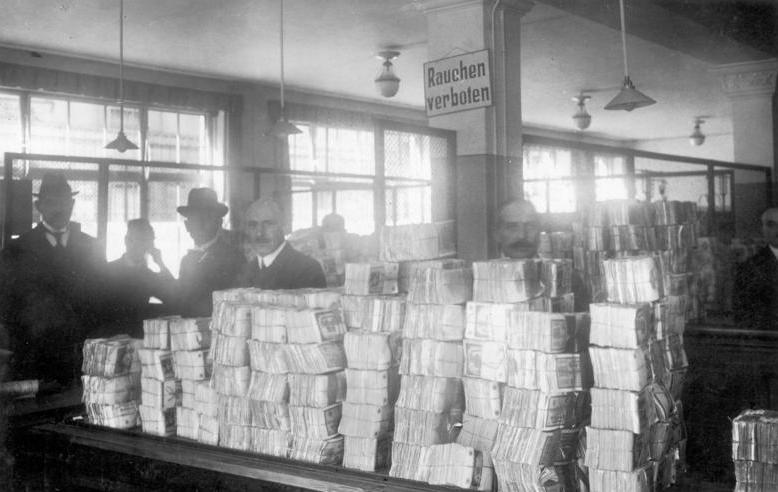
Bancnote

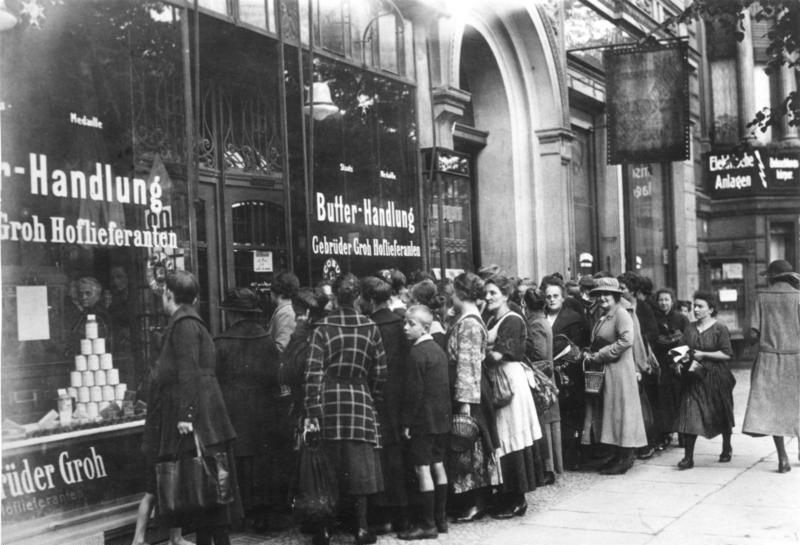
Cozile la magazine-efectele hiperinflației

Germania a achitat în bani și în natură 8,2 miliarde de mărci de aur în perioada 1919-1923, însă rezistență pasivă a costat-o 3,5 miliarde de mărci de aur. Marca s-a prăbușit, în iulie 1922, un dolar valorând 410 mărci, în 1923 crescând de la 7260 la 4,200 000 000 de mărci. 
Viața cotidiană a germanilor a fost bulversată, prețurile și salariile variau zilnic, orașele și satele au fost autorizate să emită monede auxiliare, țăranii au revenit la troc. Nivelul de trăi s-a prăbușit, deținătorii de venituri fixe și micile întreprinderi au falimentat. 
În octombrie 1923, ministrul de finanțe, Schacht, a lansat Rentenmark, acoperită nu de aur, ci de recunoașterea datoriilor industriale și agricole de către stat. Moneda era calculată la 1RM=1 miliard de mărci. Moneda națională era detașată de etaloanele și criteriile de valoare tradiționale, corupte datorită speculațiilor. Austeritatea bugetară, fixarea și blocarea dobânzilor pentru credite de către Reichsbank au contribuit la stabilizarea masei monetare. 

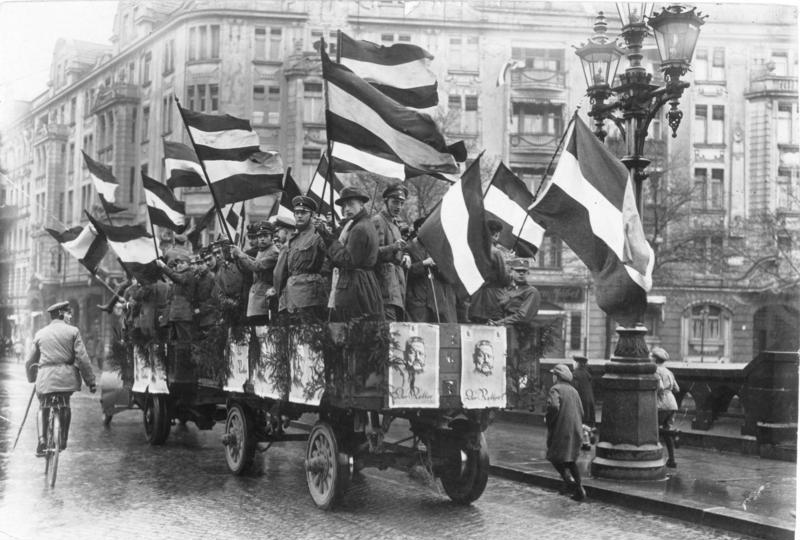
Propaganda electorală promovată de Hindenburg

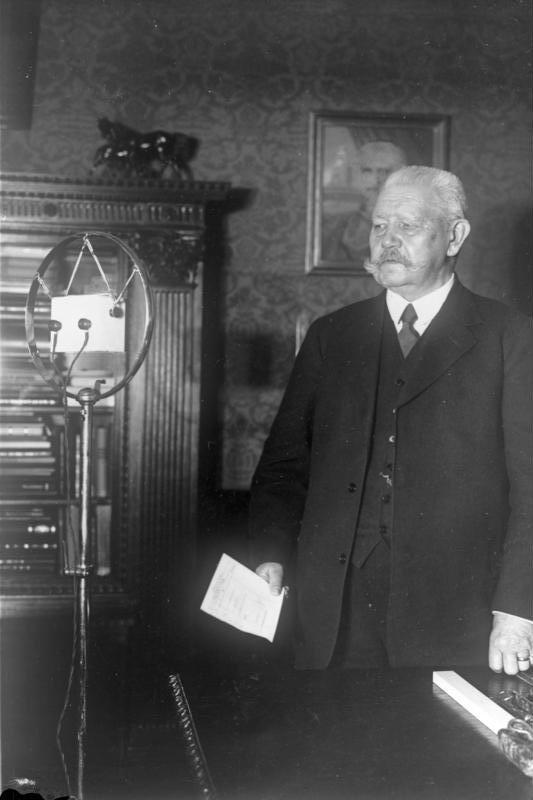
Paul von Hindenburg

Prosperitatea s-a reinstalat aparent, producția crescând încet și șomajul micsorandu-se. Se mizează pe raționalizarea producției și pe exporturile industriale, 72% din exporturi fiind produse manufacturate. În 1930 apar 3000 de carteluri, iar în 1932, 45% din societăți controlau 84% din capitalul industrial german. 
Solurile erau însă exploatate excesiv, proprietățile erau îndatorate, prețurile erau în urmă celor industriale, iar balanță comercială era deficitară. 
În 1925, alegerile prezidențiale sunt câștigate de mareșalul Hindenburg cu 15 milioane de voturi, învingându-i pe candidatul Zentrumului și pe Ernst Thalmann susținut de comuniști. 
Bălanța plăților a fost echilibrată prin aflux de capital străin, Germania devenind cel mai mare importator de capital, doar 1/4 din întreprinderile germane beneficiind de investiții. Dar din cauza crizei din 1929 fondurile sunt retrase, iar economia aparent prosperă se destabilizează. 
În 1930, privată de credite, Germania supraindustrializată nu a putut să exporte suficient pentru a plăti importurile de materii prime, iar producția s-a prăbușit în 1932 cu 50% față de 1929. Șomajul a crescut de la 1,5 milioane în 1929 la 6 milioane de germani rămași fără muncă în 1931. Se dezvoltă o antipatie împotriva capitalismului considerat vinovat pentru criză. Forțele politice au încercat diferite soluții pentru ieșirea din criză, iar marea industrie a solicitat relansarea investițiilor prin scăderea fiscalității și economiei bugetare. În 1931 s-a impus scăderea salariilor muncitorilor, iar în 1932 se cerea relansarea economică prin intervenția statului. Sindicatele reclamau indemnizații crescute pentru șomaj, proprietarii funciari au solicitat ajutoare, iar partidele de dreapta se opuneau creșterii impozitelor în timp ce partidele de stânga au refuzat o politică de austeritate. 
Guvernul Bruning a încercat să crească impozitele, scăzând salariile, prețurile și chiriile și a preluat o parte din capitalul bancar pentru a controla sistemul financiar și instaurând un control asupra schimburilor comerciale. Șomajul s-a agravat, iar guvernul și-a pierdut sprijinut oferit de socialiști, guvernând prin decrete-legi. 
În 1932 au loc alte alegeri prezidențiale în care Hindenburg a fost reales cu 19 milioane de voturi în defavoarea candidatului NSDAP, Adolf Hitler ce a obținut 13 milioane de votuir. În mai 1932 guvernul Bruning a căzut, fiind înlocuit de von Papen, reprezentant al Zentrumului, care a încercat să dizolve de două ori Reichstagul pentru a obține o majoritate. În urmă alegerilor marcate de incidente violente între stânga și național-socialiști, NSDAP a obținut 37 % din voturi-230 locuri în parlament, iar în noiembrie 1932 a înregistrat 33,1%, SPD-20,4%, iar Von Papen a fost nevoit să propună o coaliție cu Partidul Nazist, deși Hindenburg s-a opus. Von Papen a demisionat în decembrie 1932, iar succesorul sau, generalul Schleicher a încercat să instaureze o dictatură corporatistă pentru a distruge nazismul și comunismul, dar eșuează. În ianuarie 1933, Hindenburg l-a investit pe Adolf Hitler în funcția de cancelar al Reich-ului. 

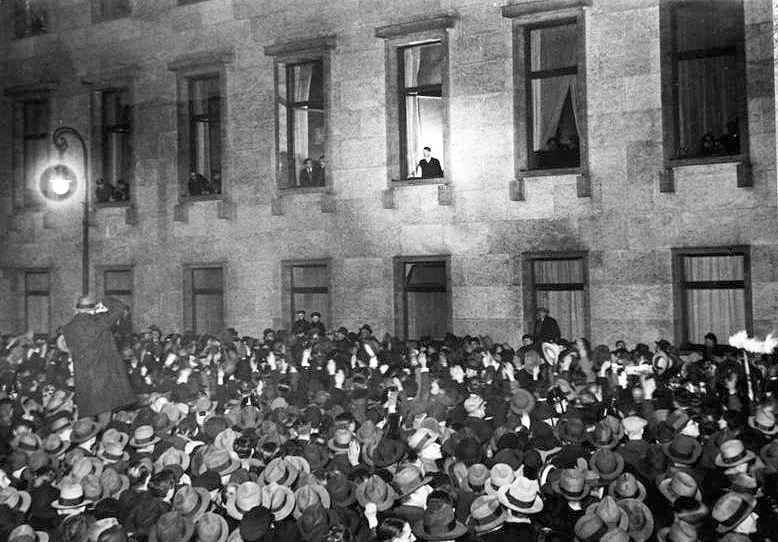
Apariția publică a lui Hitler

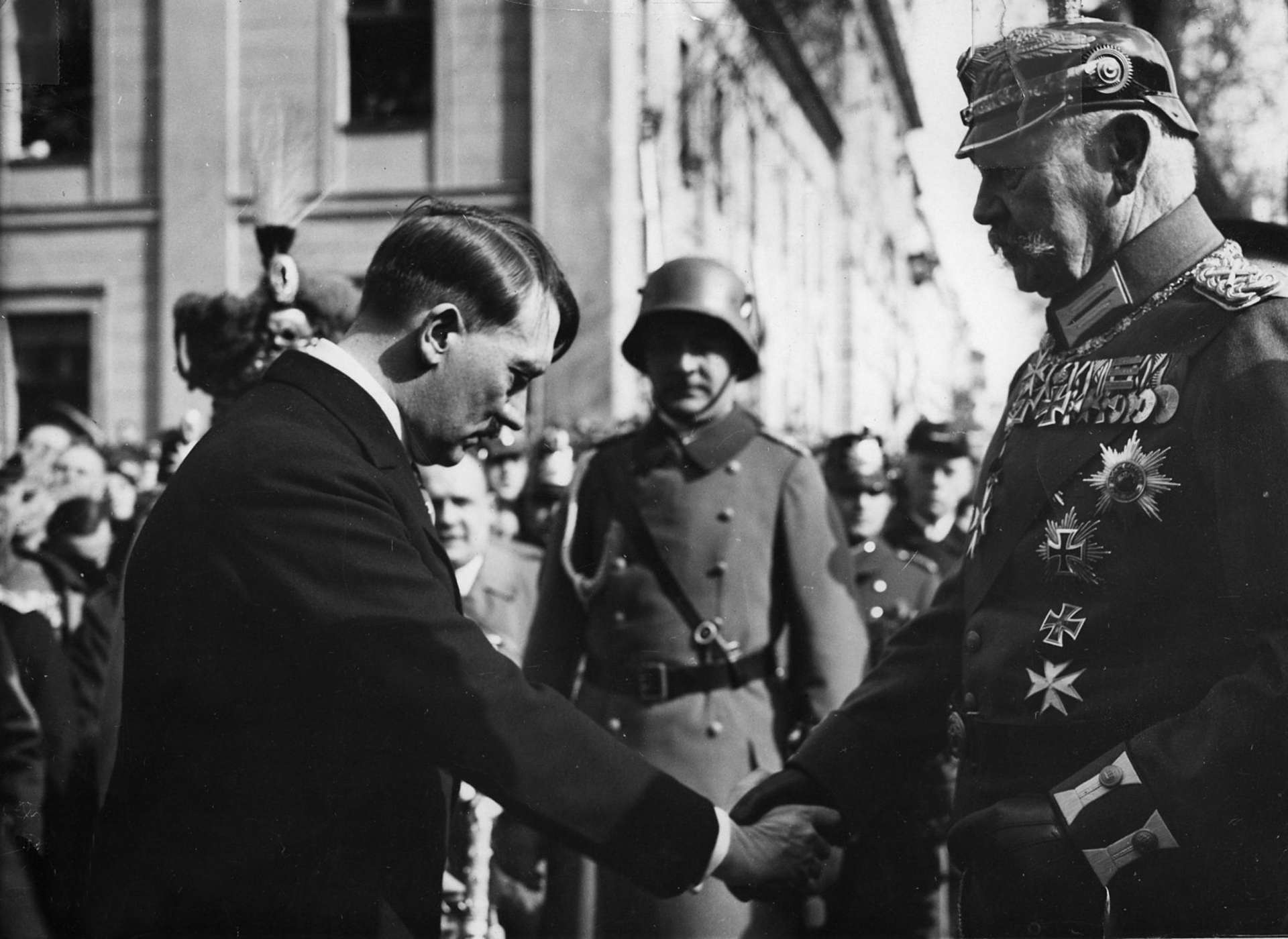
Hitler devine cancelar

Din 30 ianuarie 1933 până pe 2 august 1934, statul german s-a reorientat de la democrație la dictatură, Hitler deținând întreagă putere. A menținut formal Constituția de la Weimar, iar ideologia nazistă domină statul și societatea, creând premise aparent legale pentru a desființa constituția democratică. 
După incendierea clădirii Reichstagului, la Berlin, la 27 februarie 1933, SĂ-trupele Partidului Nazist au început primele acțiuni de persecuție împotriva social-democraților și a comuniștilor. Printr-un decret de urgență, Hitler a profitat și a suspendat drepturile politice de baza, legalizând persecuția rivalilor politici și inlaturandu-i din structurile de stat. 
În ultimele alegeri din 5 martie 1933, naziștii nu au putut obține majoritatea în parlament, în ciuda intimidării populației. În prima sesiune parlamentară, toți legislatorii, exceptând social-democrații și comuniștii, au fost arestat. Toată puterea legislativă a fost transferată în mâinile guvernului lui Hitler. 
Guvernul nazist a desființat federalismul nazist și a instituit dominația unipartita. Până în 1934, toate parlamentele landurilor au fost dizolvate și înlocuite de guvernatori ai Reichului noului regim. După interzicerea Partidului Social-Democrat, în iulie 1933, toate celelalte partide politice din opoziție au fost destrămate rapid, iar DNPV este obligat să se retragă. Partidul Nazist s-a proclamat partid de stat. 
Hitler a suprimat opoziția internă din cadrul partidului sau, iar trupele SĂ au fost considerate că fiind o amenințare pentru că cereau preluarea puterii militare a statului. La 30 iulie 1934, sub pretextul prevenirii unui puci, liderii trupelor SĂ au fost asasinați, acțiune represivă denumită autoapărare națională. 
La 2 august 1934, Hindenburg moare, și Hitler a preluat funcția de președinte al statului, autoproclamandu-se Fuhrer și Cancelar al Reichului German. Armata germană a fost obligată să depună un jurământ în față Fuhrerului. Germania devenea un stat al Fuhrerului, acesta fiind singurul punct de referință pentru grupurile de putere rivale. Teroarea, succesul în relațiile externe și măsurile sociale bine coordonate au consolidat imaginea Fuhrerului în percepția poporului german. Au fost create noi locuri de muncă, iar în doi ani, șomajul a fost redus la jumătate. Până în 1939, programele masive de înarmare au cauzat o criză a locurilor de muncă. Pentru a-i liniști pe muncitorii organizați prin constrângere în Frontul Muncitorilor Germani, acestora li s-au asigurat salarii mari, protecție împotriva șomajului și concedii plătite. Organizația nazistă de partid Kraft durch Freude a organizat manfiestari și excursii necostisitoare. Regimul și-a ținut sub observație camarazii naționali, chiar și în timpul liber. Ziua de 1 mai este consemnată că Ziua Muncii Naționale. 

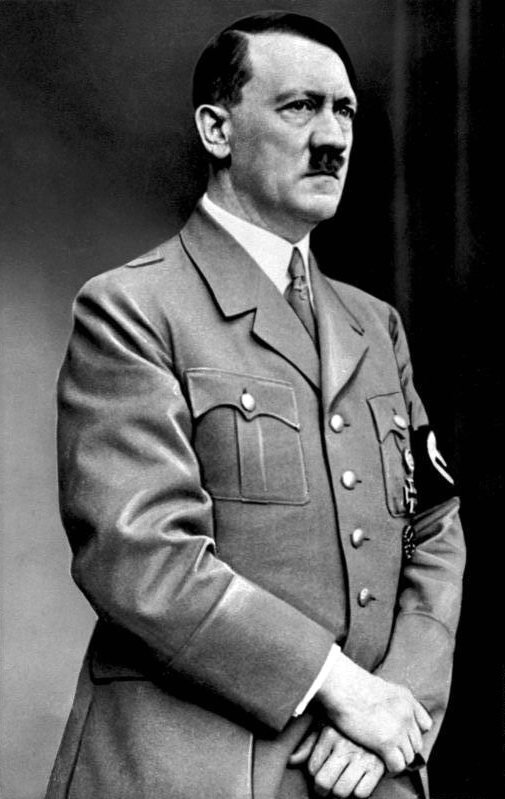
Adolf Hitler

S-a acordat atenție îndoctrinării tineretului, toate grupurile de tineret fiind absorbite de Tineretul Hitlerist și de Liga Fetelor Germane. Din 1936, toți tinerii de 10-18 ani au fost obligați să devină membri. Camera de Cultură a Reichului era sub conducerea lui Joseph Goebbels, ministrul propagandei, supraveghiind viață culturală. Lucrările literare care nu se conformau liniei partidului a fost distrusă. Cărți și lucrări ale lui Walter Benjamin, Erich Kastner, Thomas Mann, Sigmund Freud și Carl von Ossietzky au fost arse în public. Sute de scriitori au emigrat, că Bertolt Brecht și Ștefan Zweig și chiar Ossietzky, după ce a petrecut trei ani în lagăr de concentrare a primit premiul Nobel pentru Pace. 
S-au creat rețele de agenții naționale de supraveghere. În 1934, după eliminarea trupelor SĂ, elită detașamentelor, SS, a devenit cel mai important instrument de lupta împotriva adversarilor politici, menținând sub control departamente ale poliției și serviciilor secrete. Forțele SS au preluat administrarea lagărelor de concentrare, iar în 1939, au fost închise 25 000 de persoane neloiale. 

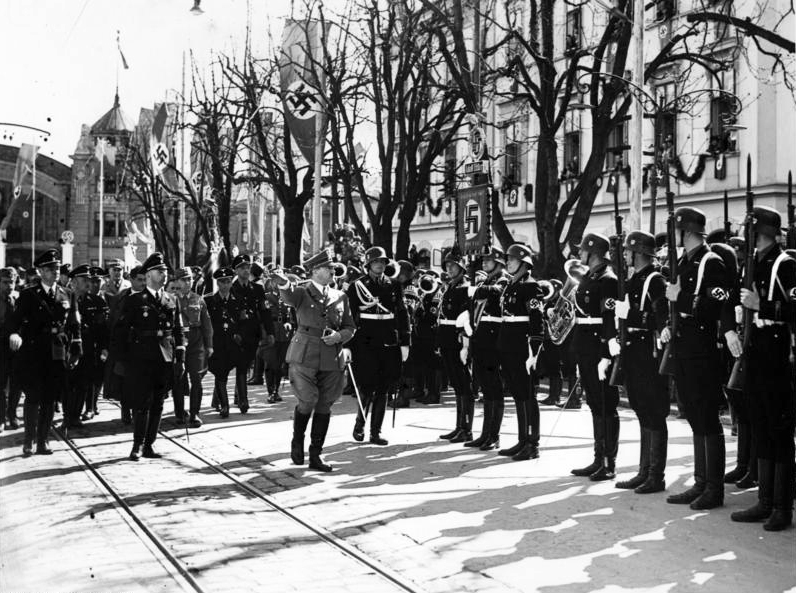
Hitler și trupele SS

Grupările SA, incitați de ziarul antisemit Der Sturmer, a organizat atacuri împotriva evreilor. Conducătorii naziști au transformat persecuțiile evreilor într-o activitate de stat. În aprilie 1933, Goebbels, ministrul propagandei, a organizat un boicot național al afacerilor evreiești, iar Legea restabilirii serviciului civil al carierelor din 7 aprilie 1933 a lansat un va de decrete discriminatorii care-i obligă pe evrei să renunțe la profesie. Evreilor li se interzic practicarea medicinei și profesiile în domeniul culturii sau a avocaturii și era interzis orice contact cu populația ariană. 
Legile rasiale din 1935 au anulat toate drepturile politice ale evreilor, toți cetățenii Reichului fiind obligați să dovedească că au sânge german. Era considerat "evreu" numai cel care avea trei strămoși de origine evreiască și care practică iudaismul. În noiembrie 1938, liderii naziști au încercat să asasineze un diplomat german că pretext pentru declanșarea unui pogrom la scară largă asupra evreilor. În noaptea 9-10 noiembrie 1938, toate sinagogile și prăvăliile evreiești au fost incendiate. 100 de persoane au fost ucise și 30 000 au fost trimise în lagăre de concentrare. Evreilor li s-au impus taxa de răscumpărare de 1 miliard de mărci, și tot capitalul le era confiscat, iar proprietățile, acțiunile și bijuteriile erau vândute prin constrângere, urmând rapid lichidarea tuturor afacerilor și întreprinderilor evreiești. Economia s-a germanizat forțat. 

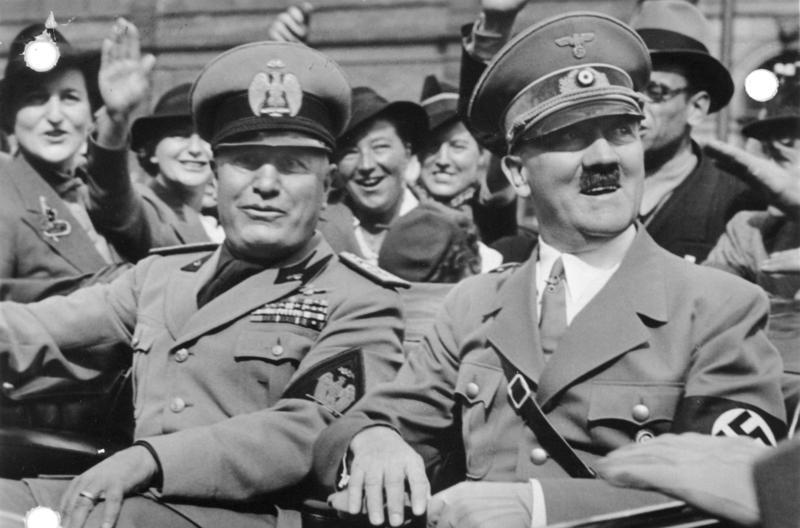
Hitler și Mussolini

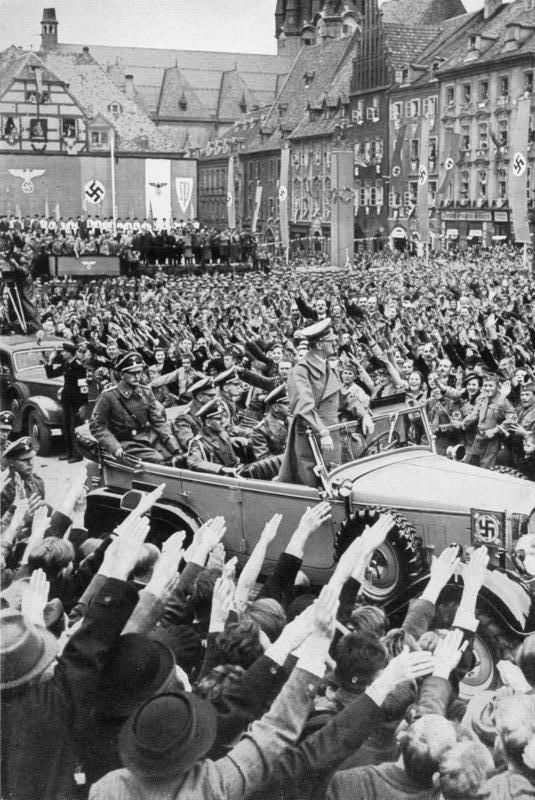
Hitler în regiunea Sudeta

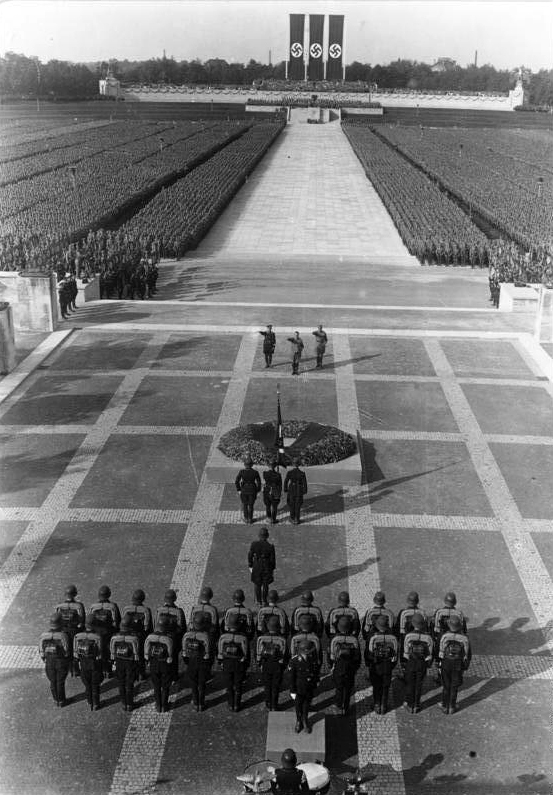
Parada nazistă

Liderii naziști au recurs și la un program de emigrare forțată, stabilind un Birou al Emigrării Evreiești, însă din 1941, emigrarea a fost interzisă. Rromii, evreii, homosexualii și alte minorități etnice sunt ucise în masă. 
Hitler plănuia un război pentru a recupera teritoriile pierdute și a răzbună umilința Germaniei în Primul Război Mondial. Restricțiile impuse prin Tratatul de la Versailles au fost revizuite. În 1933, Germania părăsește Societatea Națiunilor, iar Hitler face cunoscută dorința de pace aparență. Acordul Reichului cu Vaticanul, menit să asigure drepturile Bisericii Catolice în Germania, pactele de neagresiune cu alte state și găzduirea Jocurilor Olimpice în 1936 au confirmat politică sa. În 1935, Sarlandul se alătură Germaniei printr-un plebiscit, iar puterile aliate recunosc dreptul de autodeterminare al germanilor. În 1935, Hitler introduce recrutarea obligatorie, anunță reînarmarea și semnează un acord naval cu Marea Britanie. În 1936, regiunea demilitarizată a Rinului este ocupată. Naziștii se implică în Războiul Civil din Spania și sunt înființate Axa Berlin-Roma și Pactul Anticomintern cu Japonia, fiind coaliții antosovietice. 
După Anschluss (anexarea și unirea Austriei cu Germania) și anexarea Regiunii Sudete prin Acordul de la München, Hitler renunță la politică de pace după împărțirea Cehoslovaciei în martie 1939. Prin pactul Ribbentrop-Molotov de la 23 august 1939, Germania și URSS își împart sferele de influență în Polonia. 
La 1 septembrie 1939, trupele naziste au invadat vestul Poloniei sub un pretext înscenat, declanșând Al Doilea Război Mondial.